# Musikjahr 2019
Liste der Musikjahre

◄◄ | ◄ | 2015 | 2016 | 2017 | 2018 | Musikjahr 2019 | 2020 | 2021 | 2022 | 2023 | ►

Weitere Ereignisse · Country-Musik
Dieser Artikel behandelt das Musikjahr 2019.
Sowohl in Deutschland als auch international sorgte das unbetitelte Album von Rammstein für Aufsehen, das nicht nur in Deutschland Platz 1 erreichte und zusätzlich die Jahrescharts anführte, sondern auch in den USA und im Vereinigten Königreich Top-Ten-Platzierungen erreichte. In den deutschen Charts war Rapper Capital Bra sehr erfolgreich.
Newcomerin Billie Eilish war in allen Jahrescharts vertreten und gewann zahlreiche Preise.

## Ereignisse

### Populäre Musik und Jazz
- 5./6. April: Das Festival FreeJazzSaar feiert in Saarbrücken Trevor Watts, Joe McPhee und Charles Gayle.
- 30. Mai: Im Rahmen der Ibiza-Affäre erreicht Vengaboys’ Sommerhit We’re Going to Ibiza Platz 1 der österreichischen iTunes-Charts.[1] Am 30. Mai spielt die Band daraufhin vor 6000 Menschen im Rahmen einer Demo auf dem Wiener Ballhausplatz.[2]
- 29. Juli: Bei einem Rammstein-Auftritt im Moskauer Luschniki-Stadion geben sich Paul Landers und Richard Z. Kruspe öffentlich einen Kuss auf dem Mund, um ein klares Statement gegen Homophobie zu setzen.[3]
- 00. August: Um die Kontrolle über ihre Musik zurückzugewinnen und das Eigentum an ihren eigenen Songs zu sichern, kündigt Taylor Swift an, dass sie plane, ihre Alben neu aufzunehmen. Sie beginnt mit dieser Aufgabe im November 2020 und veröffentlicht seitdem mehrere ihrer Alben erneut. Diese Neuauflagen werden mit dem Namenszusatz „Taylor’s Version“ versehen, um sie von den Originalaufnahmen zu unterscheiden, die immer noch unter der Kontrolle des Labels Big Machine Records stehen.
- 14. September: In Luxemburg findet erstmals das Luxembourg Open Air (kurz: LOA) statt.
- 03. November: Paul Lovens wurde in Berlin mit dem Albert-Mangelsdorff-Preis ausgezeichnet.
- 28. November: Die letzte Printausgabe der Hip-Hop-Zeitschrift Juice erscheint. Es handelt sich um die 195. Heftnummer.[4]

### Klassische Musik und Musiktheater
- 01. Januar: Das 79. Neujahrskonzert der Wiener Philharmoniker wird von Christian Thielemann geleitet. Das Konzert wird in über 90 Länder übertragen.[5]
- 28. April: Uraufführung der Oper Oceane in zwei Akten von Detlev Glanert (Musik) mit einem Libretto von Hans-Ulrich Treichel in der Deutschen Oper Berlin.
- 11. Mai: Uraufführung der Oper Schlagt sie tot! mit einem Libretto von Eva Sommestad Holten und Jana Hallberg über das Leben des Kirchenreformators Martin Luther in der Oper Malmö.
- 15. Juni: Uraufführung der Oper Fire Shut Up in My Bones in drei Akten von Terence Blanchard (Musik) mit einem Libretto von Kasi Lemmons im Opera Theatre of Saint Louis.
- 00. September: Uraufführung des Musicals & Julia des schwedischen Musikproduzenten und Songwriters Max Martin im Manchester Opera House.

### Film und Fernsehen
- 27. Juni: Die deutsche Fernsehshow The Masked Singer, in der Prominente maskiert in Ganzkörperkostümen singen, wird erstmals auf ProSieben ausgestrahlt.
- Adamstown – Westernmusical-Film auf Grundlage des gleichnamigen Comics der Hamburger Künstlerin Verena Braun
- Rocketman – Filmbiografie über Elton John unter der Regie von Dexter Fletcher

## Musikcharts

### Deutschland
| Singles                                 | Position | Alben                                                                  |
| --------------------------------------- | -------- | ---------------------------------------------------------------------- |
|                                         |          |                                                                        |
| Old Town Road Lil Nas X                 | 1        | Unbetitelt Rammstein                                                   |
| Dance Monkey Tones and I                | 2        | Herz Kraft Werke Sarah Connor                                          |
| Roller Apache 207                       | 3        | MTV Unplugged 2: Live vom Atlantik (Zweimaster Edition) Udo Lindenberg |
| Vermissen Juju feat. Henning May        | 4        | Tumult Herbert Grönemeyer                                              |
| Sweet but Psycho Ava Max                | 5        | Mosaik Andrea Berg                                                     |
| Bad Guy Billie Eilish                   | 6        | Sie wollten Wasser doch kriegen Benzin Kontra K                        |
| Señorita Shawn Mendes & Camila Cabello  | 7        | Schlagschatten AnnenMayKantereit                                       |
| I Don’t Care Ed Sheeran & Justin Bieber | 8        | No. 6 Collaborations Project Ed Sheeran                                |
| Tilidin Capital Bra & Samra             | 9        | Rewind, Replay, Rebound Volbeat                                        |
| Wieder Lila Samra & Capital Bra         | 10       | CB6 Capital Bra                                                        |

- Capital Bra erreichte 2019 zum 18. Mal die Top-Platzierung in den Singlecharts und stellte damit einen Rekord ein, der seit 50 Jahren von den Beatles gehalten wurde, die elf Nummer-eins-Hits hatten.
- Mit der Capital Bras Coverversion von Cherry Lady gelangt Dieter Bohlen als Autor zum 22. Mal an die Spitze der deutschen Singlecharts.
- Wolke 10 von Mero erreichte binnen einer Woche 10,8 Millionen Streaming-Abrufe, was bis dato noch keinem Lied zuvor gelang.
- Kurz darauf wurde dieser Rekord ebenfalls eingestellt, nachdem Capital Bra und Samras gemeinsames Lied Tilidin innerhalb eines Tages (!) drei Millionen Abrufe erreichte und in der Woche 15 Millionen übersteigt.
- Samra gelingt es außerdem zum zehnten Mal an der Spitze der deutschen Charts zu stehen und reiht sich damit nach Capital Bra und den Beatles auf Platz 3 ein.
- Bei den Albencharts erreicht Andrea Berg ihre elfte Nummer-eins-Position und führt damit diese Rangliste an.
- Mit Endlos Liebe erreichen die Calimeros als erste Schweizer Band die Spitze der deutschen Albencharts.

Die längsten Nummer-eins-Singles
Lieder, die die meiste Zeit während eines anderen Jahres auf Platz 1 der Charts verbrachten, werden hier nicht aufgeführt.
1. Tones and I – Dance Monkey (9 Wochen)
2. Shawn Mendes & Camila Cabello – Señorita (6 Wochen)
3. Lil Nas X – Old Town Road (4 Wochen)

Die längsten Nummer-eins-Alben
Alben, die die meiste Zeit während eines anderen Jahres auf Platz 1 der Charts verbrachten, werden hier nicht aufgeführt.
1. Rammstein – Unbetitelt (4 Wochen)
2. Udo Lindenberg – MTV Unplugged 2: Live vom Atlantik (Zweimaster Edition) (3 Wochen)

Alle weiteren Alben waren entweder eine oder zwei Wochen auf Platz 1 gelistet.
Alle Nummer-eins-Hits und die Hits des Jahres

### Österreich
| Singles                                 | Position | Alben                                                  |
| --------------------------------------- | -------- | ------------------------------------------------------ |
|                                         |          |                                                        |
| Dance Monkey Tones and I                | 1        | Unbetitelt Rammstein                                   |
| Bad Guy Billie Eilish                   | 2        | Herz Kraft Werke Sarah Connor                          |
| Old Town Road Lil Nas X                 | 3        | When We All Fall Asleep, Where Do We Go? Billie Eilish |
| Señorita Shawn Mendes & Camila Cabello  | 4        | Für immer Seiler und Speer                             |
| I Don’t Care Ed Sheeran & Justin Bieber | 5        | The Christmas Present Robbie Williams                  |
| Someone You Loved Lewis Capaldi         | 6        | 20 Jahre DJ Ötzi – Party ohne Ende DJ Ötzi             |
| Vincent Sarah Connor                    | 7        | Zenit RAF Camora                                       |
| Roller Apache 207                       | 8        | Mosaik Andrea Berg                                     |
| 2x Mathea                               | 9        | Wer nicht fühlen will, muss hören Pizzera & Jaus       |
| Sweet but Psycho Ava Max                | 10       | Palmen aus Plastik 2 Bonez MC & RAF Camora             |

- Capital Bra erreichte als erster Künstler in der Geschichte der österreichischen Musikcharts zum neunten Mal die Spitze der österreichischen Musikcharts. Diesen Rekord baute er bis Ende des Jahres auf 15 Nummer-eins-Platzierungen aus.

Die längsten Nummer-eins-Singles
Lieder, die die meiste Zeit während eines anderen Jahres auf Platz 1 der Charts verbrachten, werden hier nicht aufgeführt.
1. Tones and I – Dance Monkey (13 Wochen)
2. Shawn Mendes & Camila Cabello – Señorita (7 Wochen)
3. Lil Nas X – Old Town Road (6 Wochen)

Die längsten Nummer-eins-Alben
Alben, die die meiste Zeit während eines anderen Jahres auf Platz 1 der Charts verbrachten, werden hier nicht aufgeführt.
1. Andrea Berg – Mosaik (4 Wochen)
2. Die jungen Zillertaler – Megageil im Juzi-Style; Robbie Williams – The Christmas Present (jeweils 3 Wochen)

Alle weiteren Alben waren entweder eine oder zwei Wochen auf Platz 1 gelistet.
Alle Nummer-eins-Hits und die Hits des Jahres

### Schweiz
| Singles                                | Position | Alben                                                  |
| -------------------------------------- | -------- | ------------------------------------------------------ |
|                                        |          |                                                        |
| Shallow Lady Gaga & Bradley Cooper     | 1        | Unbetitelt Rammstein                                   |
| Old Town Road Lil Nas X                | 2        | A Star Is Born (Soundtrack) Lady Gaga & Bradley Cooper |
| Someone You Loved Lewis Capaldi        | 3        | Cut Up Patent Ochsner                                  |
| Señorita Shawn Mendes & Camila Cabello | 4        | Büetzer Buebe Gölä & Trauffer                          |
| Dance Monkey Tones and I               | 5        | When We All Fall Asleep, Where Do We Go? Billie Eilish |
| Bad Guy Billie Eilish                  | 6        | Bohemian Rhapsody: The Original Soundtrack Queen       |
| Sweet but Psycho Ava Max               | 7        | The Platinum Collection Queen                          |
| Calma Pedro Capó                       | 8        | Les étoiles vagabondes Nekfeu                          |
| Con calma Daddy Yankee feat. Snow      | 9        | Mosaik Andrea Berg                                     |
| She Got Me Luca Hänni                  | 10       | No. 6 Collaborations Project Ed Sheeran                |

Die längsten Nummer-eins-Singles
Lieder, die die meiste Zeit während eines anderen Jahres auf Platz 1 der Charts verbrachten, werden hier nicht aufgeführt.
1. Tones and I – Dance Monkey (15 Wochen)
2. Shawn Mendes & Camila Cabello – Señorita (10 Wochen)
3. Lil Nas X – Old Town Road (5 Wochen)

Die längsten Nummer-eins-Alben
Alben, die die meiste Zeit während eines anderen Jahres auf Platz 1 der Charts verbrachten, werden hier nicht aufgeführt.
1. Lady Gaga & Bradley Cooper – A Star Is Born (Soundtrack) (4 Wochen)
2. Gölä & Trauffer – Büetzer Buebe (3 Wochen)

Alle weiteren Alben waren entweder eine oder zwei Wochen auf Platz 1 gelistet.
Alle Nummer-eins-Hits und die Hits des Jahres

### Vereinigtes Königreich
| Singles                                 | Position | Alben                                                                             |
| --------------------------------------- | -------- | --------------------------------------------------------------------------------- |
|                                         |          |                                                                                   |
| Someone You Loved Lewis Capaldi         | 1        | Divinely Uninspired to a Hellish Extent Lewis Capaldi                             |
| Old Town Road Lil Nas X                 | 2        | No. 6 Collaborations Project Ed Sheeran                                           |
| I Don’t Care Ed Sheeran & Justin Bieber | 3        | The Greatest Showman: Original Motion Picture Soundtrack (Soundtrack)             |
| Bad Guy Billie Eilish                   | 4        | When We All Fall Asleep, Where Do We Go? Billie Eilish                            |
| Giant Calvin Harris & Rag ’n’ Bone Man  | 5        | Staying at Tamara’s George Ezra                                                   |
| Sweet but Psycho Ava Max                | 6        | Bohemian Rhapsody: The Original Soundtrack Queen                                  |
| Vossi Bop Stormzy                       | 7        | Thank U, Next Ariana Grande                                                       |
| Dance Monkey Tones and I                | 8        | What a Time to Be Alive Tom Walker                                                |
| Don’t Call Me Up Mabel                  | 9        | A Star Is Born Lady Gaga & Bradley Cooper                                         |
| Señorita Shawn Mendes & Camila Cabello  | 10       | You’re in My Heart: Rod Stewart with the Royal Philharmonic Orchestra Rod Stewart |

- Der Soundtrack zu The Greatest Showman brach wie schon im Vorjahr alle Rekorde und verbrachte 51 Wochen in den Top Ten der britischen Charts. Insgesamt führte das Album 28 mal die UK-Charts an.[6]
- Rammstein schafften es erstmals mit ihrem unbetitelten Album in die Top 10 der britischen Charts (Platz 3).

Die längsten Nummer-eins-Singles
Lieder, die die meiste Zeit während eines anderen Jahres auf Platz 1 der Charts verbrachten, werden hier nicht aufgeführt.
1. Tones and I – Dance Monkey (11 Wochen)
2. Ed Sheeran & Justin Bieber – I Don’t Care (8 Wochen)
3. Lewis Capaldi – Someone You Loved (7 Wochen)

Die längsten Nummer-eins-Alben
Alben, die die meiste Zeit während eines anderen Jahres auf Platz 1 der Charts verbrachten, werden hier nicht aufgeführt.
1. Lewis Capaldi – Divinely Uninspired to a Hellish Extent (6 Wochen)
2. Ed Sheeran – No.6 Collaborations Project (5 Wochen)
3. Soundtrack – The Greatest Showman: Original Motion Picture Soundtrack (4 Wochen)

Alle Nummer-eins-Hits und die Hits des Jahres

### Vereinigte Staaten
| Singles                                       | Position | Alben                                                  |
| --------------------------------------------- | -------- | ------------------------------------------------------ |
|                                               |          |                                                        |
| Old Town Road Lil Nas X feat. Billy Ray Cyrus | 1        | When We All Fall Asleep, Where Do We Go? Billie Eilish |
| Sunflower Post Malone & Swae Lee              | 2        | Thank U, Next Ariana Grande                            |
| Without Me Halsey                             | 3        | A Star Is Born Lady Gaga & Bradley Cooper              |
| Bad Guy Billie Eilish                         | 4        | Lover Taylor Swift                                     |
| Wow Post Malone                               | 5        | Beerbongs & Bentleys Post Malone                       |
| Happier Marshmello & Bastille                 | 6        | Scorpion Drake                                         |
| 7 Rings Ariana Grande                         | 7        | Championships Meek Mill                                |
| Talk Khalid                                   | 8        | Astroworld Travis Scott                                |
| Sicko Mode Travis Scott feat. Drake           | 9        | Hollywood’s Bleeding Post Malone                       |
| Sucker Jonas Brothers                         | 10       | Hoodie SZN A Boogie wit da Hoodie                      |

- Lil Nas X Single Old Town Road blieb insgesamt 19 Wochen (eine ohne und 18 mit Billy Ray Cyrus) auf Platz 1 der Billboard Hot 100 und brach damit den Rekord von One Sweet Day (Boyz II Men zusammen mit Mariah Carey) und Despacito (Luis Fonsi & Daddy Yankee), die beide 16 Wochen auf der Eins waren.[6]
- Rammstein schafften es erstmals mit ihrem unbetitelten Album in die Top 10 der Vereinigten Staaten (Platz 9).

Die längsten Nummer-eins-Singles
Lieder, die die meiste Zeit während eines anderen Jahres auf Platz 1 der Charts verbrachten, werden hier nicht aufgeführt.
1. Lil Nas X feat. Billy Ray Cyrus – Old Town Road (Remix) (19 Wochen)
2. Ariana Grande – 7 Rings (8 Wochen)
3. Lizzo – Truth Hurts (7 Wochen)

Die längsten Nummer-eins-Alben
Alben, die die meiste Zeit während eines anderen Jahres auf Platz 1 der Charts verbrachten, werden hier nicht aufgeführt.
1. Post Malone – Hollywood’s Bleeding (5 Wochen)
2. A Boogie wit da Hoodie – Hoodie SZN; Billie Eilish – When We All Fall Asleep, Where Do We Go? (jeweils 3 Wochen)

Alle weiteren Alben waren entweder eine oder zwei Wochen auf Platz 1 gelistet.
Alle Nummer-eins-Hits und die Hits des Jahres

### Charts in weiteren Ländern
Siehe auch: Nummer-eins-Hits 2019 in Argentinien,  Australien, Belgien, Brasilien, Bulgarien, Dänemark, Deutschland, Finnland, Frankreich, Griechenland, Irland, Italien, Japan, Kanada, Kolumbien, Kroatien, Malaysia, Mexiko, Neuseeland, den Niederlanden, Norwegen, Österreich, Polen, Portugal, Schweden, der Schweiz, Singapur, Slowakei, Spanien, Südkorea, Tschechien, Ungarn, den Vereinigten Staaten und im Vereinigten Königreich.

## Musikpreise und Ehrungen

### Amadeus Austrian Music Award
- Live Act des Jahres: Pizzera & Jaus
- Album des Jahres: Klee von Ina Regen
- Song des Jahres: Cordula Grün von Josh.
- FM4 Award: Mavi Phoenix

Vollständige Liste der Preisträger

### Brit Awards
- Künstler des Jahres: Drake
- Künstlerin des Jahres: Ariana Grande
- Gruppe des Jahres: The Carters
- Britischer Künstler des Jahres: George Ezra
- Britische Künstlerin des Jahres: Jorja Smith
- Britischer Newcomer: Tom Walker
- Britische Gruppe: The 1975

Liste der Preisträger

### Grammy Awards
- Single des Jahres: This Is America von Childish Gambino
- Album des Jahres: Golden Hour von Kacey Musgraves
- Song des Jahres: This Is America von Childish Gambino
- Bester neuer Künstler: Dua Lipa

Vollständige Liste der Preisträger

### MTV Europe Music Awards
- Bester Pop-Act: Halsey
- Bester Rock-Act: Green Day
- Bester Alternative-Act: FKA Twigs
- Bester Electronic-Act: Martin Garrix
- Bester Hip-Hop-Act: Nicki Minaj
- Bester Künstler: Shawn Mendes
- Bester Newcomer: Billie Eilish
- Bester Song: Billie Eilish – Bad Guy
- Bestes Video: Taylor Swift (featuring Brendon Urie of Panic! at the Disco) – ME!

Vollständige Liste der Preisträger

### MTV Video Music Awards
- Video of the Year: Taylor Swift – You Need to Calm Down
- Artist of the Year: Ariana Grande
- Best New Artist: Billie Eilish
- Best Pop Video: Jonas Brothers – Sucker
- Best Rock Video: Panic! at the Disco – High Hopes
- Best Hip-Hop Video: Cardi B – Money

Vollständige Liste der Preisträger

### Preis der deutschen Schallplattenkritik
- Mieczysław Weinberg: Symphonien Nr. 2 & 21[7]
- Camille Saint-Saëns: Ascanio
- Franz Liszt: Via Crucis
- Philippe Manoury: Le temps, mode d’emploi
- 2000 Jahre Musik auf der Schallplatte. Alte Musik anno 1930. Eine diskologische Dokumentation zur Interpretationsgeschichte. Hrsg. von Martin Elste und Carsten Schmidt, 1 CD + Buch.
- Émile Parisien Quartet: Double Screening
- Marilyn Mazur: Shamania
- Black Pumas: Black Pumas
- Bruce Springsteen: Western Stars
- Small Island Big Song: Small Island Big Song

### Rock-and-Roll-Hall-of-Fame-Aufnahmen
- Def Leppard
- Janet Jackson
- Radiohead
- Roxy Music
- Stevie Nicks
- The Cure
- The Zombies

### Weitere Musikpreise und Auszeichnungen
- Billboard Music Award: Drake
- Golden Globe: Beste Filmmusik: Justin Hurwitz – Aufbruch zum Mond (First Man)/Bester Filmsong: Shallow aus A Star Is Born – Musik und Text: Lady Gaga, Mark Ronson, Anthony Rossomando und Andrew Wyatt
- Oscarverleihung: Beste Filmmusik: Ludwig Göransson – Black Panther/Bester Filmsong: Shallow aus A Star Is Born – Musik und Text: Lady Gaga, Mark Ronson, Anthony Rossomando und Andrew Wyatt
- Polar Music Prize: Grandmaster Flash, Playing for Change und Anne-Sophie Mutter
- Protestsongcontest: Sigrid Horn – baun

### Musikwettbewerbe und Castingshows
Eurovision Song Contest
1. Duncan Laurence: Arcade
2. Mahmood: Soldi
3. Sergei Lasarew: Scream
4. Luca Hänni: She Got Me
5. John Lundvik: Too Late for Love

- Junior Eurovision Song Contest 2019:
- Sanremo-Festival 2019: Mahmood mit dem Lied Soldi

Castingshows
- Deutschland sucht den Superstar: Davin Herbrüggen (Staffel 16)
- The Voice of Germany: Claudia Emmanuela Santoso (Staffel 9)
- The Voice Kids: Mimi & Josefine (Staffel 7)

## Jahresbestenlisten

### Classic Rock
| Alben des Jahres |
| --- |
| 1. Bruce Springsteen – Western Stars 2. Jeff Lynne’s ELO – From Out of Nowhere 3. Rival Sons – Feral Roots 4. Neil Young & Crazy Horse – Colorado 5. Nick Cave and the Bad Seeds – Ghosteen 6. Chris Robinson Brotherhood – Servants of the Sun 7. Lukas Nelson & The Promise of the Real – Dogrel 8. Beth Hart – War in My Mind 9. Little Steven & The Disciples of Soul – Summer of Sorcery 10. Mavis Staples – We Get By |

### Laut.de
| Songs | Alben |
| --- | --- |
| 1. Billie Eilish – Bad Guy 2. Lana del Rey – Hope Is a Dangerous Thing for a Woman Like Me to Have - But I Have It 3. Rammstein – Deutschland 4. Little Simz – Boss 5. FKA twigs – Cellophane 6. Oidorno feat. Destroy Degenhardt – Auf’s Maul 7. Vandalismus – Ich bin der Einzige, der vom Kippenholen wiederkommt 8. Foals – On the Luna 9. The Düsseldorf Düsterboys – Kaffee aus der Küche 10. Tool – Pneuma | 1. Lana del Rey – Norman Fucking Rockwell! 2. Billie Eilish – When We All Fall Asleep, Where Do We Go? 3. Little Simz – Grey Area 4. Tool – Fear Inoculum 5. Nick Cave and the Bad Seeds – Ghosteen 6. The Düsseldorf Düsterboys – Nenn mich Musik 7. Tyler, the Creator – Igor 8. FKA Twigs – Magdalene 9. Big Thief – U.F.O.F. 10. La Dispute – Panorama |

### Metal Hammer
| Alben des Jahres | Soundcheck-Tops |
| --- | --- |
| 1. Rammstein – Unbetitelt 2. Amon Amarth – Berserker 3. Killswitch Engage – Atonement 4. In Flames – I, The Mask 5. Sabaton – The Great War Mgła – Age of Excuse 6. Deathspell Omega – The Furnaces of Palingenesia 7. Grand Magus – Wolf God 8. Swallow the Sun – When a Shadow Is Forced into the Light Avantasia – Moonglow | 1. Borknagar – True North (5,35) 2. Amon Amarth – Berserker (5,29) 3. Soilwork – Verkligheten (5,21) 4. Grand Magus – Wolf God (5,05) 5. Candlemass – The Door to Doom (5,04) Avatarium – The Fire I Long For (5,04) Baroness – Cold & Grey (4,96) 6. In Flames – I, The Mask (4,92) Soen – Lotus (4,92) Opeth – In Cauda Venenum (4,92) |

### Mojo
| Alben des Jahres |
| --- |
| 1. Nick Cave and the Bad Seeds – Ghosteen 2. Bill Callahan – Shepherd in a Sheepskin Vest 3. Bruce Springsteen – Western Stars 4. The Comet Is Coming – Trust in the Lifeforce of the Deep Mystery 5. Aldous Harding – Designer 6. Fontaines D. C. – Dogrel 7. Lana Del Rey – Norman Fucking Rockwell! 8. Black Midi – Schlagenheim 9. Purple Mountains – Purple Mountains 10. Lee „Scratch“ Perry – Rainford |

### Musikexpress
| Singles | Alben |
| --- | --- |
| 1. Billie Eilish – Bad Guy 2. Lizzo – Juice 3. Vampire Weekend – Harmony Hell 4. Deichkind – Wer sagt denn das? 5. Lana Del Rey – Doin’ Time 6. Michael Kiwanuka – You Ain’t the Problem 7. Tyler, The Creator – Earfquake 8. Nilüfer Yanya – In Your Head 9. Little Simz feat. Cleo Sol – Selfish 10. Stella Donnelly – Old Man | 1. Billie Eilish – When We All Fall Asleep, Where Do We Go? 2. Solange – When I Get Home 3. Nick Cave & The Bad Seeds – Ghosteen 4. Lana Del Rey – Norman Fucking Rockwell! 5. Aldous Harding – Designer 6. Weyes Blood – Titanic Rising 7. Sudan Archives – Athena 8. Stella Donnelly – Beware of the Dogs 9. Tyler, The Creator – Igor 10. Big Thief – U.F.O.F. |

### Rolling Stone
| Alben |
| --- |
| 1. Bill Callahan – Shepherd in a Sheepskin Vest 2. Nick Cave and the Bad Seeds – Ghosteen 3. Lana del Rey – Norman Fucking Rockwell! 4. Weyes Blood – Titanic Rising 5. Purple Mountains – Purple Mountains 6. Wilco – Ode to Joy 7. Big Thief – U.F.O.F. 8. Billie Eilish – When We All Fall Asleep, Where Do We Go? 9. Solange – When I Get Home 10. Big Thief – Two Hands |

### Süddeutsche Zeitung
| Songs | Alben |
| --- | --- |
| - Billie Eilish – Bad Guy - King Princess – Prophet - Lizzo – Juice - Bon Iver – Hey, Ma - The Specials – Vote for Me - Steve Lacy – Playground - Lana Del Rey – The Greatest - Sault – Op All Night - Solange – Almeda - Lil Nas X feat. Billy Ray Cyrus – Old Town Road | - J-Zbel – Dog’s Fart Is so Bad the Cat Throws Up - Sault – 5 - Beverly Glenn-Copeland – Primal Prayer - Ebow – K4L - Vampire Weekend – Father of the Bride - Solange – When I Get Home - Theo Croker – Star People Nation - Billie Eilish – When We All Fall Asleep, Where Do We Go? - Deichkind – Wer sagt denn das? |

### Time
| Songs | Alben |
| --- | --- |
| 1. Lil Nas X – Old Town Road 2. Roaslía & J Balvin feat. El Guincho – Con Altura 3. Pop Smoke – Welcome to the Party 4. Lizzo – Juice 5. Dua Lipa – Don’t Start Now 6. Freddie Gibbs & Madlib – Crime Pays 7. Carly Rae Jepsen – Too Much 8. Caroline Polachek – So Hot You’re Hurting My Feelings 9. Mahalia feat. Burna Boy – Simmer 10. The Highwomen – Crowded Table | 1. FKA twigs – Magdalene 2. Solange – When I Get Home 3. Big Thief – U.F.O.F. 4. Lana Del Rey – Norman Fucking Rockwell! 5. Billy Woods & Kenny Segal – Hiding Places 6. Billie Eilish – When We All Fall Asleep, Where Do We Go? 7. Bon Iver – I, I 8. King Princess – Cheap Queen 9. Joe Armon-Jones – Turn to Clear View 10. James Blake – Assume Form |

### Visions
| Alben des Jahres |
| --- |
| 1. Tool – Fear Inoculum 2. King Gizzard & the Lizard Wizard – Infest the Rats’ Nest 3. Fidlar – Almost Free 4. The Claypool Lennon Delirium – South of Reality 5. Foals – Everything Not Saved Will be Lost – Part 1 & 2 6. Opeth – In Cauda Venenum 7. Better Oblivion Community Center – Better Oblivion Community Center 8. Nick Cave and the Bad Seeds – Ghosteen 9. Pijn & Conjurer – Curse These Metal Hands 10. Petrol Girls – Cut & Stitch |

## Gedenk- und Jahrestage
- 16. Mai: 100. Geburtstag von Liberace, US-amerikanischer Unterhaltungskünstler
- 20. Juni: 200. Geburtstag von Jacques Offenbach, deutsch-französischer Komponist
- Juli: 50 Jahre Musikexpress
- 30. August: 100. Geburtstag von Wolfgang Wagner, langjähriger Leiter der Bayreuther Festspiele
- 13. September: 200. Geburtstag von Clara Schumann, deutsche Komponistin

## Erstveranstaltungen
- Soundstorm – Musikfestival im Bereich der elektronischen Tanzmusik in Riad

## Gründungen und Auflösungen

### Gründungen
- Abominamentum – portugiesisches Funeral-Doom-Projekt
- Babylon Orchester Berlin – Berliner Filmmusikensemble
- Blitz Union – tschechische Synth-Rock-Band
- Bridges Kammerorchester – deutsches Orchester mit transkulturellem Profil in Frankfurt am Main
- bnkr44 – italienische Popband
- Ductape – türkische Post-Punk- und Dark-Wave-Band
- Europäisches Hanse-Ensemble – vokal-instrumental besetztes Ensemble, das sich der Erarbeitung und Aufführung musikalischer Werke des 16. und 17. Jahrhunderts widmet
- Ffortissibros – deutscher Männerkammerchor aus Schwerin
- Freude – vierköpfige Alternative-Band aus Österreich
- Glueboys – dreiköpfige österreichische Band aus dem Pinzgau
- HÖR – Berliner Musikplattform, digitales Radioformat und ein Livestream-Projekt
- Intimspray – österreichisch-englische Politpunk-New Wave Band (Reunion)
- Jack Pott – in Bad Schwartau gegründete Punkband
- Jinx Music – unabhängiges Musikunternehmen mit Sitz in Berlin
- KK’s Priest – US-amerikanisch-britische Supergroup
- Lambrini Girls – britische Punk-Band aus Brighton
- Lamila – österreichisches Indie-Pop-/Folk-Duo aus Wien
- Leftovers – österreichische Band aus Wien
- Mavis – deutsche Modern-Metalcore-Band aus Stuttgart
- Moon Shot – finnische Rockband
- Mudfight – fünfköpfige (Pop-)Punk-Band aus Österreich
- Music Travel Love – kanadisches Musikduo
- Opium – US-amerikanisches Plattenlabel und Rap-Kollektiv
- Philharmonia Frankfurt – deutsches internationales Orchester aus Frankfurt am Main
- Royel Otis – australisches Musikduo aus Sydney
- Scowl – US-amerikanische Hardcore-Punk-Band aus Santa Cruz
- Shkodra Elektronike – albanisches Musikduo
- Sinfonisches Kammerorchester Berlin – Orchester in Berlin mit Schwerpunkt zeitgenössische Musik
- Sleep Theory – US-amerikanische Nu-Metal-/Metalcore-Band aus Memphis
- Speed – australische Hardcore-Punk-Band aus Sydney
- Sprints – irische Post-Punk-Band aus Dublin
- Stone – britische Rockband aus Liverpool
- Südtirol Filarmonica – Südtiroler Sinfonieorchester
- Systemabsturz – deutsche Electropunk-Band aus Berlin
- The Highwomen – US-amerikanische Country-Supergroup
- The Real Comedian Harmonists – deutsches Vokalensemble
- Tiefbasskommando – deutsche Underground-Hip-Hop-Gruppe aus Berlin
- Treaty Oak Revival – US-amerikanische Country-Rock-/Southern-Rock-Band aus Odessa
- Until I Wake – US-amerikanische Post-Hardcore/Metalcore-Band aus Buffalo, New York
- Versus Goliath – deutsche Rockband aus München
- Vulvarine – österreichische Rockband aus Wien

### Auflösungen
- Auge.Blau – deutsche Band aus Berlin
- Boyzone – irische Boyband
- Children of Bodom – finnische Melodic-Death-Metal-Band aus Espoo
- Erste Allgemeine Verunsicherung – aus der Steiermark stammende österreichische Pop-Rock-Band
- Slayer – US-amerikanische Thrash-Metal Band aus Huntington Park, Kalifornien
- The Cranberries – irische Rockgruppe aus Limerick, Irland
- Toto – US-amerikanische Rockband aus Los Angeles

## Neuveröffentlichungen (Auswahl)

### Lieder und Kompositionen
| Lied              | Text | Musik | Erstinterpret                      | Label                         | Veröffentlichung  | Genre                                         | Album                      | Weitere Informationen |
| ----------------- | --- | --- | ---------------------------------- | ----------------------------- | ----------------- | --------------------------------------------- | -------------------------- | --------------------- |
| 7 Rings           | Ariana Grande, Charles Anderson, Kimberly Krysiuk, Michael Foster, Njomza Vitia, Oscar Hammerstein II, Richard Rodgers, Tayla Parx, Tommy Browm, Victoria Monét | Ariana Grande, Charles Anderson, Kimberly Krysiuk, Michael Foster, Njomza Vitia, Oscar Hammerstein II, Richard Rodgers, Tayla Parx, Tommy Browm, Victoria Monét | Ariana Grande                      | Republic Records              | 18. Januar 2019   | Pop, Contemporary R&B, Trap                   | thank u, next              |                       |
| Harleys in Hawaii | Johan Carlsson, Jacob Hindlin, Katy Perry, Charlie Puth | Johan Carlsson, Jacob Hindlin, Katy Perry, Charlie Puth | Katy Perry                         | Capitol Records               | 16. Oktober 2019  | Contemporary R&B, Pop, Reggae, Trap, Tropical | Smile                      |                       |
| La Haine          | Patrick Großmann, Konstantin Scherer, Vincent Stein | Patrick Großmann, Konstantin Scherer, Vincent Stein | Luciano                            | Locosquad                     | 31. Mai 2019      | Deutscher Hip-Hop                             | Millies                    |                       |
| Platz eins        | Till Lindemann | Peter Tägtgren | Lindemann                          | Vertigo Berlin                | 22. November 2019 | Alternative Metal, Neue Deutsche Härte        | F & M                      |                       |
| Rainbow           | Kacey Musgraves, Natalie Hemby, Shane McAnally | Kacey Musgraves, Natalie Hemby, Shane McAnally | Kacey Musgraves                    | MCA Nashville                 | 11. Februar 2019  | Country                                       | Golden Hour                |                       |
| Say So            | Lydia Asrat, Amala Dlamini, Lukasz Gottwald, David Sprecher | Lydia Asrat, Amala Dlamini, Lukasz Gottwald, David Sprecher | Doja Cat                           | Kemosabe Records, RCA Records | 7. November 2019  | Disco, Pop, Pop-Rap                           | Hot Pink                   |                       |
| Sonne & Mond      | Florence Arman, Julian Heidrich, Johannes Römer, Alexander Teschauer                                                                                            | Florence Arman, Julian Heidrich, Johannes Römer, Alexander Teschauer                                                                                            | Julian le Play feat. Madeline Juno |                               | 25. Oktober 2019  | Pop                                           | Sonne Mond Sterne • Tandem |                       |
| Ya Salame         | Hussein Akkouche, Joshua Allery, Laurin Auth, Patrick Großmann                                                                                                  | Hussein Akkouche, Joshua Allery, Laurin Auth, Patrick Großmann                                                                                                  | Luciano feat. Samra                | Locosquad                     | 22. März 2019     | Deutscher Hip-Hop                             | Millies                    |                       |
| Zero Gravity      | Kate Miller-Heidke, Keir Nuttall, Julian Hamilton | Kate Miller-Heidke, Keir Nuttall, Julian Hamilton | Kate Miller-Heidke                 | Universal Music Australia     | 25. Januar 2019   | Operatic Pop                                  |                            |                       |

### Alben
| Album                                 | Interpret                                             | Label                            | Veröffentlichung   | Genre | Weitere Informationen     |
| ------------------------------------- | ----------------------------------------------------- | -------------------------------- | ------------------ | --- | ------------------------- |
| 7                                     | Lil Nas X                                             | Columbia Records                 | 21. Juni 2019      | Country, Trap, Alternative Rock, Pop |                           |
| 1999 Super Deluxe                     | Prince                                                | NPG Records/Warner Bros. Records | 29. November 2019  | R&B, Elektronische Tanzmusik, Funk, Pop, Rock                                                                                                  | Neuauflage vom Album 1999 |
| Age of Unreason                       | Bad Religion                                          | Epitaph Records                  | 3. Mai 2019        | Punkrock |                           |
| Amyl and the Sniffers                 | Amyl and the Sniffers                                 | Flightless                       | 24. Mai 2019       | Garage Rock, Punkrock |                           |
| Augen Husky                           | Olexesh                                               | 385idéal                         | 12. September 2019 | Deutscher Hip-Hop |                           |
| Barn Songs                            | Fay Victor                                            | Northern Spy                     | 2019               | Jazz |                           |
| Bidin’ My Time                        | Brian Kellock                                         |                                  | 2019               | Jazz |                           |
| Brain in a Dish                       | Steve Swell, Robert Boston und Michael Vatcher        | NoBusiness Records               | November 2019      | Neue Improvisationsmusik |                           |
| Cadillac Turns                        | Charles Rumback                                       | Monofonus Press, Astral Spirits  | 22. März 2019      | Jazz |                           |
| Chimaera                              | Signe Emmeluth                                        | Øra Fonogram                     | 2019               | Jazz |                           |
| Ciao!                                 | Wanda                                                 | Vertigo Records                  | 6. September 2019  | Rock, Pop |                           |
| Even Better                           | Michael Formanek Very Practical Trio                  | Intakt Records                   | 2019               | Jazz |                           |
| Everyday Life                         | Coldplay                                              | Parlophone                       | 22. November 2019  | Alternative Rock |                           |
| Ex nihilo                             | Binker Golding und Elliot Galvin                      | Byrd Out Records                 | 2019               | Jazz, Neue Improvisationsmusik |                           |
| Fake Music                            | Mars Williams                                         | Soul What Records                | 2019               | Jazz |                           |
| Finding God Before God Finds Me       | Bad Omens                                             | Sumerian Records                 | 2. August 2019     | Alternative Metal, Metalcore |                           |
| Flesh & Blood                         | Whitesnake                                            | Frontiers Music SRL              | 10. Mai 2019       | Rock |                           |
| From Untruth                          | Elder Ones                                            | Northern Spy                     | 29. März 2019      | Jazz |                           |
| Impromptus and Other Short Works      | Gebhard Ullmann’s Basement Research                   | WhyPlayJazz                      | 2019               | Jazz |                           |
| In the End                            | The Cranberries                                       | BMG Rights Management            | 26. April 2019     | Alternative Rock | Letztes Studioalbum       |
| Jetzt!                                | Peter Maffay                                          | Red Rooster                      | 30. August 2019    | Pop-Rock |                           |
| Kaikki tiet vievät Peltolaan          | Maustetytöt                                           | Is This Art!                     | 25. Oktober 2019   | Pop, Schlager |                           |
| Liminal Field                         | Alexander von Schlippenbach / Dag Magnus Narvesen Duo | Not Two Records                  | November 2019      | Jazz |                           |
| Live in Nuremberg                     | Ivo Perelman und Matthew Shipp                        | SMP Records                      | 2019               | Jazz |                           |
| Madame X                              | Madonna                                               | Interscope Records               | 14. Juni 2019      | Pop, Dance-Pop, Latino-Pop, Trap |                           |
| Messios                               | SSIO                                                  | Alles oder Nix Records           | 6. Dezember 2019   | Deutscher Hip-Hop |                           |
| Mia Brentano’s River of Memories      | Mia Brentano                                          | Mons Records                     | 26. Juli 2019      | Elektroakustische Musik, Soundcollage, Musique concrète, Noise, Radiokunst, Ambient, Kammermusik, Jazz, Easy Listening, New Age, Minimal Music |                           |
| Nadi                                  | Fazer                                                 | Squama                           | 2019               | Fusion |                           |
| No Place to Fall                      | Rodrigo Amado und Chris Corsano                       | Astral Spirits, Monofonus Press  | 14. Juni 2019      | Jazz, Neue Improvisationsmusik |                           |
| Numerology of Birdsong                | Somersaults                                           | Westhill Records                 | 10. September 2019 | Jazz |                           |
| Originals                             | Prince                                                | NPG Records/Warner Bros. Records | 7. Juni 2019       | R&B, Dance-Pop, Elektronische Popmusik, Funk                                                                                                   |                           |
| Prism Mirror Lens                     | Susan Alcorn und Phillip Greenlief                    | VG+ Records                      | 2019               | Neue Improvisationsmusik |                           |
| Rewind, Replay, Rebound               | Volbeat                                               | Vertigo Records                  | 2. August 2019     | Metal |                           |
| Slips                                 | Gerry Hemingway, Barre Phillips und Michael Moore     | Ramboy Recordings                | 2019               | Neue Improvisationsmusik |                           |
| Strandwal                             | From Wolves to Whales                                 | Aerophonic Records               | August 2019        | Jazz, Neue Improvisationsmusik |                           |
| Sundowning                            | Sleep Token                                           | Spinefarm Records                | 21. November 2019  | Alternative Metal, Progressive Metal, Post-Metal, Indie-Rock                                                                                   |                           |
| The Adornment of Time                 | Tyshawn Sorey und Marilyn Crispell                    | Pi Recordings                    | 2019               | Jazz |                           |
| The Great War                         | Sabaton                                               | Nuclear Blast                    | 19. Juli 2019      | Power Metal, Heavy Metal |                           |
| Times of Obscene Evil and Wild Daring | Smoulder                                              | Cruz del Sur Music               | 26. April 2019     | Epic Doom, Power Metal, Heavy Metal |                           |
| Trip                                  | Mike Singer                                           | Warner Music                     | 12. April 2019     | Pop |                           |
| Unbetitelt                            | Rammstein                                             | Universal Music                  | 17. Mai 2019       | Neue Deutsche Härte |                           |
| Ways                                  | Russ Lossing Trio                                     | ezz-thetics                      | 2019               | Jazz |                           |
| Wer sagt das?!                        | Ben Zucker                                            | Airforce1, Music for Millions    | 7. Juni 2019       | Schlager |                           |
| Western Stars                         | Bruce Springsteen                                     | Columbia Records                 | 14. Juni 2019      | Rock, Alternative Rock, Country |                           |
| Zëss                                  | Magma                                                 | Seventh Records                  | 14. Juni 2019      | Zeuhl, Progressive Rock |                           |
| Zoning                                | Nick Fraser, Kris Davis und Tony Malaby               | Astral Spirits                   | 2019               | Jazz |                           |
| Zyklus 1                              | Joel Grip, Sven-Åke Johansson und Bertrand Denzler    | Umlaut Records, SÅJ              | Februar 2019       | Jazz, Neue Improvisationsmusik |                           |

## Gestorben

### Januar
- 01. Januar: Feis, niederländischer Rapper (32)
- 01. Januar: Joan Guinjoan i Gispert, spanischer Komponist (87)
- 01. Januar: Pegi Young, US-amerikanische Musikerin (66)
- 02. Januar: Daryl Dragon, US-amerikanischer Popmusiker (76)
- 02. Januar: Harry Harman, australischer Bassist und Tubist (91)
- 02. Januar: Roque de Pedro, argentinischer Musiker (83)
- 03. Januar: Steve Ripley, US-amerikanischer Musiker (69)

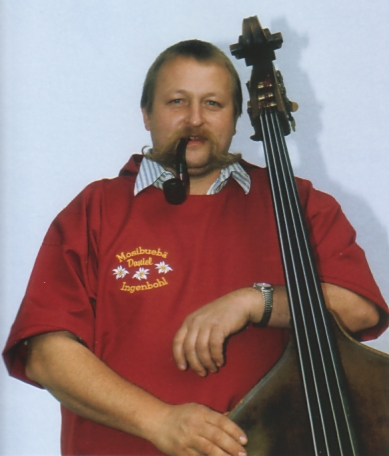
Daniel Lüond; † 4. Januar

- 04. Januar: Daniel Lüönd, Schweizer Bassist (59)
- 05. Januar: Alvin Fielder, US-amerikanischer Schlagzeuger (83)
- 05. Januar: Ralph Jungheim, US-amerikanischer Fotograf und Musikproduzent (89)
- 06. Januar: Gregg Rudloff, US-amerikanischer Toningenieur und -techniker (63)
- 06. Januar: John Sanders, US-amerikanischer Posaunist (93)
- 06. Januar: Tony Soley, britischer Rundfunkmoderator (79)
- 07. Januar: Todd Duke, US-amerikanischer Jazzmusiker (48)
- 07. Januar: Arthur Irwin, kanadischer Musikveranstalter (85)
- 07. Januar: John Joubert, britischer Komponist (91)
- 07. Januar: Clydie King, US-amerikanische Soulsängerin (75)
- 07. Januar: Paul Gutama Soegijo, indonesischer Komponist (84)
- 08. Januar: Frantz Courtois, haitianischer Pianist und Sänger (60)

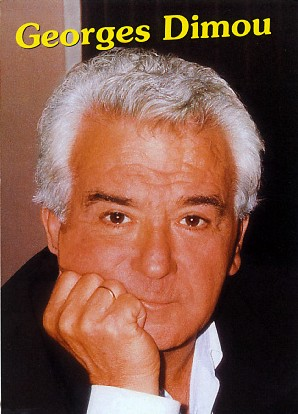
Georges Dimou; † 8. Januar

- 08. Januar: Georges Dimou, griechischer Sänger und Gastronom (87)
- 08. Januar: Erika Schubert, österreichische Opernsängerin (98)
- 08. Januar: Sigvald Tveit, norwegischer Komponist und Musikwissenschaftler (73)
- 09. Januar: Joseph Jarman, US-amerikanischer Saxophonist und Multiinstrumentalist (81)
- 09. Januar: Urban Koder, slowenischer Trompeter und Komponist (90)
- 09. Januar: Willy Kreuzer, österreichischer Komponist und Alpinist (71)
- 09. Januar: Phil Mattson, US-amerikanischer Pianist und Arrangeur (80)

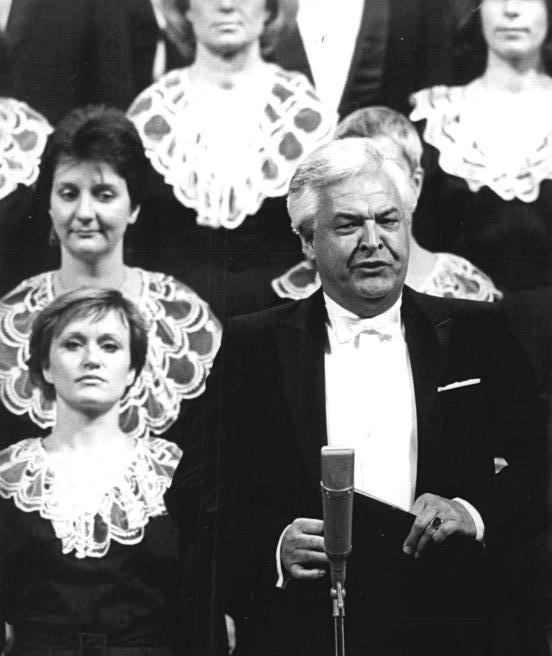
Theo Adam; † 10. Januar

- 10. Januar: Theo Adam, deutscher Opernsänger (92)
- 11. Januar: Helmut Bieler, deutscher Komponist und Hochschullehrer (78)
- 11. Januar: Marc Paganini, Schweizer Musiker (57)
- 12. Januar: Iñaki Garmendia, spanischer Akkordeonist (74)
- 12. Januar: Whitey Shafer, US-amerikanischer Countrymusiker (84)
- 13. Januar: Willie Murphy, US-amerikanischer Bluesmusiker (75)
- 13. Januar: Zezé Ngambi, angolanisch-portugiesischer Schlagzeuger (62)
- 14. Januar: Chris Ellis, britischer Jazzmusiker und Musikproduzent (90)
- 14. Januar: Nomi Meron, österreichisch-israelische Überlebende des NS-Regimes, Musikpädagogin und Zeitzeugin (94)
- 15. Januar: Stella Kleindienst-Schaaf, deutsche Opernsängerin (68)
- 15. Januar: Kurt Dietmar Richter, deutscher Komponist und Dirigent (87)
- 15. Januar: Karl-Heinz Wellerdiek, deutscher Sänger und Theaterleiter (59)
- 16. Januar: Lorna Doom, US-amerikanische Rock-Bassistin (50)
- 17. Januar: Lajos Papp, ungarischer Komponist und Musikpädagoge (83)
- 17. Januar: Chris Vadala, US-amerikanischer Jazzmusiker und Hochschullehrer (≈70)
- 17. Januar: Sabrina Vlaškalić, serbisch-niederländische Gitarristin (29)
- 17. Januar: Reggie Young, US-amerikanischer Gitarrist (82)
- 19. Januar: Ted McKenna, britischer Schlagzeuger (68)
- 21. Januar: Marcel Azzola, französischer Akkordeonist (91)
- 21. Januar: Michael Bartel, deutscher Dialogbuchautor, Synchronregisseur, Musiker und Filmproduzent (59)
- 21. Januar: Eva Bernáthová, tschechische Pianistin (96)
- 21. Januar: Edwin Birdsong, US-amerikanischer Keyboarder (77)
- 21. Januar: Maxine Brown, US-amerikanische Countrysängerin (87)
- 21. Januar: Mike Ledbetter, US-amerikanischer Bluessänger und Gitarrist (33)
- 21. Januar: Dinah Pfaus-Schilffarth, deutsche Schauspielerin und Musicaldarstellerin (45)
- 22. Januar: Josef Böck, österreichischer Chorleiter und Kirchenmusiker (79)
- 22. Januar: Roman Kołakowski, polnischer Komponist und Dichter (61)
- 23. Januar: Liesel Markowski, deutsche Musikwissenschaftlerin (89)
- 23. Januar: Oliver Mtukudzi, simbabwischer Musiker (66)
- 23. Januar: Ryszard Peryt, polnischer Dirigent (71)
- 23. Januar: Adel Salameh, palästinensischer Oudspieler (≈52)
- 24. Januar: Franz Erasmus Spannheimer, deutscher Musiker (72)
- 24. Januar: Clive Stevens, britischer Musiker (70)
- 25. Januar: Bruce Corbitt, US-amerikanischer Musiker (56)
- 25. Januar: Klaus Froboese, deutscher Opernregisseur (71)
- 25. Januar: Roland Keijser, schwedischer Musiker (74)
- 25. Januar: Nikola Mitić, jugoslawischer bzw. serbischer Opernsänger (80)
- 26. Januar: Bruno Amaducci, Schweizer Orchester-Dirigent und Musiker (94)

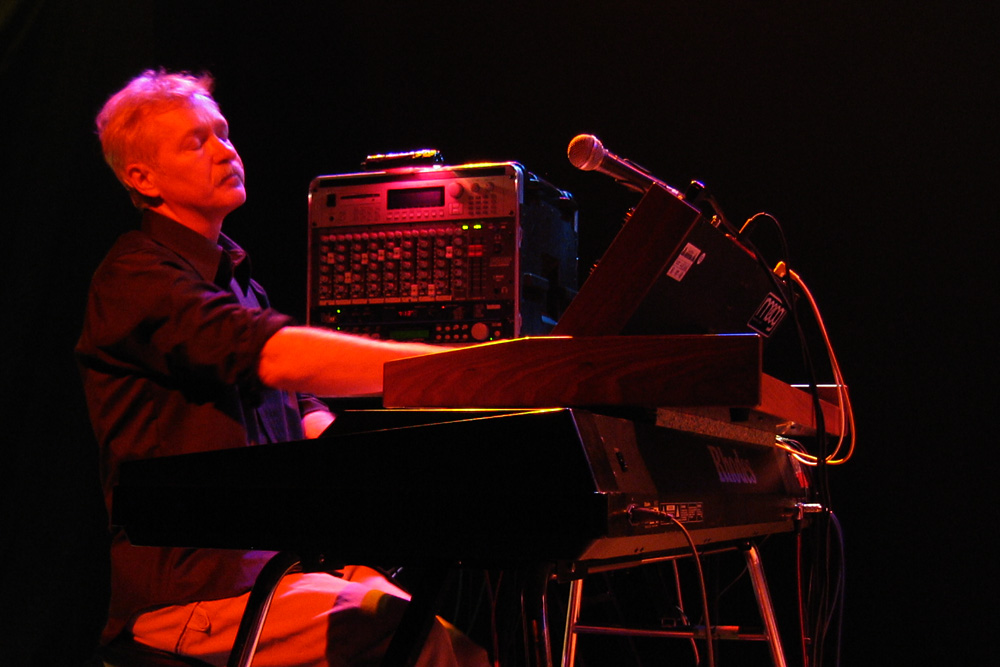
Ingo Bischof; † 26. Januar

- 26. Januar: Ingo Bischof, deutscher Keyboarder (68)
- 26. Januar: Michael Davidson, US-amerikanischer Sänger (83)
- 26. Januar: Jean Guillou, französischer Musiker (88)
- 26. Januar: Michel Legrand, französischer Komponist, Pianist, Sänger und Arrangeur (86)
- 26. Januar: Wilma Lipp, österreichische Opernsängerin (93)
- 28. Januar: Yoskar Sarante, dominikanischer Bachatasänger (49)
- 29. Januar: Roland Hug, Schweizer Trompeter (83)

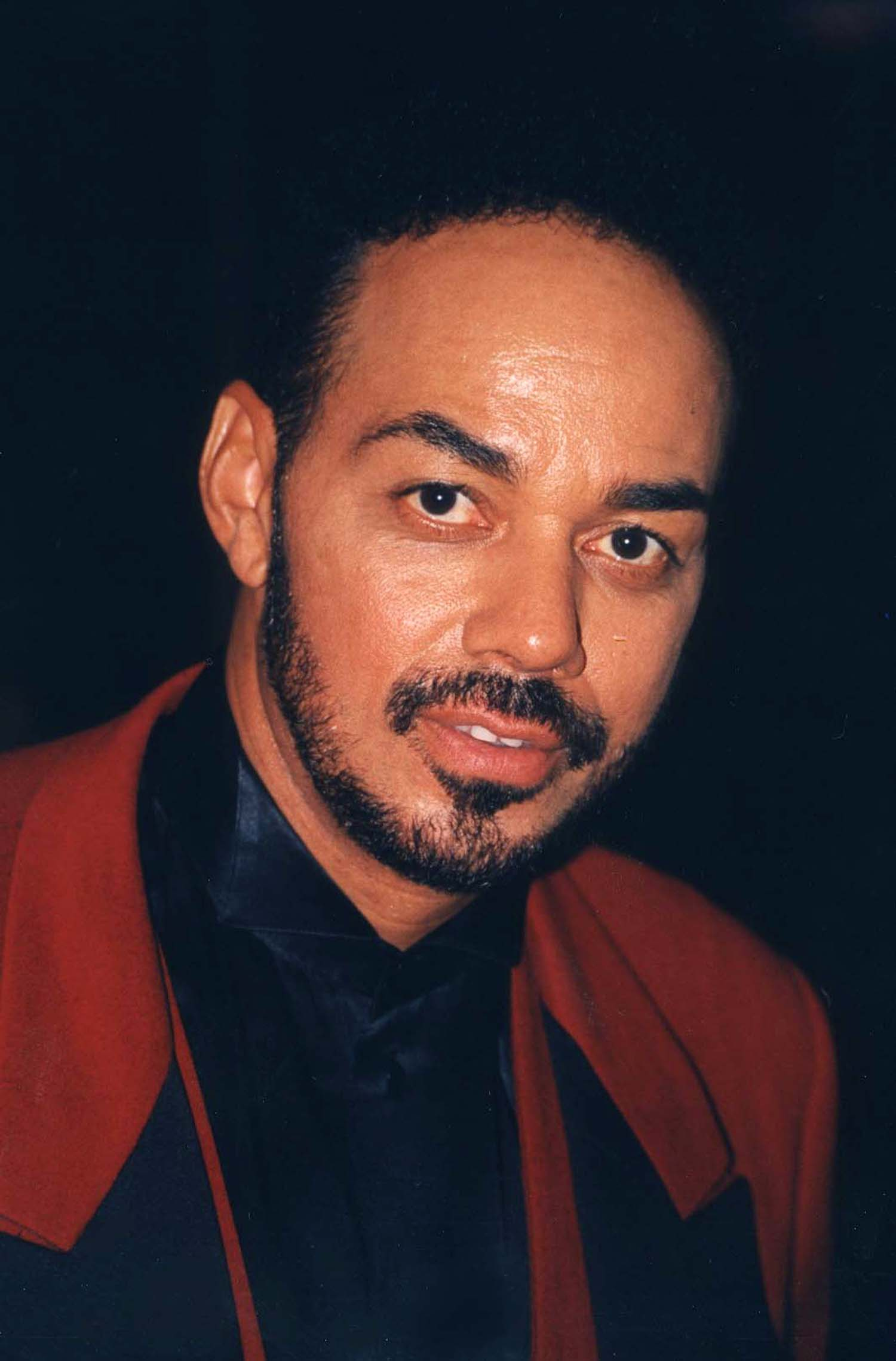
James Ingram; † 29. Januar

- 29. Januar: James Ingram, US-amerikanischer Soulmusiker (66)
- 29. Januar: Helmut Steinbach, deutscher Dirigent (90)
- 29. Januar: Sanford Sylvan, US-amerikanischer Sänger (65)
- 30. Januar: Peter Weirauch, deutscher Komponist (85)
- 31. Januar: Harold Bradley, US-amerikanischer Gitarrist (93)
- 31. Januar: Johnny Lion, niederländischer Sänger und Schauspieler (77)
- 31. Januar: Nancy B. Reich, US-amerikanische Musikwissenschaftlerin (94)
- 00. Januar: Uzi Wiesel, israelischer Cellist und Musikpädagoge (≈92)

### Februar
- 01. Februar: Jean Cébron, französischer Tänzer und Choreograph (91)
- 01. Februar: Ayub Ogada, kenianischer Sänger und Komponist (63)
- 02. Februar: Hans Schmidt, deutscher Musikwissenschaftler (88)
- 03. Februar: Gerd-Michael Dausend, deutscher Musikschul- und Musik-Hochschullehrer sowie Herausgeber von Literatur für die Konzertgitarre (66)
- 03. Februar: Dezl, russischer Rapper (35)
- 03. Februar: Kiyoshi Koyama, japanischer Journalist und Musikproduzent (82)
- 03. Februar: Brent McCall, US-amerikanischer Komponist (79)
- 04. Februar: Wjatscheslaw Owtschinnikow, russischer Komponist (82)
- 04. Februar: Roy Pellett, britischer Jazzmusiker (83)

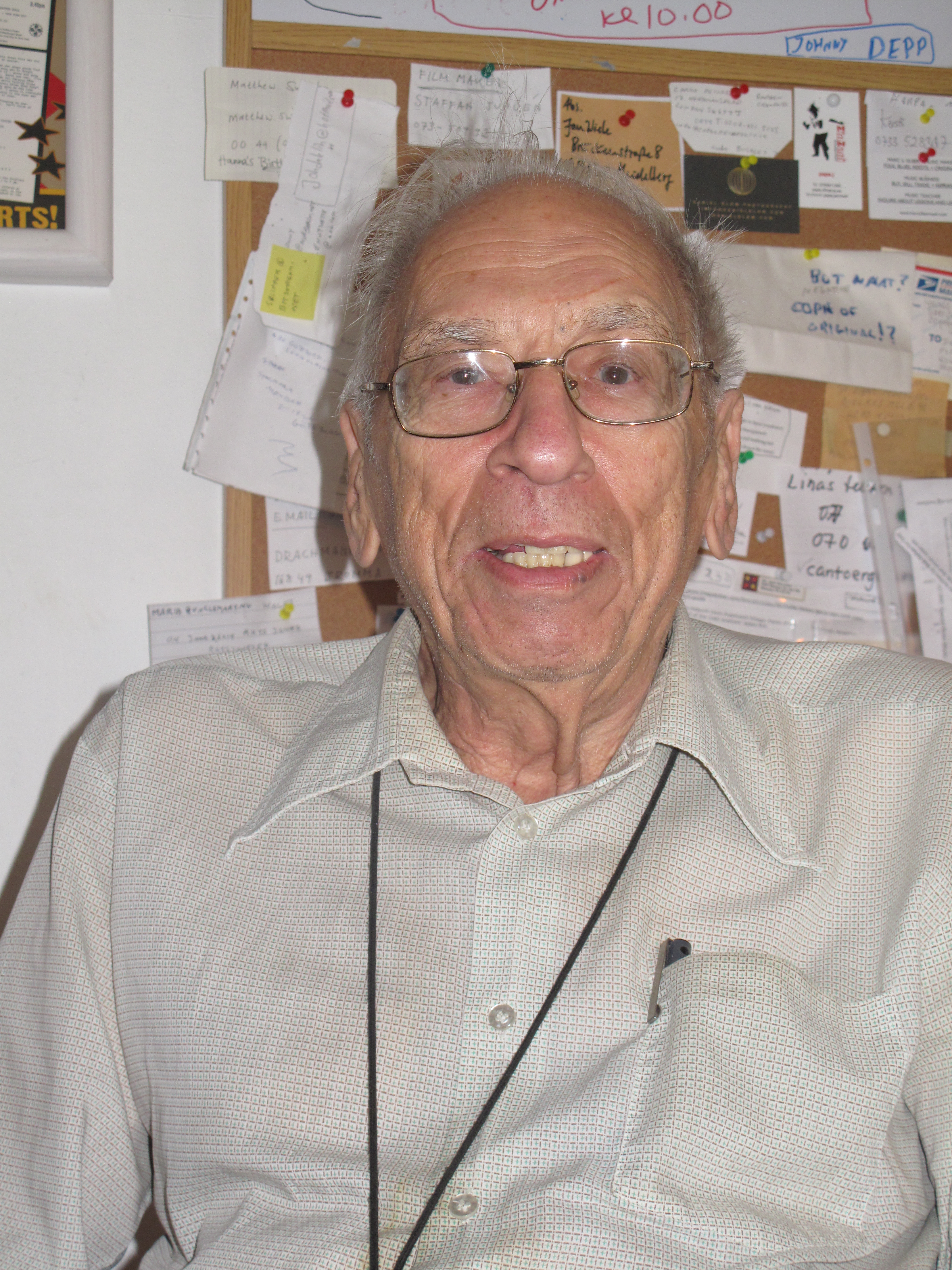
Izzy Young; † 4. Februar

- 04. Februar: Izzy Young, US-amerikanisch-schwedischer Musikmanager (90)
- 07. Februar: Legarda, kolumbianischer Reggaeton-Sänger (29)
- 08. Februar: Kurt Girk, österreichischer Volksmusiksänger (86)
- 09. Februar: Ute Spering-Fischer, deutsche Organistin (92)
- 10. Februar: Juanjo Domínguez, argentinischer Gitarrist (67)
- 10. Februar: Harald Goertz, österreichischer Musiker (94)
- 12. Februar: André Francis, französischer Musikjournalist (93)
- 12. Februar: Georg Jann, deutscher Orgelbauer (85)
- 12. Februar: Frank Pullara, US-amerikanischer Jazz- und Unterhaltungsmusiker (81)
- 12. Februar: Friedrich Steinhauer, deutscher Sänger und Schauspieler (85)
- 13. Februar: Ozan Arif, türkischer Musikproduzent und Nationalist (69)
- 13. Februar: Connie Jones, US-amerikanischer Jazzmusiker (84)

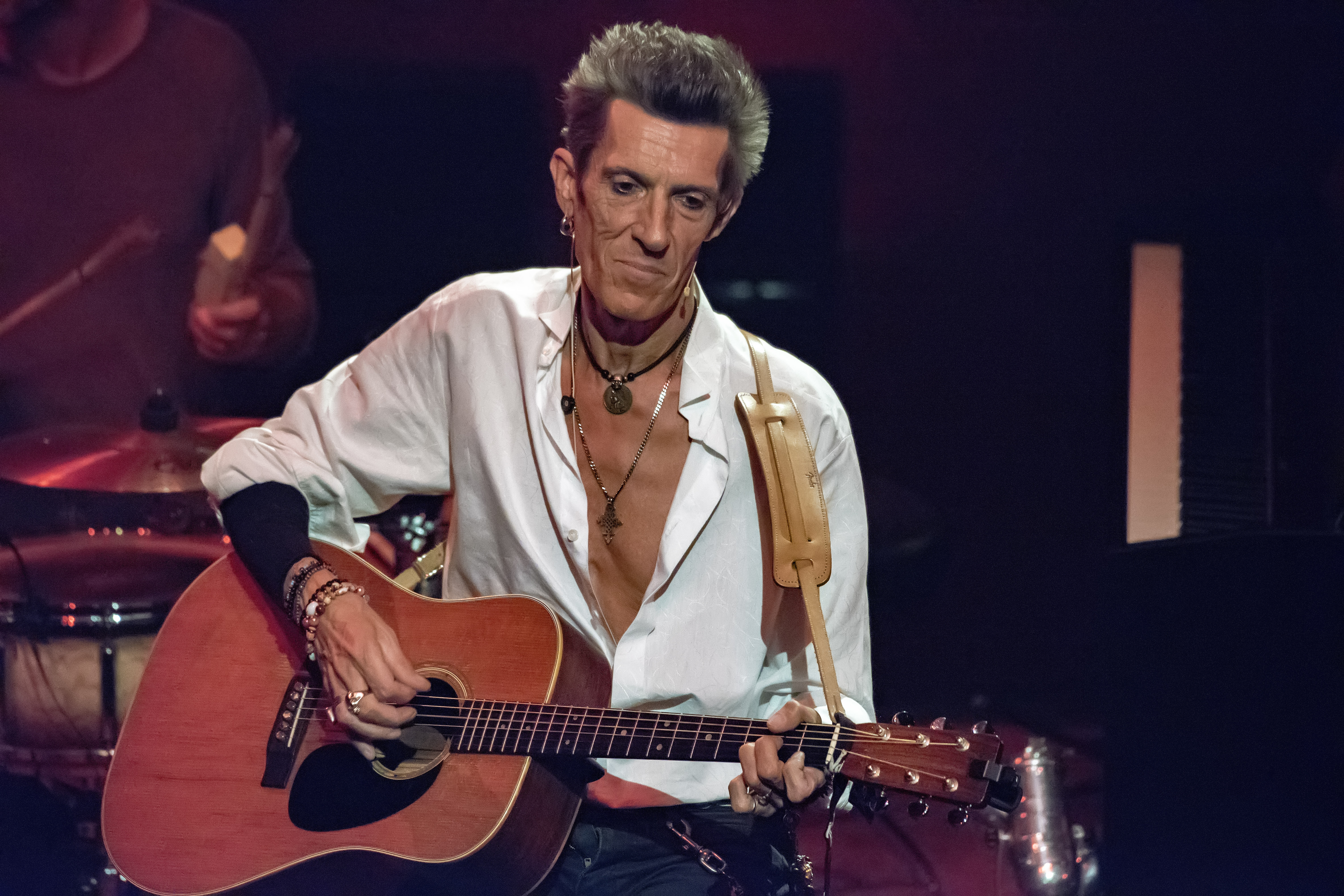
Willy Lambregt; † 13. Februar

- 13. Februar: Willy Lambregt, belgischer Sänger und Gitarrist (59)
- 13. Februar: Marisa Solinas, italienische Schauspielerin und Sängerin (79)
- 13. Februar: Hans Stadlmair, österreichischer Dirigent und Komponist (89)
- 14. Februar: Sharif Dean, algerisch-französischer Musiker (71)
- 14. Februar: Joe Venuto, US-amerikanischer Perkussionist (89)
- 15. Februar: Ida Heinrich, grönländische Opernsängerin (39)
- 15. Februar: Eric Traub, US-amerikanischer R&B- und Jazzmusiker (Saxophon, Komposition) (≈72)
- 16. Februar: Jan Schroeder, deutscher Hornist (76)
- 16. Februar: Otto Strobl, österreichischer Komponist, Dirigent und Organist (91)
- 16. Februar: Willie Thomas, US-amerikanischer Jazztrompeter (88)
- 17. Februar: Ethel Ennis, US-amerikanische Jazzsängerin (86)
- 17. Februar: Alois Gillitzer, deutscher Volksmusiker (74)
- 17. Februar: Šaban Šaulić, jugoslawischer bzw. serbischer Sänger (67)
- 18. Februar: Luchy Vicioso, dominikanische Sängerin (69)
- 19. Februar: Kenny Hing, US-amerikanischer Jazzmusiker (83)
- 20. Februar: Dieter Adam, deutscher Musiker (77)
- 20. Februar: Chelo Alonso, kubanische Tänzerin und Schauspielerin (85)
- 20. Februar: Dominick Argento, US-amerikanischer Komponist (91)
- 20. Februar: Lewis Kahn, US-amerikanischer Musiker (72)
- 20. Februar: Peter Rüchel, deutscher Musikjournalist (81)
- 20. Februar: Ekkehard Wlaschiha, deutscher Opernsänger (80)
- 21. Februar: Gus Backus, US-amerikanischer Schlagersänger (81)
- 21. Februar: Peter Michael Braun, deutscher Komponist (82)
- 21. Februar: Stanley Donen, US-amerikanischer Filmregisseur und Choreograph (94)
- 21. Februar: Jackie Shane, US-amerikanische Sängerin (78)

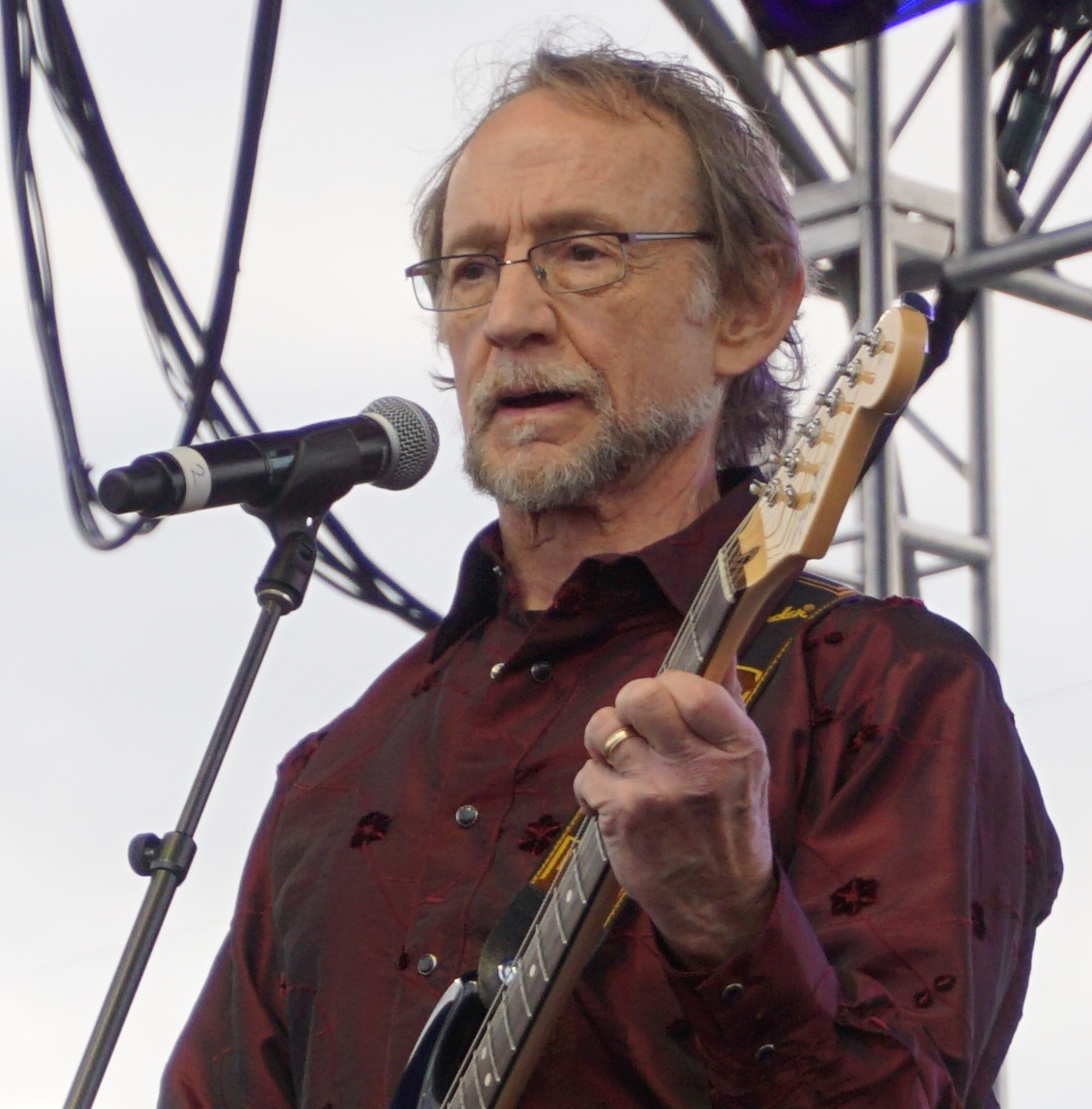
Peter Tork; † 21. Februar

- 21. Februar: Peter Tork, US-amerikanischer Musiker (77)
- 21. Februar: Hilde Zadek, deutsch-österreichische Opernsängerin (101)
- 23. Februar: Stan Applebaum, US-amerikanischer Komponist, Arrangeur und Orchesterleiter (96)
- 23. Februar: Ira Gitler, US-amerikanischer Jazzkritiker, -Journalist und -Historiker (90)
- 23. Februar: Thomas Hartmann, deutscher Tänzer und Choreograph (67)
- 23. Februar: Dorothy Masuka, südafrikanische Jazzsängerin (83)
- 23. Februar: Benno Penßler-Beyer, deutscher Musiker und Gitarrist (78)

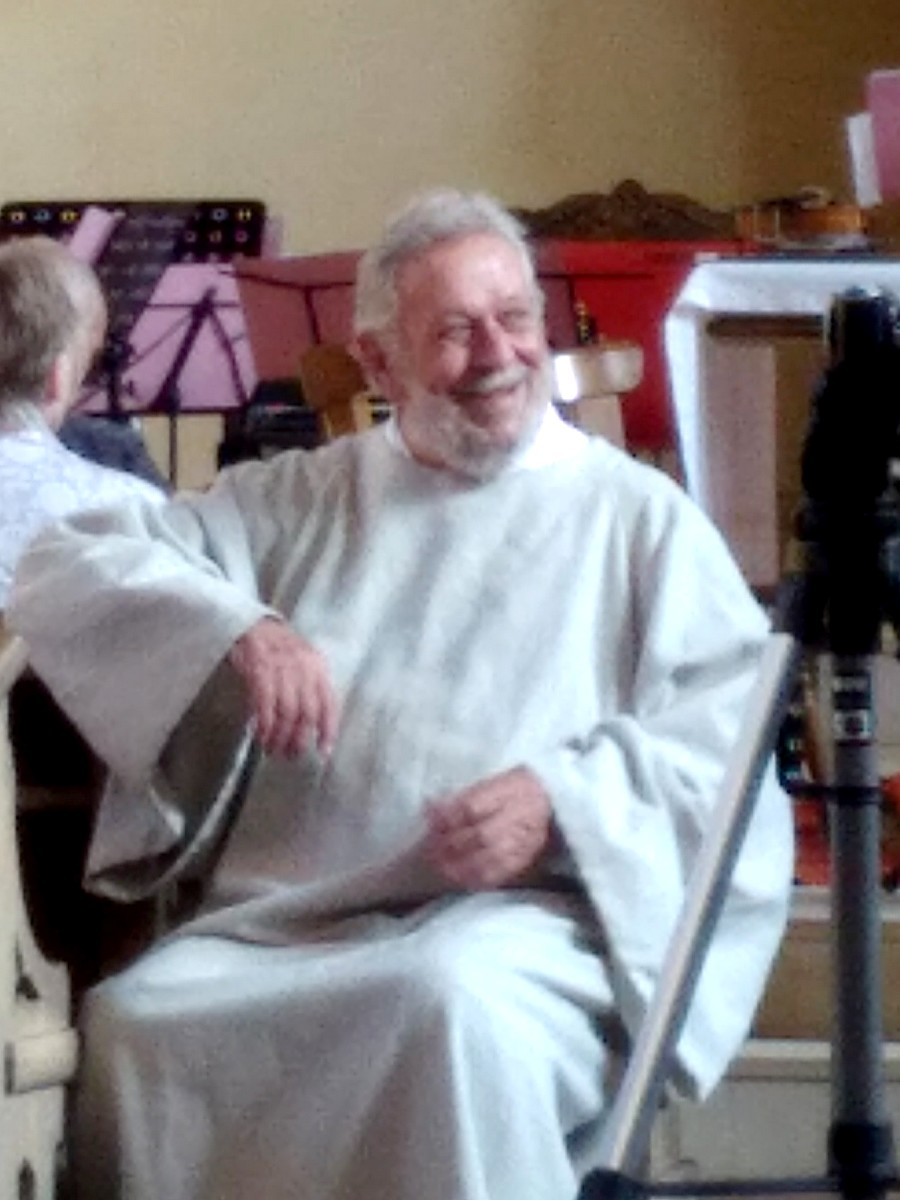
Monsignore Pilz; † 23. Februar

- 23. Februar: Winfried Pilz, deutscher Geistlicher und Liedautor (78)
- 24. Februar: Johannes Fischer, deutscher Pianist (82)
- 24. Februar: Félix Moreau, französischer Organist (96)
- 24. Februar: Marcos Antonio Urbay Serafín, kubanischer Orchesterleiter und Trompeter (90)
- 24. Februar: Mac Wiseman, US-amerikanischer Country- und Bluegrass-Musiker (93)
- 25. Februar: Jim Miller, US-amerikanischer Jazzmusiker (65)
- 26. Februar: Andy Anderson, britischer Schlagzeuger (68)
- 26. Februar: Yizhak Sadai, israelischer Komponist und Musikpädagoge (83)
- 27. Februar: Janusz Skowron, polnischer Jazzpianist (61)
- 28. Februar: Ed Bickert, kanadischer Jazzgitarrist (86)

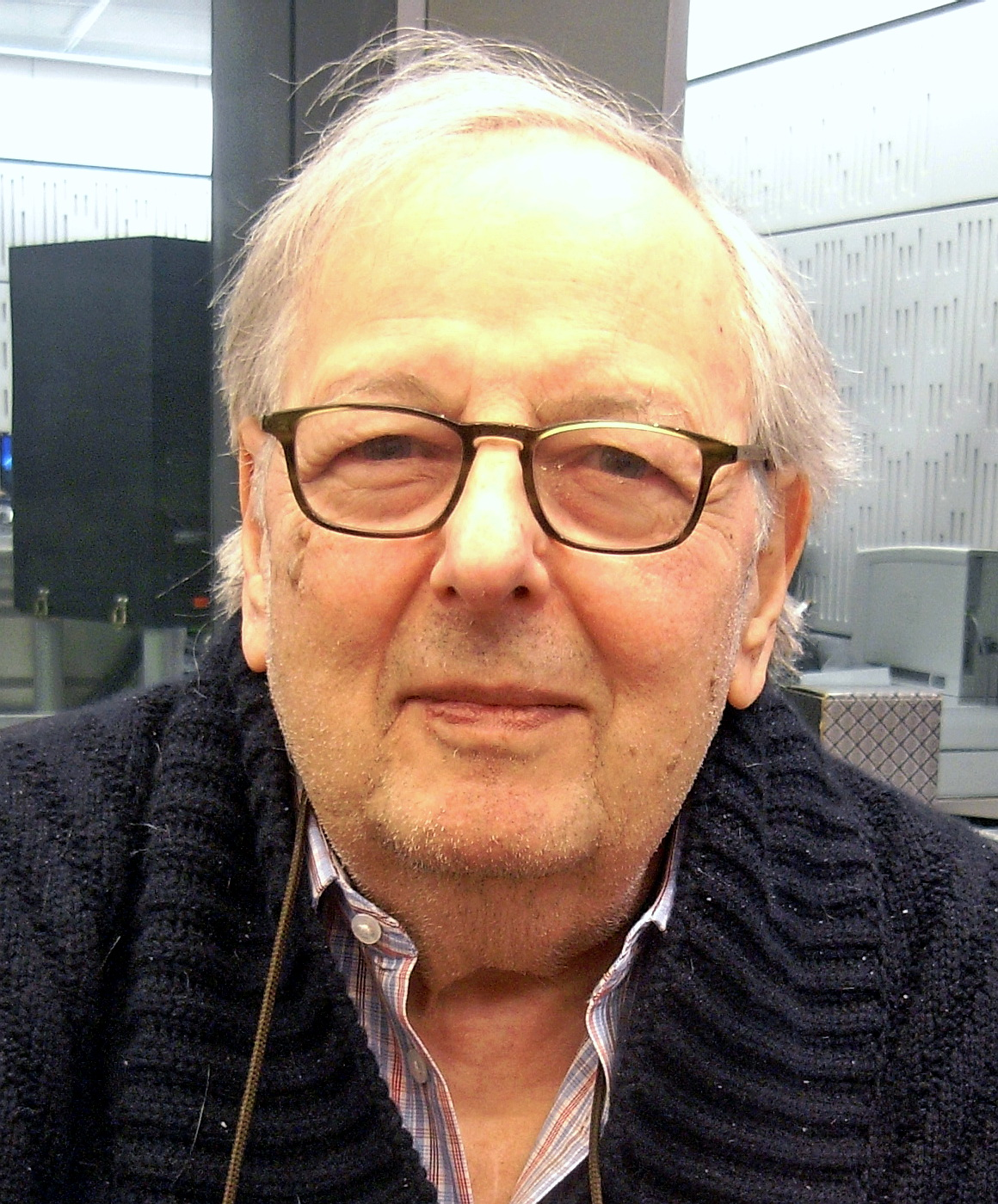
Andre Previn; † 28. Februar

- 28. Februar: André Previn, deutsch-US-amerikanischer Pianist, Komponist und Dirigent (89)
- 28. Februar: Gerd Seifert, deutscher Hornist (87)
- 00. Februar: Mark Hollis, britischer Musiker (64)

### März
- 01. März: Joseph Flummerfelt, US-amerikanischer Dirigent und Chorleiter (82)
- 01. März: Pedro Gómez, kubanischer Komponist und Sänger (87)
- 01. März: Rosl Zapf, österreichische Opernsängerin (94)
- 02. März: Myron ‘Micky’ Golomb, US-amerikanischer Jazz-Saxofonist (87)
- 02. März: János Koós, ungarischer Sänger und Schauspieler (81)
- 03. März: Peter Hurford, britischer Organist und Komponist (88)

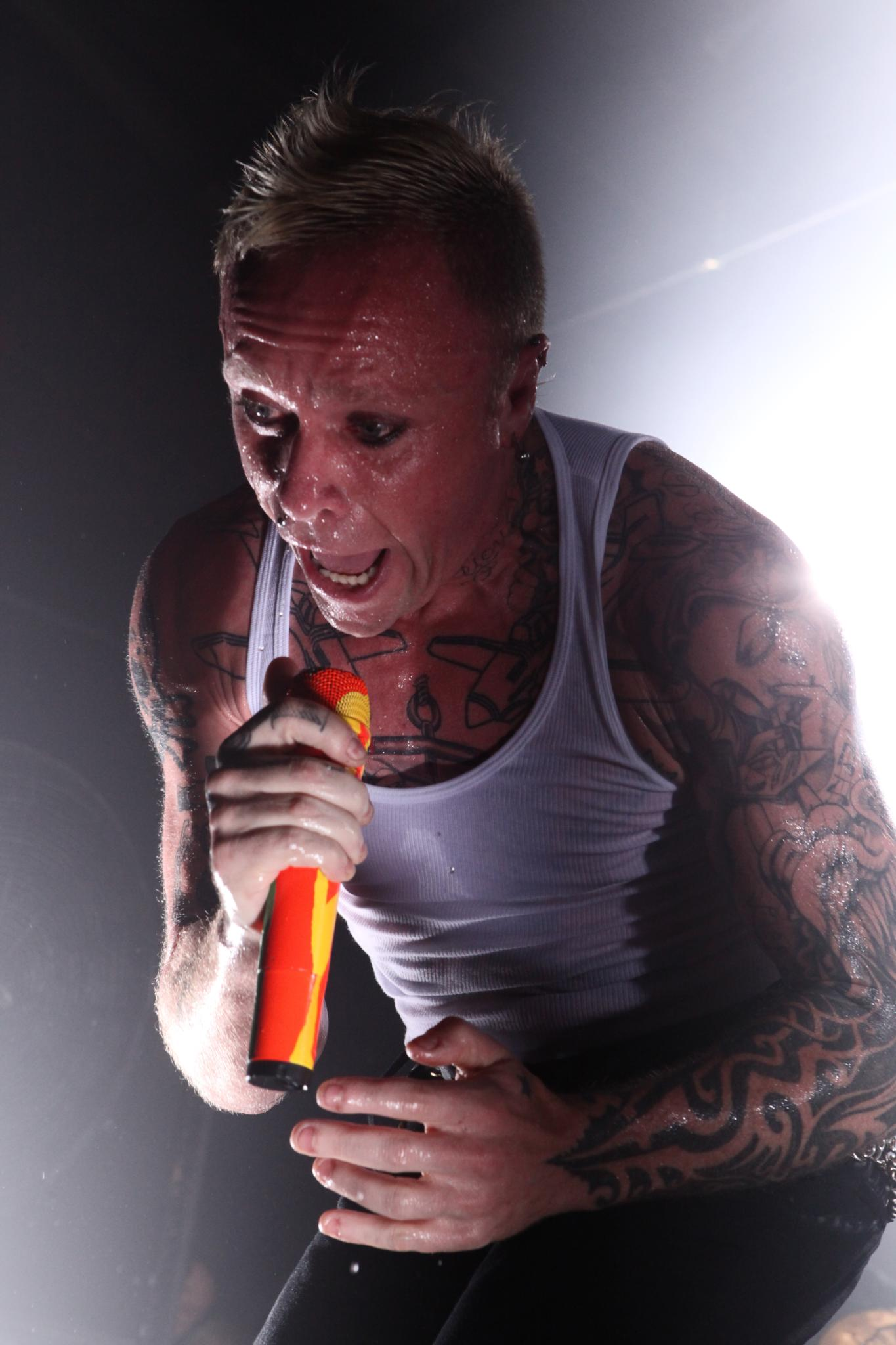
Keith Flint; † 4. März

- 04. März: Keith Flint, britischer Musiker (49)
- 04. März: Anthony Ríos, dominikanischer Sänger und Komponist (68)
- 05. März: Annie Brazil, philippinische Jazzsängerin (85)
- 05. März: Christian Conrad, deutscher Sounddesigner und Komponist (47)
- 05. März: Ernst Exner, österreichischer Musikwissenschaftler und Rundfunkjournalist (84)
- 05. März: Jacques Loussier, französischer Pianist und Arrangeur (84)
- 06. März: James Dapogny, US-amerikanischer Jazz-Pianist, Bandleader und Musikwissenschaftler (78)
- 06. März: Charlie Panigoniak, kanadischer Inuit-Musiker (72)
- 06. März: Gerry Stickells, US-amerikanischer Konzertmanager (76)
- 07. März: Don Ray, deutsch-französischer Musiker und Musikproduzent (76)
- 08. März: Michael Gielen, deutsch-österreichischer Dirigent und Komponist (91)
- 08. März: George Neikrug, US-amerikanischer Cellist und Musikpädagoge (100)
- 08. März: Gerd Starke, deutscher Klarinettist und Hochschullehrer (88)
- 09. März: George Benson, US-amerikanischer Saxophonist (90)
- 09. März: Friedrich Lippmann, deutscher Musikwissenschaftler und Herausgeber (86)
- 09. März: Reinhard Schau, deutscher Opernregisseur, Operndirektor und Hochschullehrer (83)

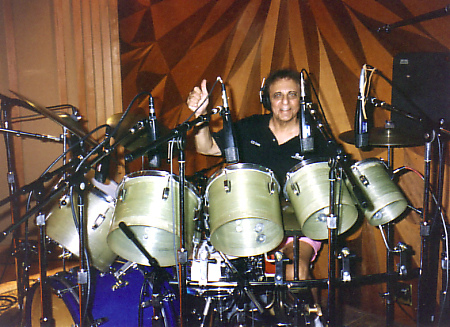
Hal Blaine; † 11. März

- 11. März: Hal Blaine, US-amerikanischer Schlagzeuger (90)
- 11. März: Ehrhard Warneke, deutscher Operndirektor (85)
- 12. März: Věra Bílá, tschechische Sängerin (64)
- 12. März: Leopold Kozłowski-Kleinman, polnischer Komponist und Pianist (100)
- 12. März: Shelly Liebowitz, US-amerikanischer Musikproduzent und Manager (73)
- 12. März: Herwig Strobl, österreichischer Musiker und Autor (78)
- 13. März: Justin Haynes, kanadischer Jazzgitarrist (46)
- 13. März: J. H. Kwabena Nketia, ghanaischer Musikforscher (97)
- 14. März: Hans Grötzer, österreichischer Violinist (90)
- 14. März: Steve Hooks, US-amerikanischer Jazzmusiker (72)
- 16. März: Justin Carter, US-amerikanischer Countrysänger (35)

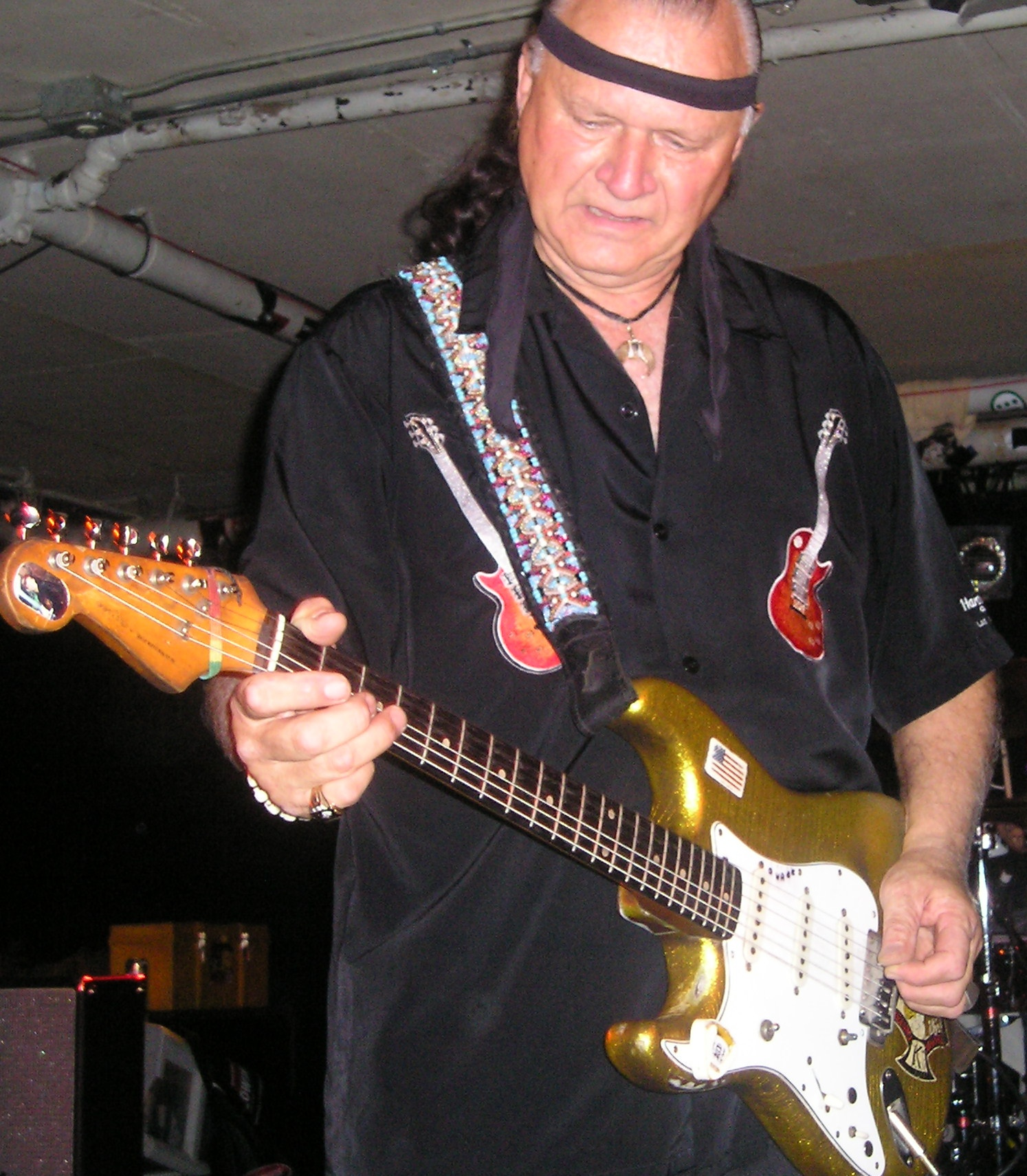
Dick Dale; † 16. März

- 16. März: Dick Dale, US-amerikanischer Gitarrist (81)
- 16. März: Yann-Fañch Kemener, französischer Sänger und Ethnologe (61)
- 16. März: Julija Natschalowa, russische Sängerin (38)
- 17. März: Wolfgang Meyer, deutscher Klarinettist (64)
- 17. März: Bernie Tormé, britischer Musiker (66)
- 17. März: Andre Williams, US-amerikanischer R&B-Sänger (82)
- 19. März: Elemér Bán, ungarischer Opernsänger und Schauspieler (101)
- 20. März: Terje Nilsen, norwegischer Sänger und Songschreiber (67)
- 20. März: Hans Günter Nöcker, deutscher Opernsänger (92)
- 20. März: Hans Wüthrich, Schweizer Komponist und Sprachwissenschaftler (81)
- 22. März: Arturo Sudbrack Jamardo, brasilianischer Pianist (75)

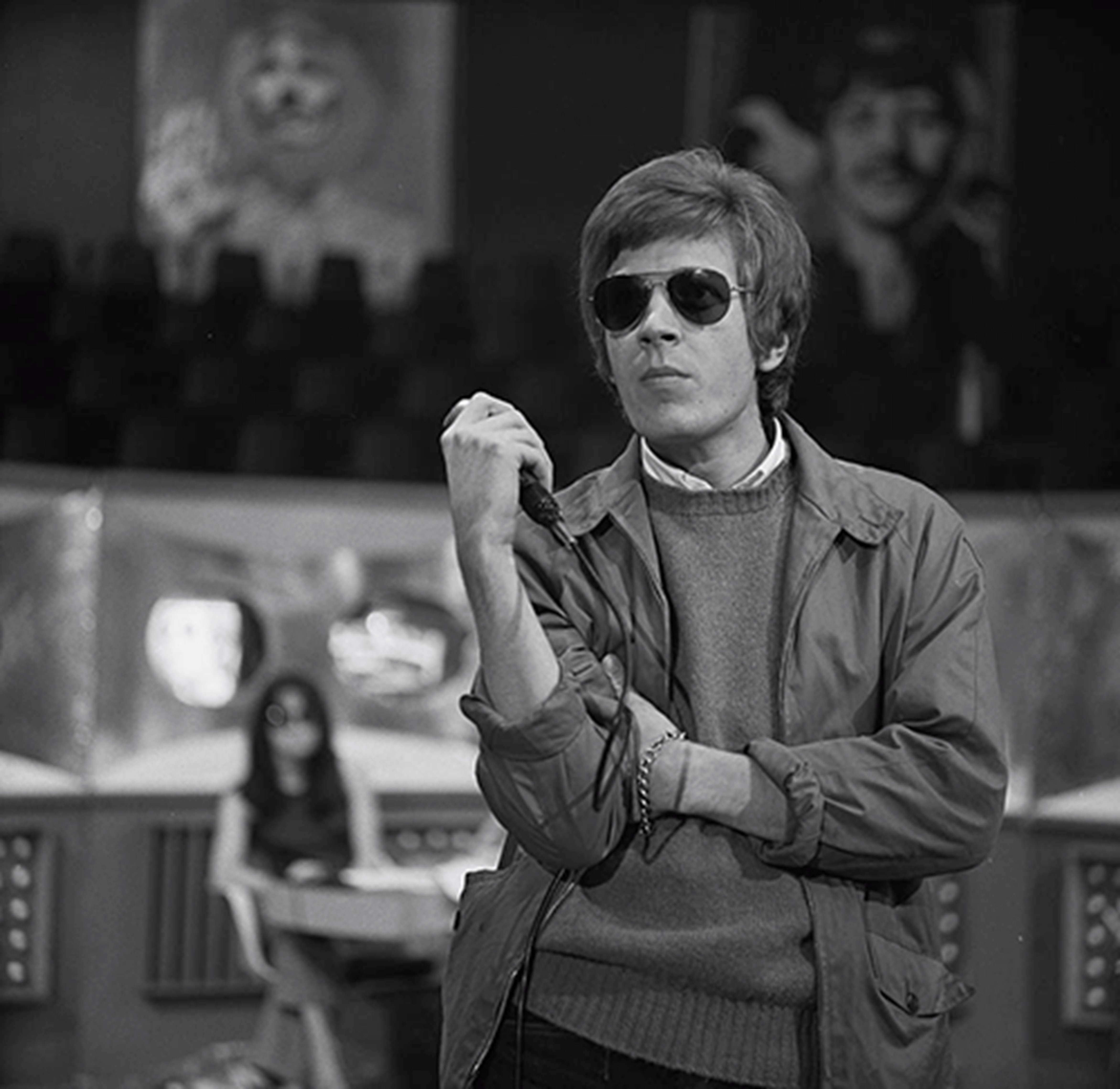
Scott Walker; † 22. März

- 22. März: Scott Walker, US-amerikanischer Pop- und Chansonsänger (76)
- 23. März: Hermann Angstenberger, deutscher Kirchenmusiker und Komponist (89)
- 24. März: Issa Cissokho, senegalesischer Saxofonist (73)
- 24. März: Cornelia Tăutu, rumänische Komponistin (81)
- 24. März: Jan Willem, deutscher Entertainer und Sänger (84)
- 25. März: Lisle Atkinson, US-amerikanischer Jazz-Bassist (78)
- 25. März: Anatolijus Šenderovas, litauischer Komponist (73)
- 26. März: Marta Lambertini, argentinische Komponistin (81)
- 26. März: Ranking Roger, britischer Musiker (56)
- 26. März: François Tousignant, kanadischer Komponist und Musikkritiker (63)
- 26. März: Heinz Winbeck, deutscher Komponist (73)
- 27. März: Stephen Fitzpatrick, britischer Musiker (24)
- 27. März: Audun Laading, norwegischer Musiker (25)
- 28. März: Teodor Romanić, jugoslawischer bzw. bosnischer Dirigent und Komponist (93)
- 30. März: Billy Adams, US-amerikanischer Rockabilly-Musiker (79)
- 30. März: Jay Chevalier, US-amerikanischer Rockabilly- und Country-Musiker (83)
- 30. März: Arnold Feil, deutscher Musikwissenschaftler (93)

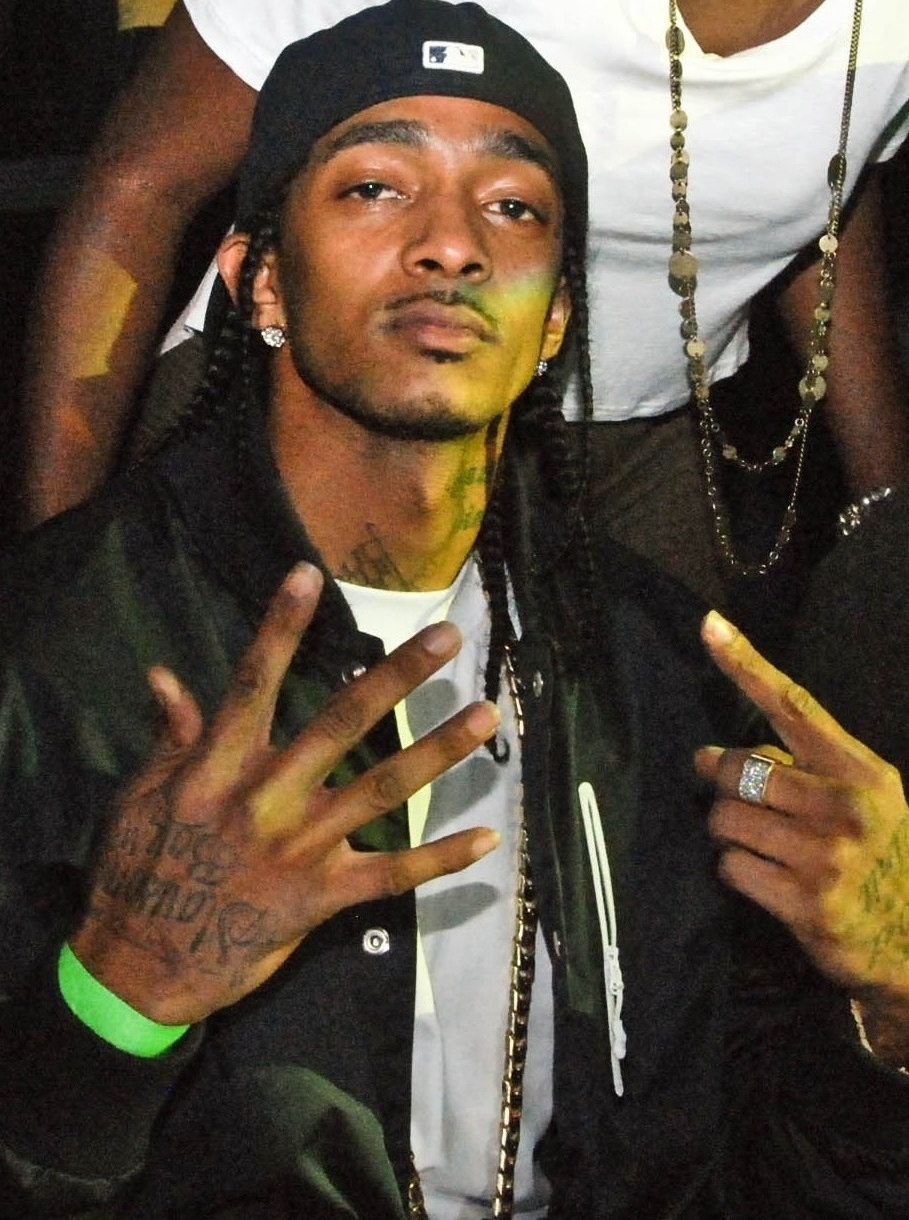
Nipsey Hussle; † 31. März

- 31. März: Nipsey Hussle, US-amerikanischer Rapper (33)

### April
- 01. April: Ruth-Margret Pütz, deutsche Opernsängerin (89)
- 01. April: Armando Vega Gil, mexikanischer Rockbassist, Komponist, Schriftsteller und Filmemacher (63)
- 02. April: Kim English, US-amerikanische Sängerin und Songwriterin (48)
- 02. April: John Oddo, US-amerikanischer Pianist und Arrangeur (≈65)
- 03. April: Einar Iversen, norwegischer Jazzpianist (88)
- 04. April: John Amoroso, US-amerikanischer Jazzmusiker (88)
- 04. April: Alberto Cortez, argentinischer Singer-Songwriter (79)
- 04. April: Marilyn Mason, US-amerikanische Organistin und Musikpädagogin (93)
- 04. April: Baldur Pauß, österreichischer Komponist und Musiker (83)
- 04. April: Joe Quijano, puerto-ricanischer Musiker (83)
- 05. April: Ib Glindemann, dänischer Komponist und Bigband-Leiter (84)
- 05. April: Pastor López, venezolanischer Musiker (74)
- 05. April: Sam Pilafian, US-amerikanischer Tubist (69)
- 05. April: Shawn Smith, US-amerikanischer Musiker (53)
- 05. April: Davey Williams, US-amerikanischer Musiker und Autor (≈67)
- 05. April: Wowaka, japanischer Musiker (31)
- 07. April: Gino Stefani, italienischer Musiker, Musikwissenschaftler und Semiotiker (89)
- 07. April: Toni Manieson, US-amerikanische Jazz-Sängerin (67)
- 08. April: Dave Carey, US-amerikanischer Orchester-, Jazz- und Studiomusiker (93)
- 09. April: Ernst-Ulrich von Kameke, deutscher Kirchenmusiker und Komponist (93)
- 09. April: Paul Severs, belgischer Sänger (70)
- 10. April. Earl Thomas Conley, US-amerikanischer Countrysänger (77)
- 10. April: Balduin Sulzer, österreichischer Komponist (87)
- 11. April: Ralf Benesch, deutscher Musiker (57)
- 11. April: Dina, portugiesische Sängerin (62)
- 11. April: Charlie Rodríguez, puerto-ricanischer Salsa-Musiker
- 13. April: Hermann Bergmann, deutscher Komponist, Liedtexter und Künstler (93)
- 13. April: Johannes Kalckreuth, deutscher Flötist (82)

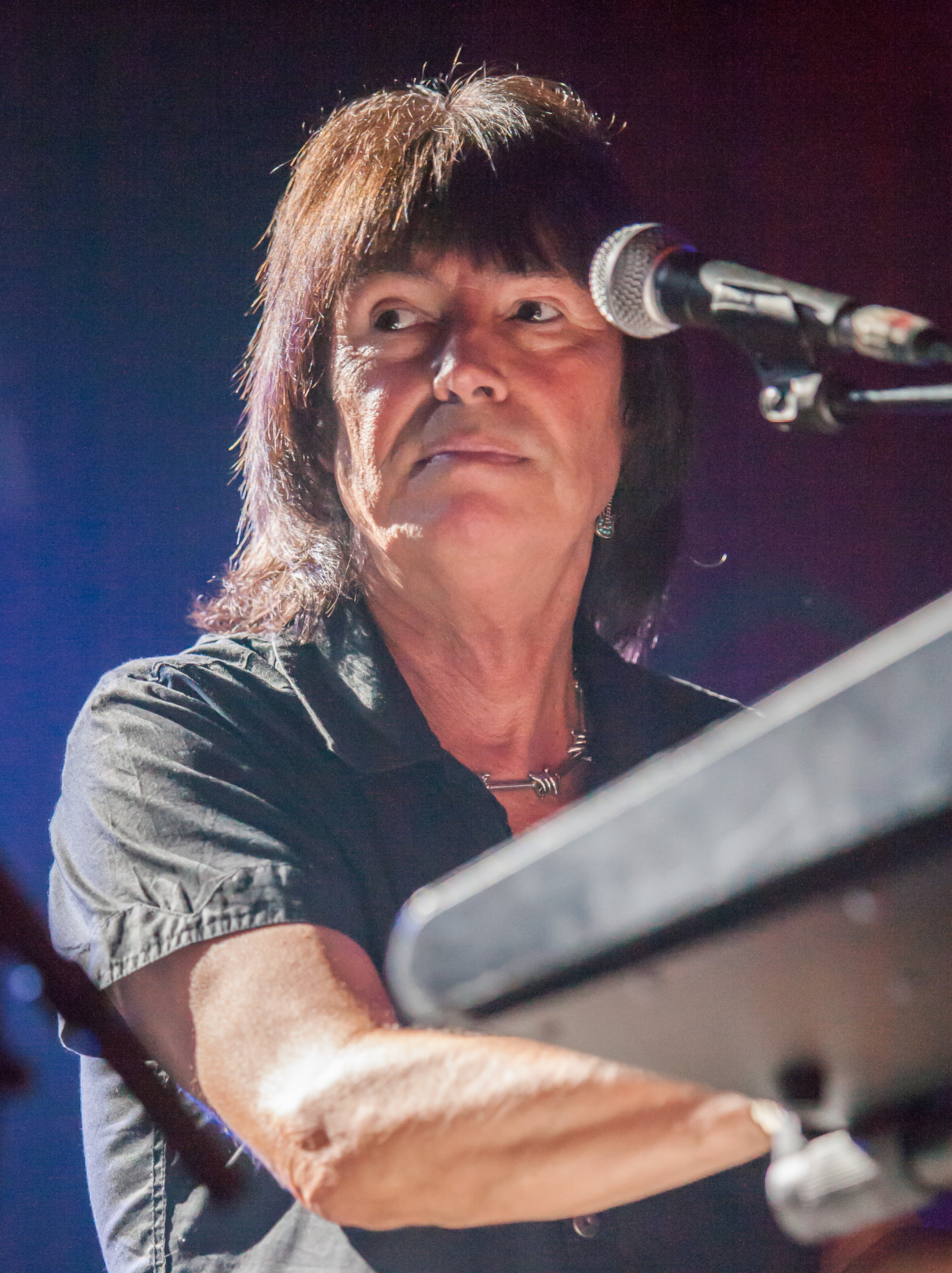
Paul Raymond; † 13. April

- 13. April: Paul Raymond, britischer Musiker (73)
- 15. April: Barbara Probst-Polášek, deutsche Konzertgitarristin und Lautenistin (80)
- 15. April: Les Reed, britischer Songwriter und Musiker (83)
- 16. April: Jörg Demus, österreichischer Pianist und Komponist (90)
- 16. April: Klaus Netzle, deutscher Komponist und Maler (92)
- 17. April: Dieter Exter, deutscher Radiomoderator (64)
- 17. April: Gary Williamson, kanadischer Jazzpianist (74)
- 20. April: Don Albert, südafrikanischer Journalist und Jazzmusiker (88)

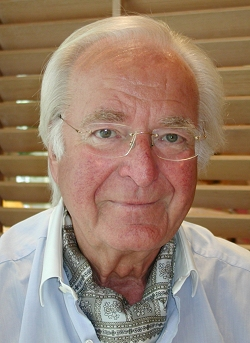
Martin Böttcher; † 20. April

- 20. April: Martin Böttcher, deutscher Filmkomponist (91)
- 20. April: Atli Heimir Sveinsson, isländischer Komponist und Dirigent (80)
- 20. April: David Zafer, kanadischer Geiger, Dirigent und Musikpädagoge (85)
- 21. April: Norbert Beilharz, deutscher Filmemacher, Schauspieler, Theater- und Opernregisseur (79)
- 21. April: Sigurður Jónsson, isländischer Schwimmer und Musiker (96)
- 22. April: Frank Caruso, US-amerikanischer Jazzmusiker (70)
- 22. April: Heather Harper, britische Opernsängerin (88)
- 22. April: Dave Samuels, US-amerikanischer Vibraphonist (70)
- 22. April: Walter Wieben, deutscher Kirchenmusiker, Organist, Kantor und Komponist (105)
- 22. April: Jürgen Wilbrandt, deutscher Komponist und Musikpädagoge (96)
- 23. April: Fred Foss, US-amerikanischer Jazzmusiker (70)
- 23. April: Erich Offierowski, deutscher Komponist und Texter von Schlagerliedern (81)
- 23. April: Charity Sunshine Tillemann-Dick, US-amerikanische Opernsängerin (35)
- 23. April: David Winters, britisch-US-amerikanischer Choreograph (80)
- 24. April: Chris Albertson, US-amerikanischer Musikproduzent, Journalist und Autor (87)
- 24. April: Johannes Auersperg, österreichischer Kontrabassist und Hochschullehrer (85)
- 24. April: Andreas Hähle, deutscher Liedtexter (51)

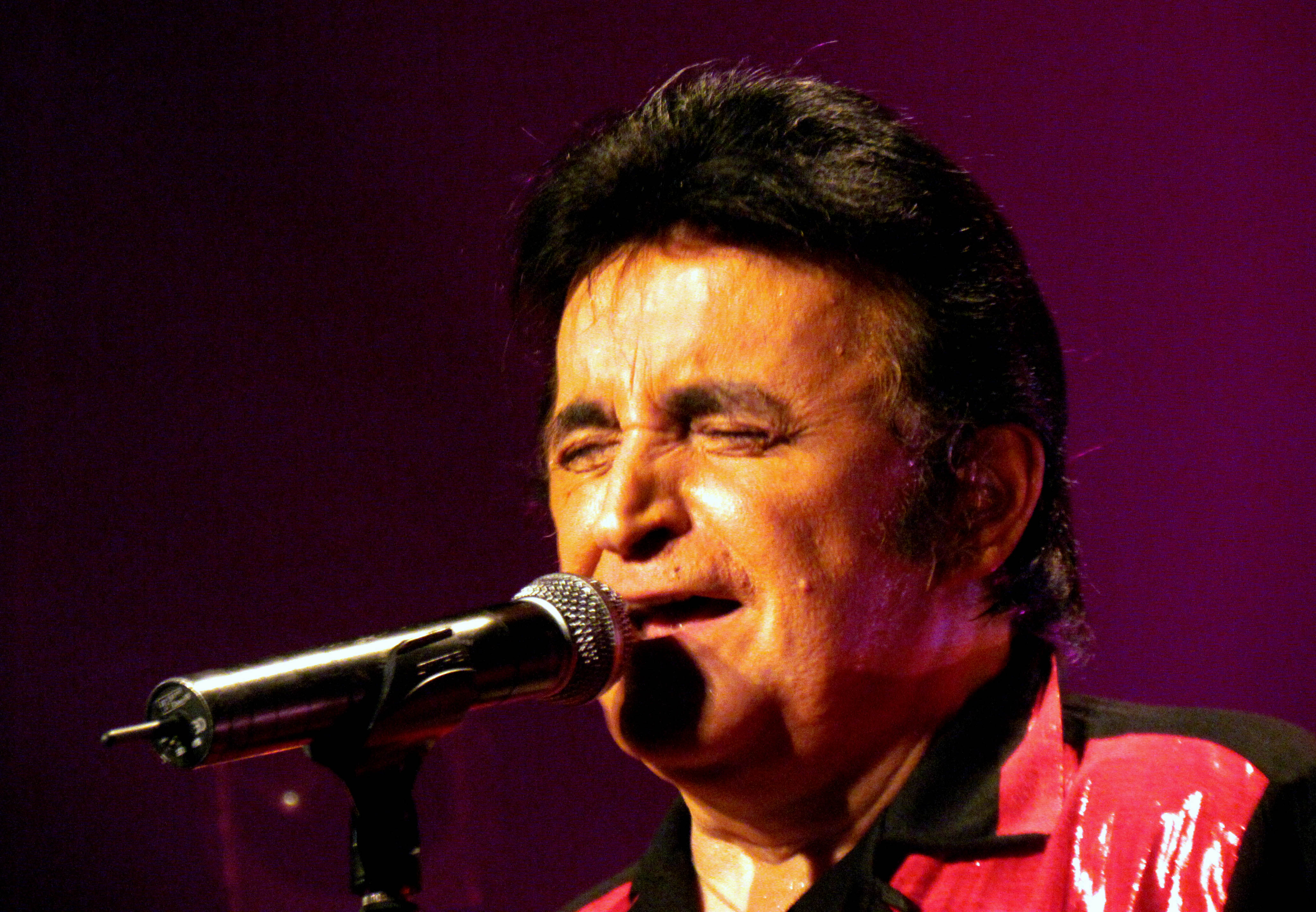
Dick Rivers; † 24. April

- 24. April: Dick Rivers, französischer Sänger und Schauspieler (74)
- 26. April: Phil McCormack, US-amerikanischer Rocksänger (58)
- 26. April: Kelly Jobanputra, britische Radiomoderatorin (39)
- 26. April: Colette Lorand, Schweizer Opernsängerin (96)
- 26. April: Anatolij Nedowintschanyj, ukrainischer Komponist und Dichter (81)
- 26. April: Reijo Taipale, finnischer Tango- und Schlagersänger (79)
- 28. April: Paul Bouman, US-amerikanischer Kirchenmusiker und Komponist (100)
- 28. April: Jo Sullivan Loesser, US-amerikanische Schauspielerin und Sängerin (91)
- 28. April: Alejandro Enrique Planchart, US-amerikanischer Musikwissenschaftler, Dirigent und Komponist (83)
- 28. April: Gerd Wolf, deutscher Opernsänger (79)
- 29. April: Dilber Ay, türkische Arabeskensängerin und Fernsehmoderatorin (63)
- 29. April: Vytautas Laurušas, litauischer Komponist (88)
- 29. April: Ernst Lichtenhahn, Schweizer Musikwissenschaftler (85)
- 30. April: Beth Carvalho, brasilianische Sängerin (72)
- 30. April: Friedrich Mertel jun., österreichischer Orgelbauer (72)
- 00. April: Boon Gould, britischer Musiker (64)
- 00. April: Cleve Pozar, US-amerikanischer Jazzmusiker und Komponist (77)

### Mai
- 02. Mai: Susan Beschta, US-amerikanische Punk-Musikerin und Juristin (67)
- 02. Mai: Thomas Königs, deutscher Gitarrist (62)
- 02. Mai: John Starling, US-amerikanischer Bluegrass-Musiker (79)
- 02. Mai: Juan Vicente Torrealba, venezolanischer Harfenist und Komponist (102)
- 03. Mai: Margret Birkenfeld, deutsche Musikerin und Komponistin (92)
- 04. Mai: Solo Cissokho, senegalesischer Jazz- und Mbalaxmusiker (56)
- 04. Mai: Adam Sky, australischer DJ und Musiker (42)
- 05. Mai: Norma Miller, US-amerikanische Tänzerin (99)
- 06. Mai: Harly Rajaobelina, madegassischer Pianist
- 06. Mai: Mansur Scott, US-amerikanischer Jazzsänger
- 07. Mai: Friedrich Hänssler junior, deutscher Theologe, Musikwissenschaftler und Verleger (92)
- 07. Mai: Wolfgang Horn, deutscher Musikwissenschaftler (63)
- 07. Mai: Georg Katzer, deutscher Komponist (84)

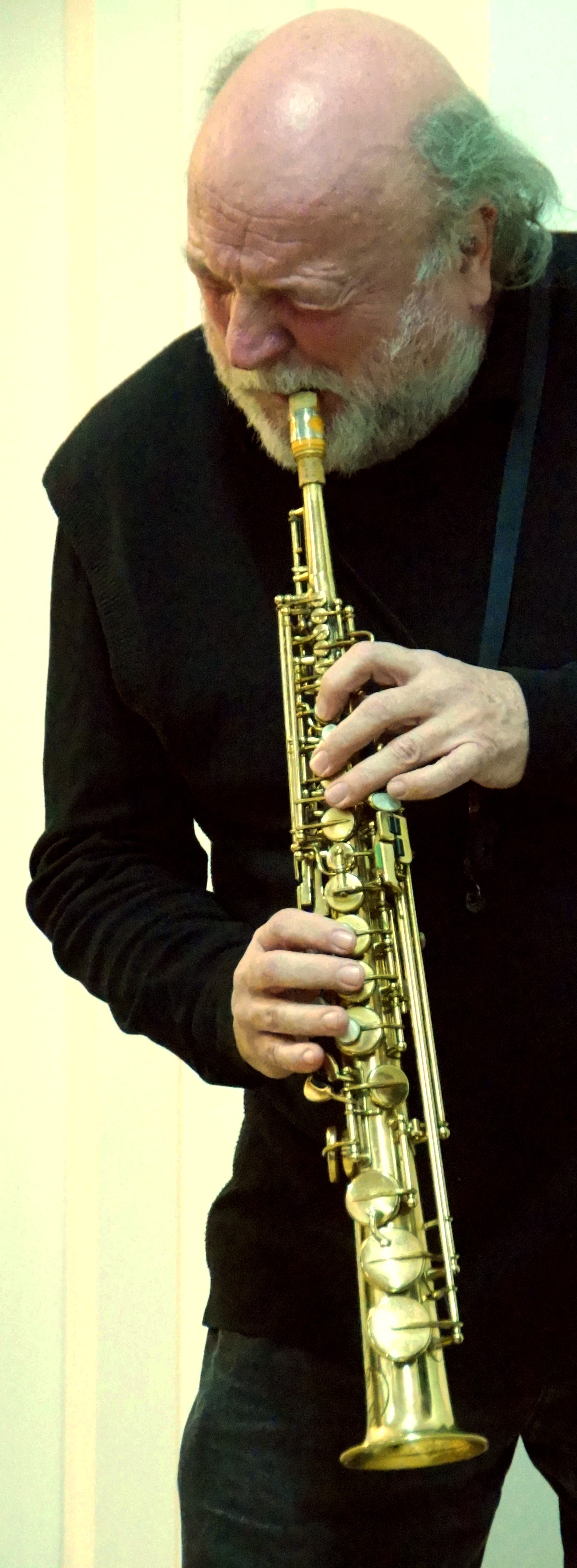
Fritz Novotny; † 7. Mai

- 07. Mai: Fritz Novotny, österreichischer Musiker (78)
- 08. Mai: Dan Collette, US-amerikanischer Jazztrompeter (64)
- 08. Mai: Jewgeni Krylatow, sowjetischer bzw. russischer Komponist (85)
- 08. Mai: Zbigniew Rudziński, polnischer Komponist (83)
- 09. Mai: Martin Canin, US-amerikanischer Pianist und Musikpädagoge (≈88)
- 09. Mai: Arif Məlikov, sowjetischer bzw. aserbaidschanischer Komponist (85)
- 09. Mai: Freddie Starr, britischer Comedian und Sänger (76)
- 10. Mai: Paul Carey Bauhof, US-amerikanischer Gitarrist (62)
- 10. Mai: Robert Fassin, französischer Jazzmusiker (96)
- 11. Mai: Sol Yaged, US-amerikanischer Jazz-Klarinettist (96)

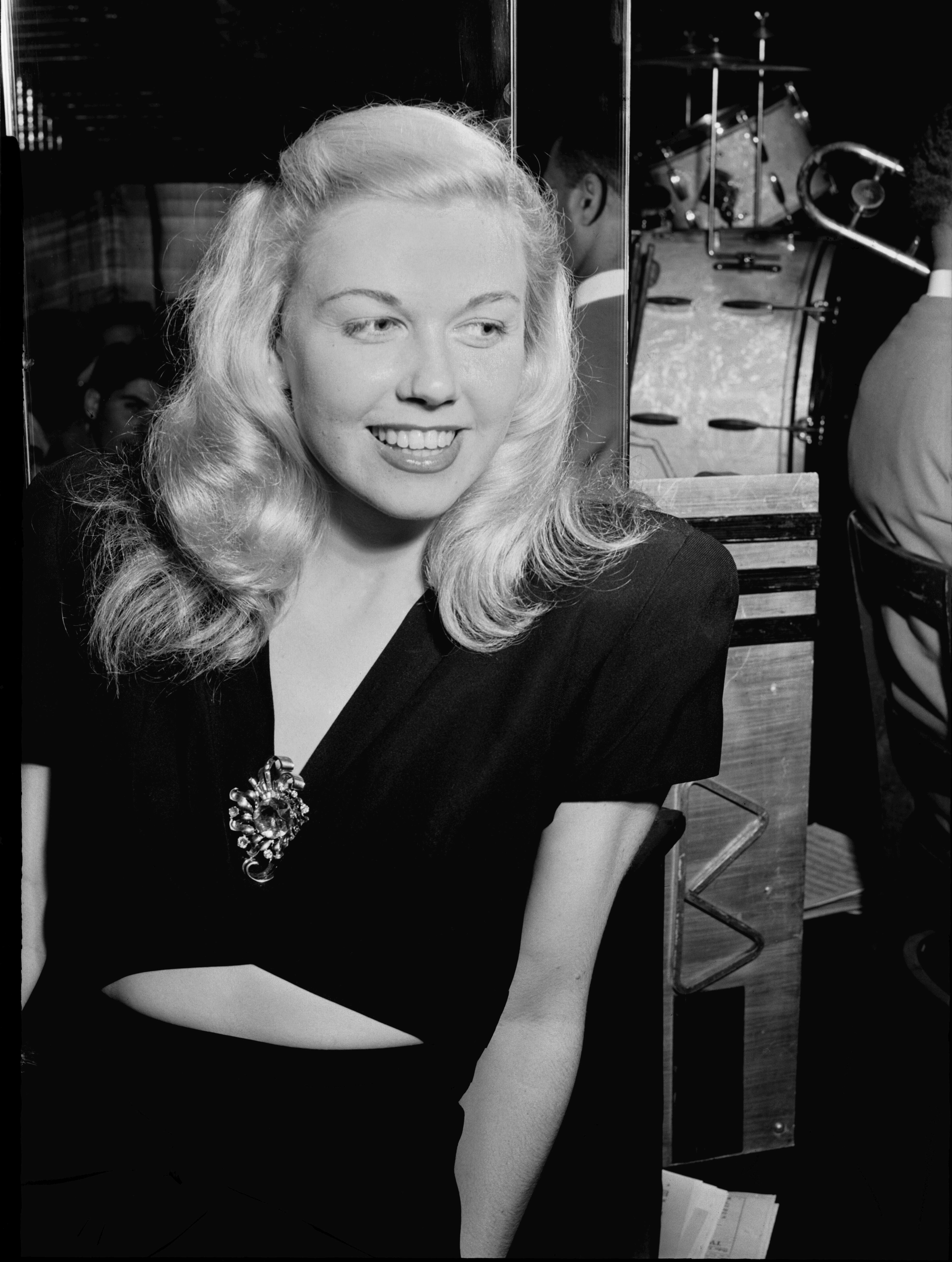
Doris Day; † 13. Mai

- 13. Mai: Doris Day, US-amerikanische Schauspielerin und Sängerin (97)
- 13. Mai: Mike Migliore, US-amerikanischer Jazzmusiker (64)
- 13. Mai: Peter Schnitzler, deutscher Ballett-Tänzer und Choreograf (92)
- 14. Mai: Leon Rausch, US-amerikanischer Western-Swing-Musiker (91)

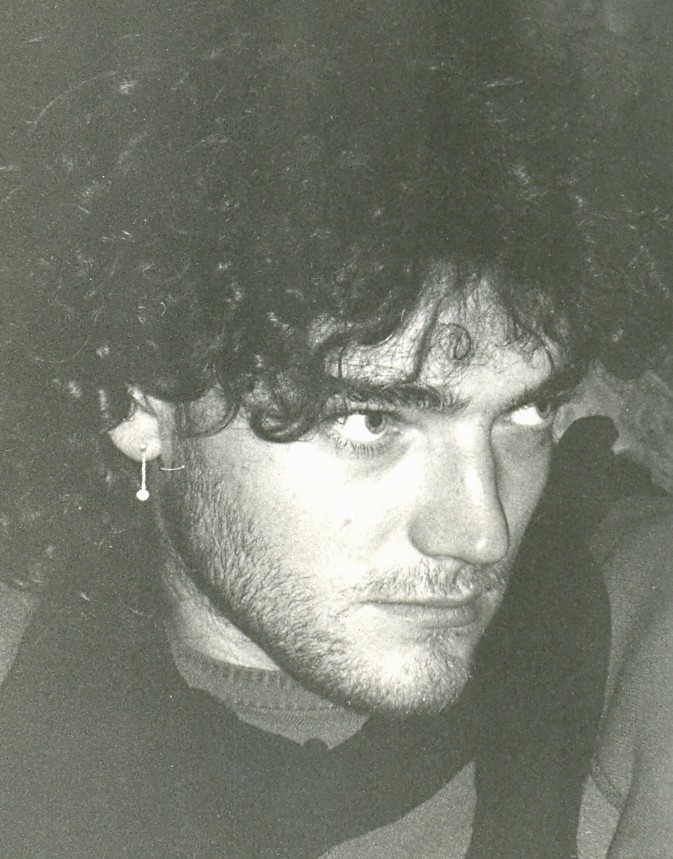
Wiglaf Droste; † 15. Mai

- 15. Mai: Wiglaf Droste, deutscher Autor und Sänger (57)
- 18. Mai: Tetsu Saitō, japanischer Kontrabassist (63)
- 18. Mai: Geneviève Waïte, südafrikanische Schauspielerin, Sängerin und Model (71)
- 19. Mai: Nilda Fernández, französisch-spanischer Sänger (61)
- 19. Mai: Wolfgang Hofmann, deutscher Kantor, Organist und Komponist (91)
- 19. Mai: Alfred Janson, norwegischer Komponist, Pianist und Akkordeonist (82)
- 20. Mai: Hartmut Haupt, deutscher Organist (87)
- 21. Mai: Jake Black, britischer Musiker (59)
- 22. Mai: Raúl Delgado Estevez, venezolanischer Gitarrist, Komponist, Orchesterleiter und Dozent (73)
- 22. Mai: Cees Schrama, niederländischer Musiker und Musikproduzent (82)
- 24. Mai: Christa Drmota, deutsche Liedtexterin (73)
- 25. Mai: Gilberto Morales „Guambín“, kubanischer Sänger (74)
- 25. Mai: Romy Nagy, deutsche Cellistin (42)
- 25. Mai: Alice Schoenfeld, deutsch-US-amerikanische Violinistin und Musikpädagogin (98)
- 27. Mai: Gabriel Diniz, brasilianischer Sänger (28)
- 28. Mai: Andre Asriel, österreichisch-deutscher Komponist (97)
- 28. Mai: Walther Großrubatscher, österreichischer Jazzmusiker (61)
- 29. Mai: Michel Gaudry, französischer Jazzbassist (90)
- 29. Mai: Tony Glover, US-amerikanischer Bluesmusiker (79)
- 28. Mai: Walther Großrubatscher, österreichischer Jazzmusiker (61)
- 30. Mai: Wolfgang Fürlinger, österreichischer Hochschullehrer, Organist und Komponist (85)
- 30. Mai: Eva Kleinitz, deutsche Opernintendantin (47)
- 30. Mai: Leon Redbone, kanadischer Sänger und Gitarrist (69)
- 30. Mai: Roberto Yanés, argentinischer Sänger, Komponist und Schauspieler (87)
- 31. Mai: Roky Erickson, US-amerikanischer Sänger und Gitarrist (71)
- 31. Mai: Stefan Fritzen, deutscher Posaunist und Orchesterleiter (79)
- 31. Mai: Đelo Jusić, jugoslawischer bzw. kroatischer Musiker (80)

### Juni
- 01. Juni: Romek Hanzlík, tschechischer Musiker, Musikproduzent und Fotograf (57)
- 01. Juni: Karl-Heinz Saretzki, deutscher Posaunenchorleiter und Redakteur (76)
- 02. Juni: Piet Botha, südafrikanischer Rockmusiker (63)
- 02. Juni: Lawrence Leathers, US-amerikanischer Jazzmusiker (37)
- 02. Juni: Bruno Riedl, österreichischer Orgelbauer (82)
- 03. Juni: Julian Euell, US-amerikanischer Jazzmusiker und Soziologe (90)
- 03. Juni: Ruma Guha Thakurta, indische Schauspielerin und Sängerin (84)
- 03. Juni: Bo Leibowitz, US-amerikanischer Hörfunkmoderator (74)
- 04. Juni: Barend Schuurman, niederländischer Chorleiter und Musikpädagoge (81)
- 05. Juni: Wolfram Eicke, deutscher Schriftsteller und Liedermacher (63)
- 05. Juni: Luis Luján, argentinischer Schriftsteller, Musiker und Bibliothekar (65)
- 05. Juni: Fernando de la Morena, spanischer Flamenco-Sänger (74)
- 06. Juni: Erich Doll, deutscher Musiker (70)

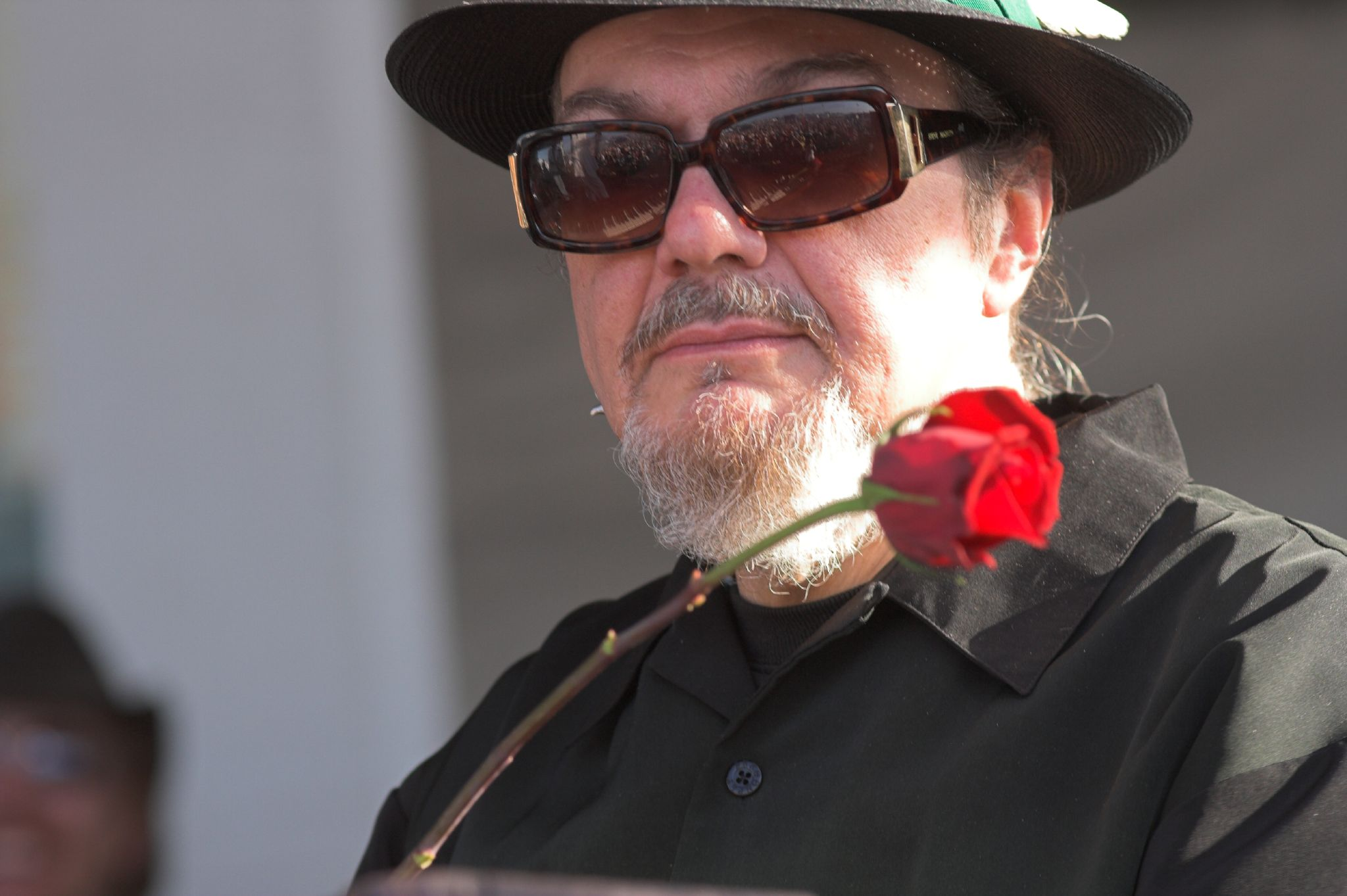
Dr. John; † 6. Juni

- 06. Juni: Dr. John, US-amerikanischer Musiker (77)
- 07. Juni: Erik Norström, schwedischer Jazzmusiker (Tenorsaxophon, Komposition) (83)
- 08. Juni: Andre Matos, brasilianischer Rockmusiker (47)
- 09. Juni: Bushwick Bill, US-amerikanischer Rapper (52)
- 09. Juni: Jim Pike, US-amerikanischer Sänger (82)
- 10. Juni: Ib Nørholm, dänischer Komponist (88)
- 10. Juni: Sven-David Sandström, schwedischer Komponist (76)
- 10. Juni: Paul Sinegal, US-amerikanischer Zydeco- und Blues-Musiker (72)
- 11. Juni: Alfred Burger, deutscher Komponist und Musikverleger (89)
- 11. Juni: Ruben de Carvalho, portugiesischer Politiker, Kulturveranstalter, Historiker und Journalist (74)
- 11. Juni: Gabie Loh, deutsche Sängerin, Tonmeisterin und Pianistin (55)
- 11. Juni: Karl-Heinz Verbeek, deutscher Musiker (57)

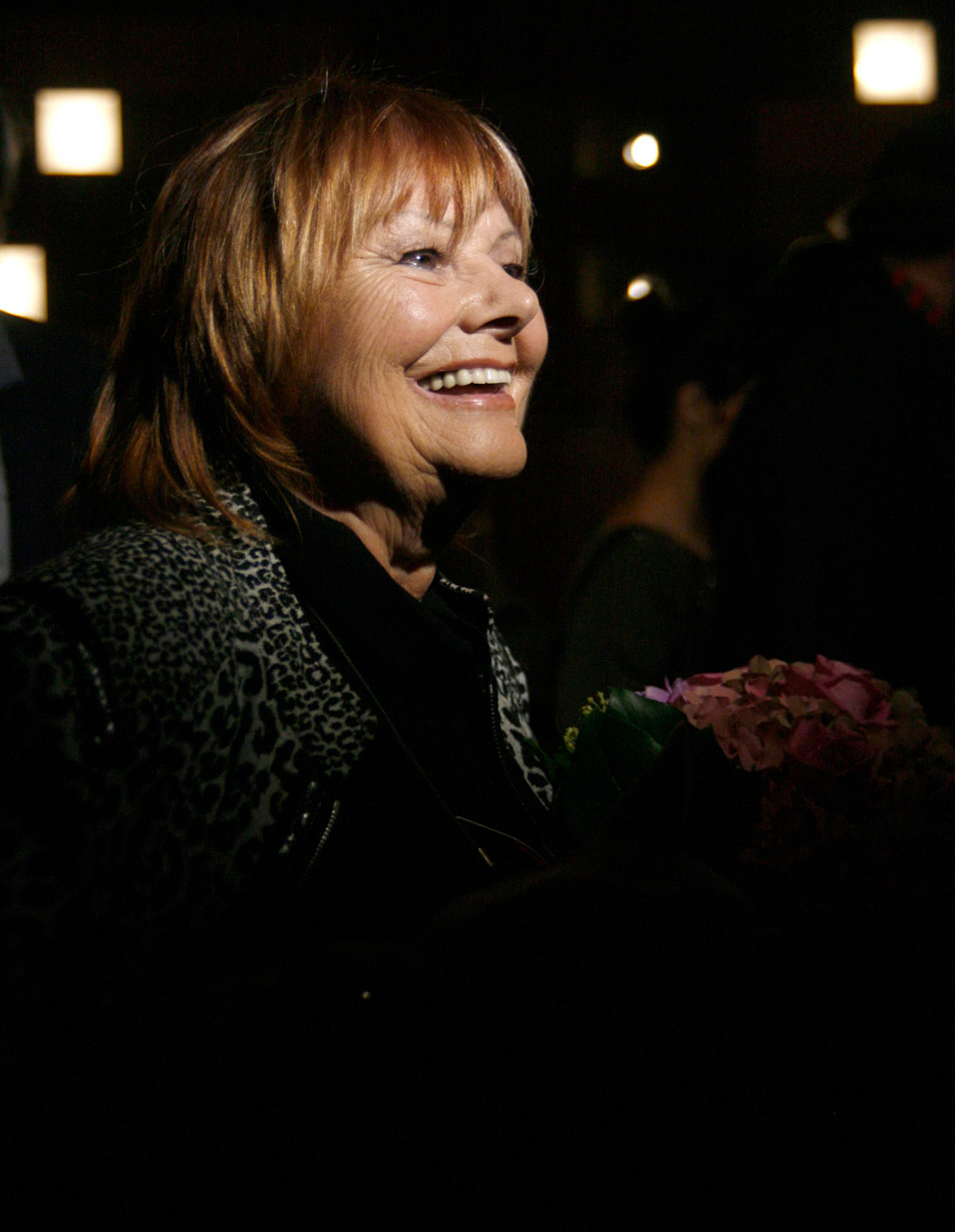
Elfriede Ott; † 12. Juni

- 12. Juni: Elfriede Ott, österreichische Schauspielerin, Sängerin und Regisseurin (94)
- 12. Juni: Luke Thompson, US-amerikanischer Bluegrass-Musiker und Instrumentenbauer (91)
- 13. Juni: Nature Ganganbaigal, chinesisch-mongolisch-amerikanischer Musiker, Produzent und Komponist (29)
- 13. Juni: Edith González, mexikanische Schauspielerin und Tänzerin (54)

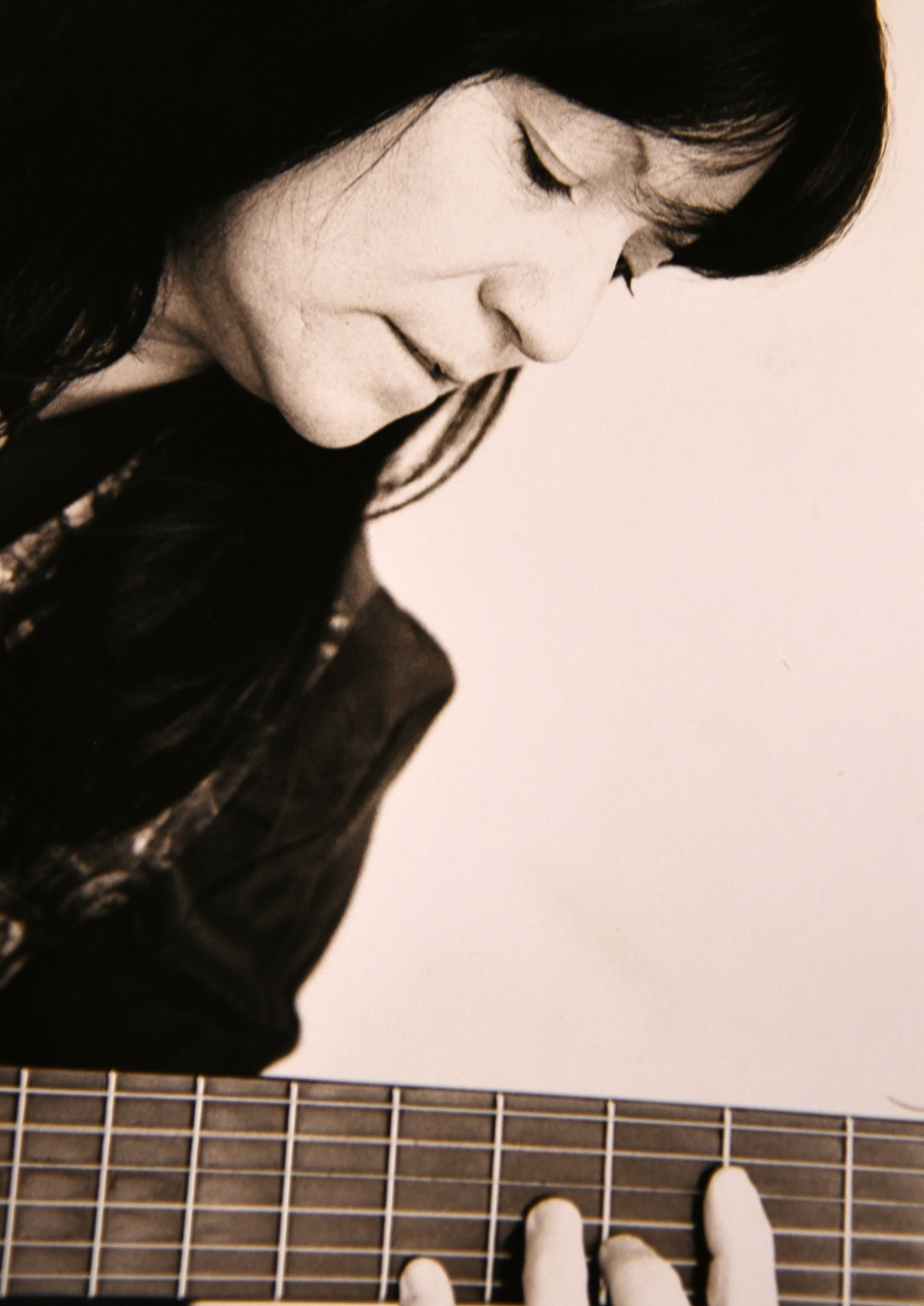
Laura Almerich i Santacreu; † 14. Juni

- 14. Juni: Laura Almerich i Santacreu, spanische Konzertgitarristin (78)
- 14. Juni: Juli Jewgenjewitsch Galperin, russischer Pianist und Komponist (73)
- 15. Juni: Karlheinz Miklin, österreichischer Jazzmusiker (72)
- 15. Juni: Franco Zeffirelli, italienischer Film- und Opernregisseur (96)
- 16. Juni: Bishop Bullwinkle, US-amerikanischer Pastor und Sänger (70)
- 18. Juni: Michael „Codse“ Malditz, deutscher Bluesmusiker (67)
- 18. Juni: Gabriel Rodríguez, venezolanischer Gitarrist, Komponist und Arrangeur (84)
- 19. Juni: Kenny Soderblom, US-amerikanischer Musiker (93)
- 19. Juni: Zdar, französischer DJ (52)
- 21. Juni: Sílvio Baccarelli, brasilianischer Musikpädagoge (87)
- 21. Juni: Jacqui Magno, philippinische Jazzsängerin (65)
- 21. Juni: Elliot Roberts, US-amerikanische Musikmanager (76)
- 22. Juni: Jerry Carrigan, US-amerikanischer Schlagzeuger (75)
- 22. Juni: Paulo Pagni, brasilianischer Schlagzeuger (61)
- 22. Juni: Stepan Shaqaryan, armenischer Pianist und Komponist (83)
- 23. Juni: Dave Bartholomew, US-amerikanischer Jazzmusiker, Komponist und Bandleader (100)
- 23. Juni: Spiro Malas, griechisch-US-amerikanischer Opernsänger (86)
- 24. Juni: Iván Eröd, ungarisch-österreichischer Komponist und Pianist (83)
- 24. Juni: Jerry Fuller, US-amerikanischer Jazz-Klarinettist (89)

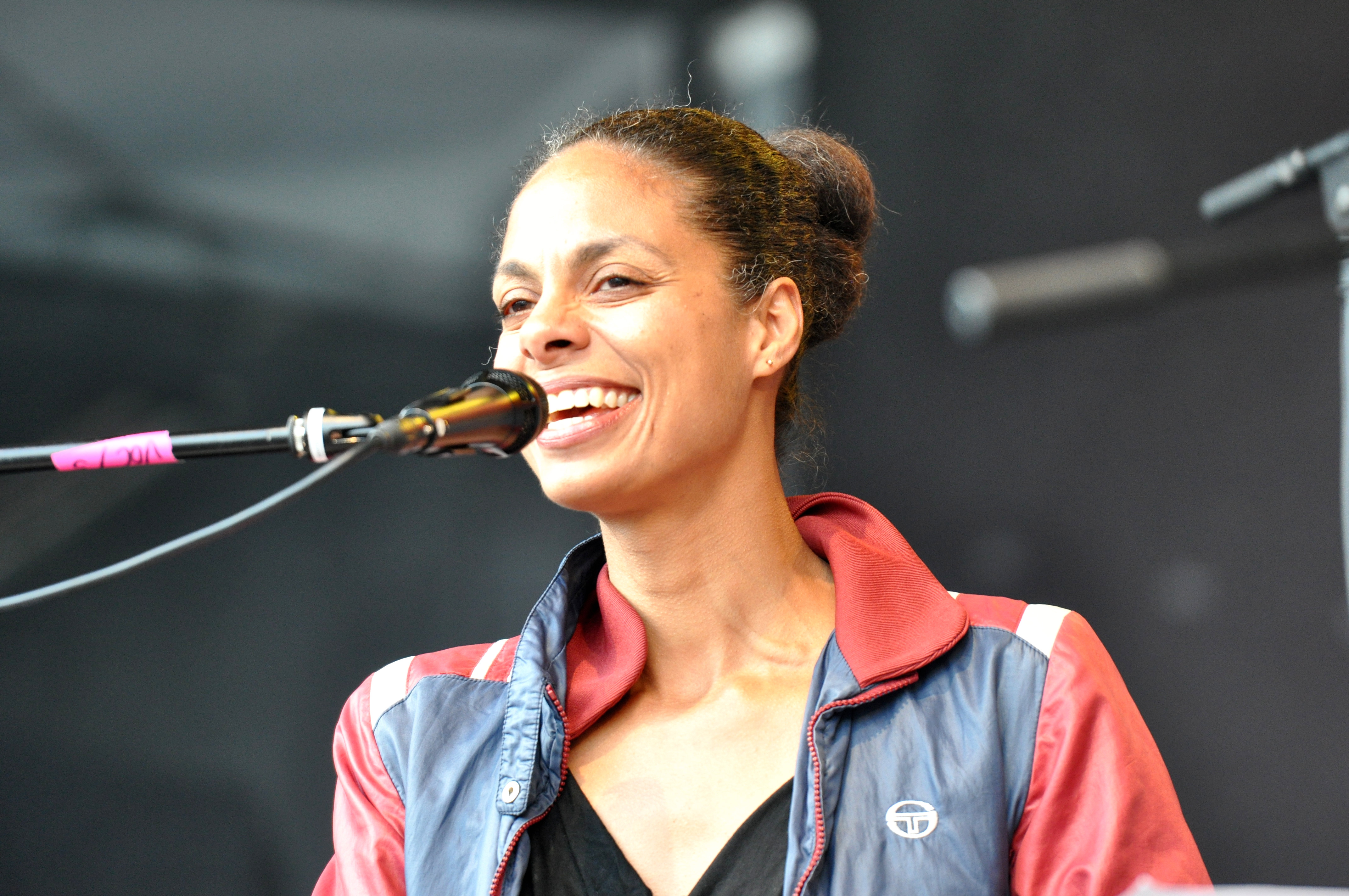
Astrid North; † 25. Juni

- 25. Juni: Astrid North, deutsche Sängerin (46)
- 26. Juni: Guido Allgaier, Schweizer Gitarrist und Arrangeur (63)
- 26. Juni: Tony Hall, britischer Musikjournalist und -produzent (91)
- 26. Juni: Rolf Urs Ringger, Schweizer Komponist und Publizist (84)
- 26. Juni: Peter Westergaard, US-amerikanischer Komponist und Musiktheoretiker (88)
- 27. Juni: Hella Sketchy, US-amerikanischer Rapper (18)
- 27. Juni: Louis Thiry, französischer Organist und Komponist (84)
- 28. Juni: Franco Mondini, italienischer Jazzmusiker und Journalist (83)
- 29. Juni: Gary Duncan, US-amerikanischer Gitarrist und Sänger (72)
- 30. Juni: Wolfgang Klähn, deutscher Maler, Dichter und Komponist (89)
- 30. Juni: Anne Vanderlove, französische Sängerin und Songwriterin (75)
- 00. Juni: Willy Schnitzler, deutscher Musiker (67)

### Juli
- 01. Juli: Ezzat Abou Aouf, ägyptischer Schauspieler und Rockmusiker (70)

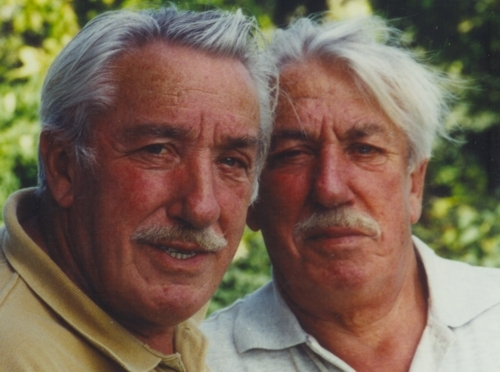
Oss Kröher; † 1. Juli mit Zwillingsbruder († 2016)

- 01. Juli: Oss Kröher, deutscher Volksliedsänger (91)
- 01. Juli: Sid Ramin, US-amerikanischer Komponist und Arrangeur (100)
- 01. Juli: Bogusław Schaeffer, polnischer Komponist und Musikwissenschaftler (90)
- 01. Juli: Faith Winthrop, US-amerikanische Sängerin (87)
- 02. Juli: Michael Colgrass, US-amerikanisch-kanadischer Komponist (87)

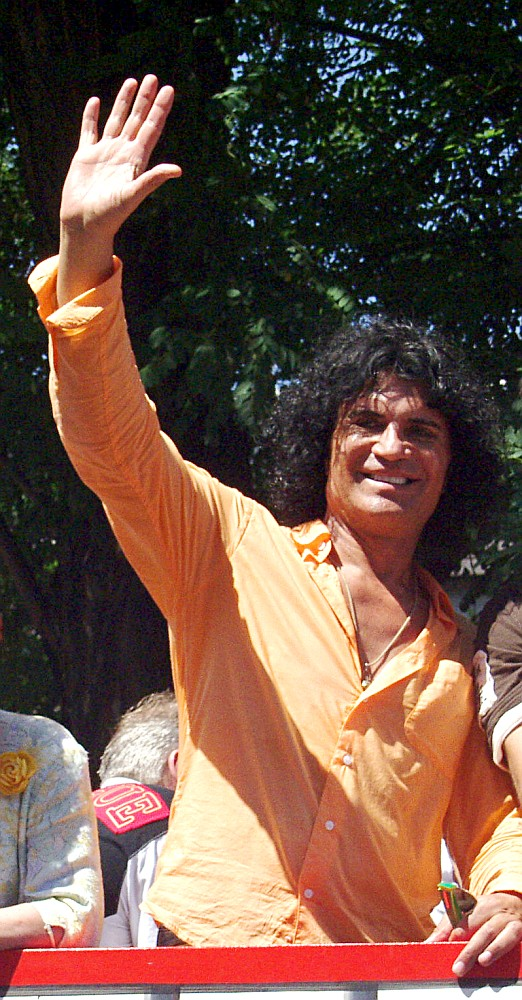
Costa Cordalis; † 2. Juli

- 02. Juli: Costa Cordalis, deutscher Schlagersänger (75)
- 02. Juli: William Dooley, US-amerikanischer Opernsänger (86)
- 02. Juli: Duncan Lamont, britischer Jazzmusiker (87)
- 02. Juli: Dexter Morrill, US-amerikanischer Komponist und Trompeter (81)
- 02. Juli: Janusz Szprot, polnischer Jazzmusiker (Piano, Komposition) und Musikjournalist (72)
- 02. Juli: Mihály Tabányi, ungarischer Akkordeonspieler (98)
- 03. Juli: William Ray, US-amerikanischer Opernsänger (94)
- 04. Juli: Henry Kotowski, deutscher Rockmusiker (74)
- 04. Juli: Vivian Perlis, US-amerikanische Musikwissenschaftlerin (91)
- 05. Juli: German Lukjanow, russischer Jazzmusiker (82)
- 05. Juli: Paolo Vinaccia, italienischer Jazzschlagzeuger (65)

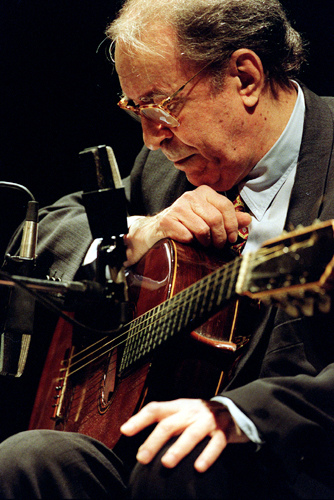
João Gilberto; † 6. Juli

- 06. Juli: João Gilberto, brasilianischer Gitarrist, Sänger und Komponist (88)
- 06. Juli: Gary LeMel, US-amerikanischer Sänger und Musikproduzent (80)
- 06. Juli: Wanda Warska, polnische Jazzsängerin (87)
- 07. Juli: Rolf Gehlhaar, US-amerikanischer Komponist (75)
- 09. Juli: Aaron Rosand, US-amerikanischer Violinist und Musikpädagoge (92)
- 10. Juli: Hans Eibl, österreichischer Komponist und Dirigent (83)
- 10. Juli: Jerry Lawson, US-amerikanischer Sänger (75)
- 10. Juli: Mazinho do Trombone, brasilianischer Posaunist (78)
- 11. Juli: Danny Barber, US-amerikanischer Jazztrompeter (65)
- 11. Juli: Siegfried Strohbach, deutscher Komponist und Dirigent (89)
- 12. Juli: Eberhard Kummer, österreichischer Jurist, Sänger und Drehleierspieler (78)
- 12. Juli: Arno Marsh, US-amerikanischer Jazz-Tenorsaxophonist (91)
- 12. Juli: Dick Richards, US-amerikanischer Schlagzeuger und Schauspieler (95)
- 12. Juli: Joseph Rouleau, kanadischer Sänger (90)
- 14. Juli: Oskar Lagger, Schweizer Komponist und Kapellmeister (85)
- 15. Juli: Dick Hyde, US-amerikanischer Jazz- und Studiomusiker (83)
- 15. Juli: Bjambasürengiin Scharaw, mongolischer Komponist (66)
- 16. Juli: Johnny Clegg, südafrikanischer Musiker (66)
- 16. Juli: Hans-Georg Moslener, deutscher Produzent, Komponist und Lyriker (80)
- 16. Juli: Joe Rigby, US-amerikanischer Jazzmusiker (78)
- 17. Juli: Willy Dirtl, österreichischer Balletttänzer und Choreograf (88)
- 18. Juli: Heidi Bachert, deutsche Schlagersängerin (85)
- 18. Juli: Ado Broodboom, niederländischer Jazztrompeter (96)
- 18. Juli: Ruud Jacobs, niederländischer Jazzmusiker und Musikproduzent (81)
- 18. Juli: Tom Martinsen, norwegischer Opernsänger (62)
- 18. Juli: Johann Trummer, österreichischer Priester, Organist, Musikwissenschaftler und Medienmanager (79)

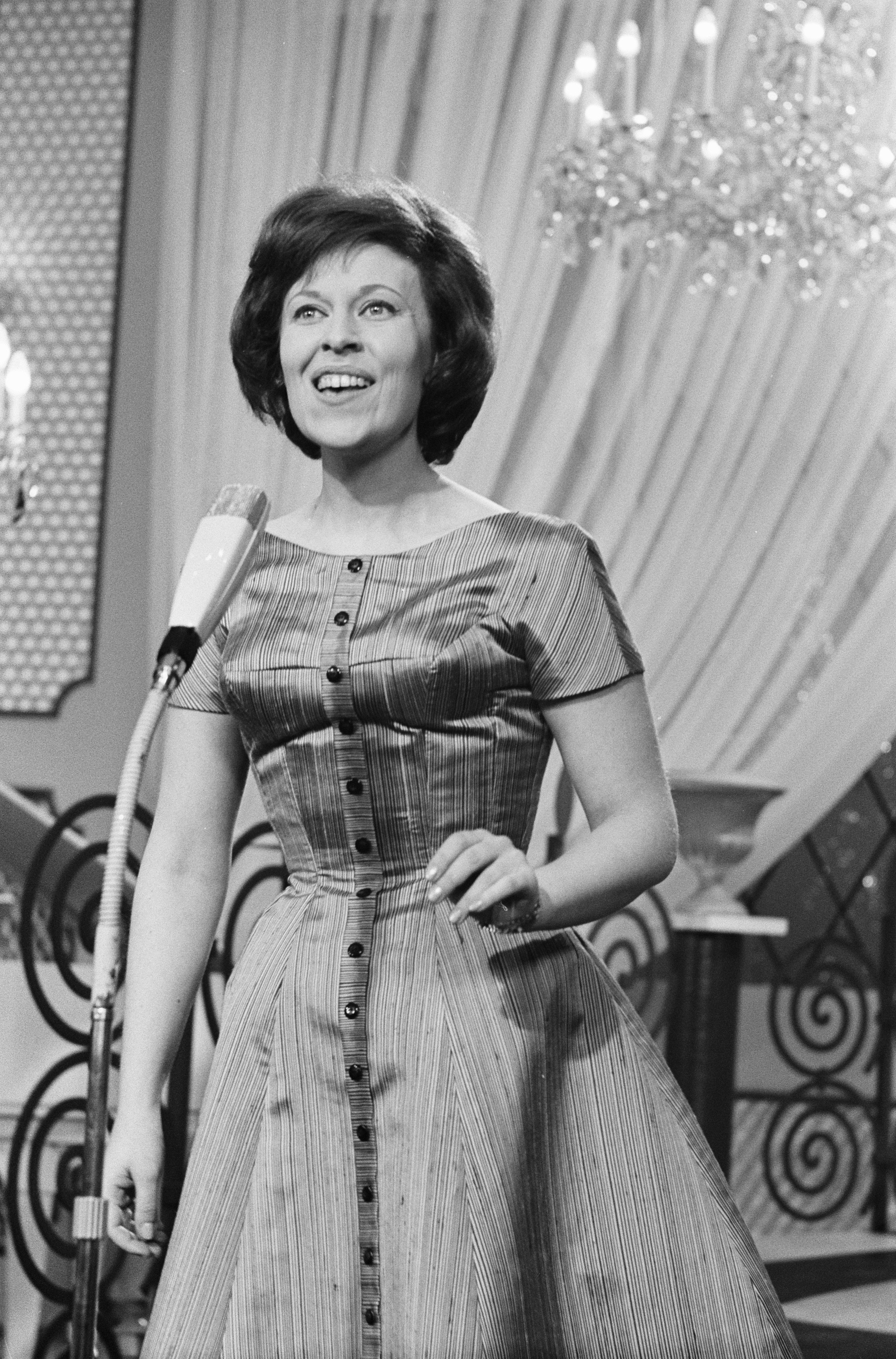
Inger Berggren; † 19. Juli

- 19. Juli: Inger Berggren, schwedische Schlagersängerin (85)
- 19. Juli: Jean DuShon, US-amerikanische Jazz-, Soul- und R&B-Sängerin (83)
- 19. Juli: Gary Klein, US-amerikanischer Jazzmusiker (86)
- 21. Juli: Sevan Gökoğlu, deutscher Pop- und Jazz-Pianist und -Keyboarder (37)
- 21. Juli: Ben Johnston, US-amerikanischer Komponist (93)
- 22. Juli: Art Neville, US-amerikanischer Sänger, Komponist und Keyboarder (81)
- 22. Juli: Hansgeorg Schmeiser, österreichischer Flötist (63)
- 23. Juli: Ramsey Ameen, US-amerikanischer Mathematiker und Geiger (73)
- 24. Juli: Cherito, dominikanischer Sänger, Songwriter, Arrangeur und Komponist (50)

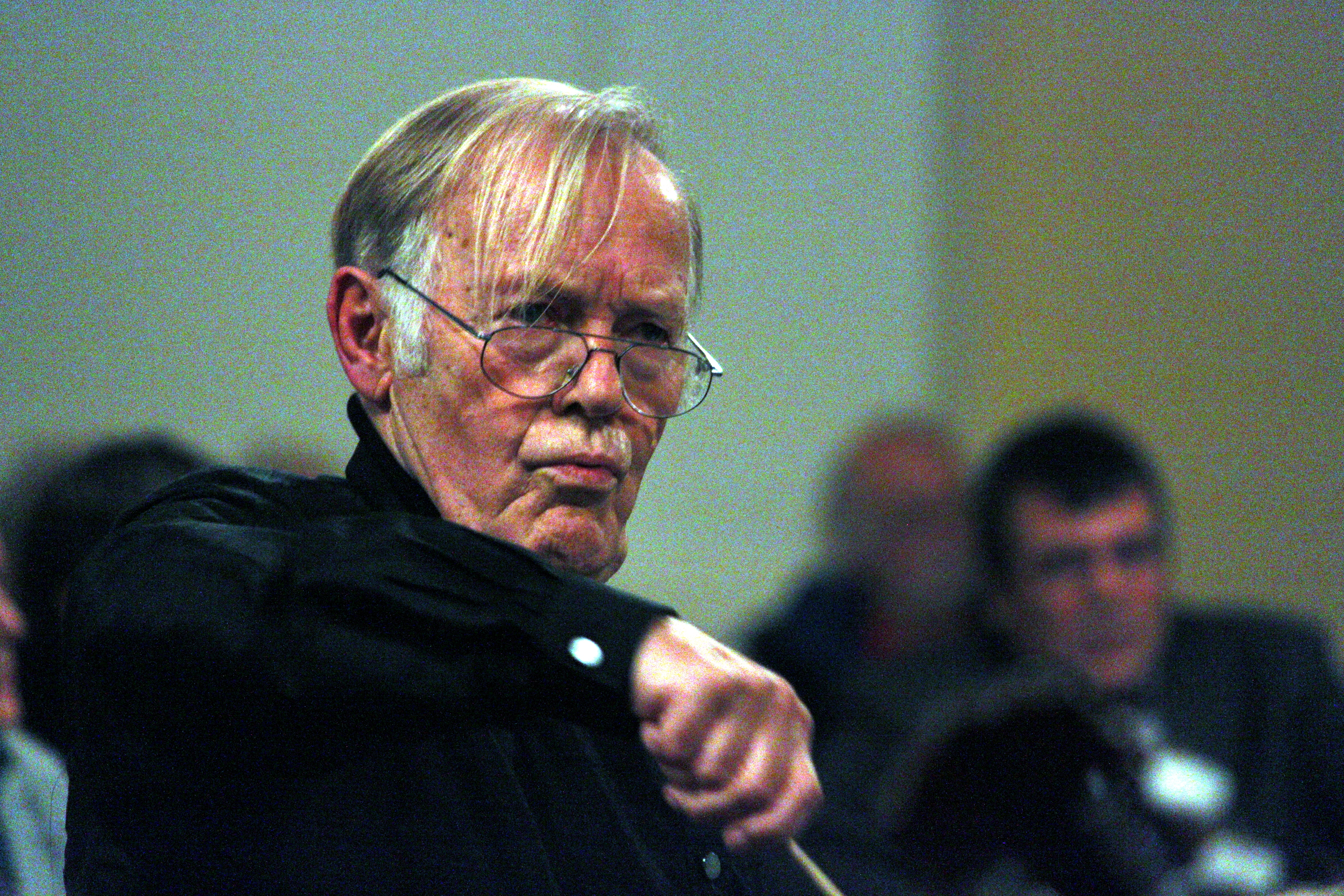
Hartmut Klug; † 24. Juli

- 24. Juli: Hartmut Klug, deutscher Dirigent und Pianist (90)
- 24. Juli: Manfred Uhlig, deutscher Entertainer (91)
- 25. Juli: Anner Bylsma, niederländischer Cellist (85)
- 26. Juli: Wolfgang Lenz, deutscher Opernsänger (77)
- 26. Juli: Alberto Ponce, spanischer Gitarrist und Gitarrenlehrer (84)
- 26. Juli: Christian Stadelmann, deutscher Geiger (60)
- 27. Juli: Johann Kresnik, österreichischer Tänzer, Choreograf und Theaterregisseur (79)
- 28. Juli: Jan Buchwald, deutscher Opernsänger (45)
- 29. Juli: Jürgen Gronholz, deutscher Pop-Musiker (63)
- 29. Juli: Ras G., US-amerikanischer Diskjockey und Produzent (39)
- 31. Juli: Skip Beckwith, kanadischer Jazzmusiker (79)
- 31. Juli: Barrington Pheloung, australischer Komponist (65)
- 31. Juli: Harold Prince, US-amerikanischer Musicalregisseur und -produzent (91)

### August
- 01. August: Dacia Bridges, US-amerikanische Sängerin (46)
- 01. August: Ian Gibbons, britischer Musiker (67)
- 01. August: Heinz Walter, österreichischer Komponist und Klavierpädagoge (90)
- 02. August: Raymonde Martin, kanadische Cellistin (96)
- 03. August: Henri Belolo, französischer Musikproduzent (82)
- 03. August: Paul Steinmeyer, deutscher Orgelbauer (85)
- 04. August: Willi Tokarew, russischer Musiker (84)

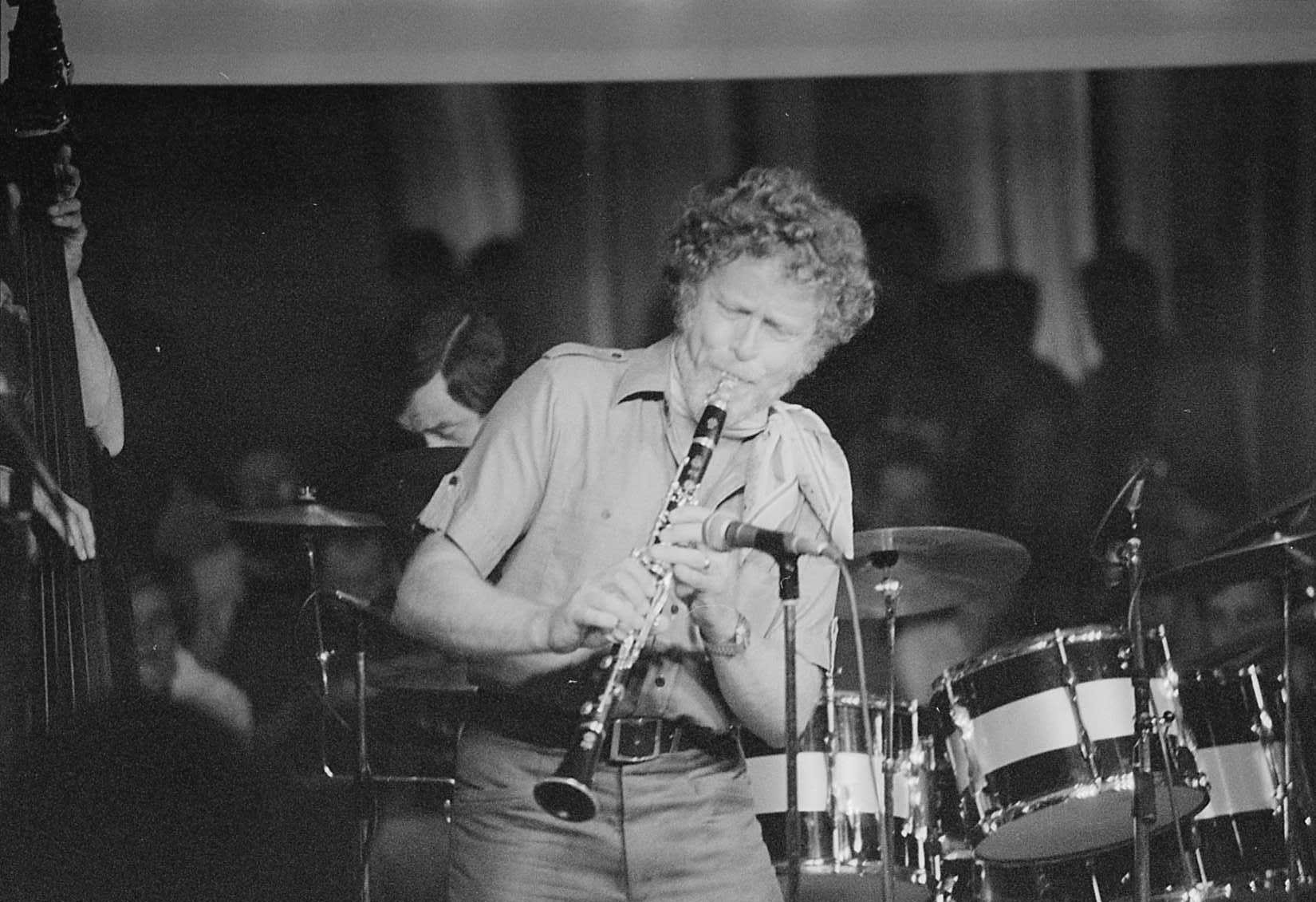
Bob Wilber; † 4. August

- 04. August: Bob Wilber, US-amerikanischer Jazzmusiker (91)
- 06. August: Danny Doyle, irischer Folk-Musiker (≈79)
- 06. August: Julai Tan, singapurischer Jazzmusiker (94)

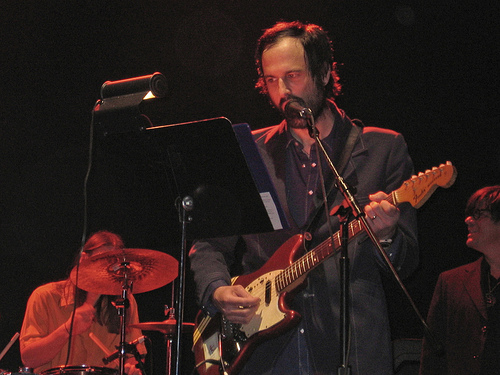
David Berman; † 7. August

- 07. August: David Berman, US-amerikanischer Rockmusiker, Dichter und Comiczeichner (52)
- 09. August: Claudio Taddei, uruguayisch-schweizerischer Rocksänger, Komponist und bildender Künstler (52)
- 11. August: Jim Cullum junior, US-amerikanischer Jazz-Kornettist und Bandleader (77)

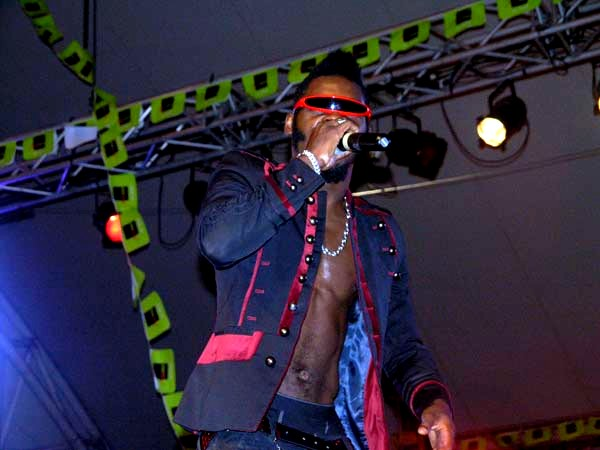
DJ Arafat; † 12. August

- 12. August: DJ Arafat, ivorischer Musiker (33)
- 14. August: Miguel Aguilar Ahumada, chilenischer Komponist und Musikpädagoge (88)
- 14. August: Ivo Malec, französischer Komponist (94)
- 15. August: Peter Brown, US-amerikanischer Cellist und Hochschullehrer (86)
- 15. August: Turk Mauro, US-amerikanischer Jazz-Saxophonist (75)
- 16. August: Andreas Baumann, deutscher Opernregisseur (70)
- 16. August: Irma Holder, deutsche Liedtexterin (93)
- 18. August: Helmuth Froschauer, österreichischer Dirigent und Chorleiter (85)
- 19. August: James R. Alexander, US-amerikanischer Tonmeister (88)
- 19. August: Sonny Hennig, deutscher Rockmusiker und Moderator (73)
- 19. August: Mohammed Zahur Khayyam, indischer Filmmusikkomponist (92)

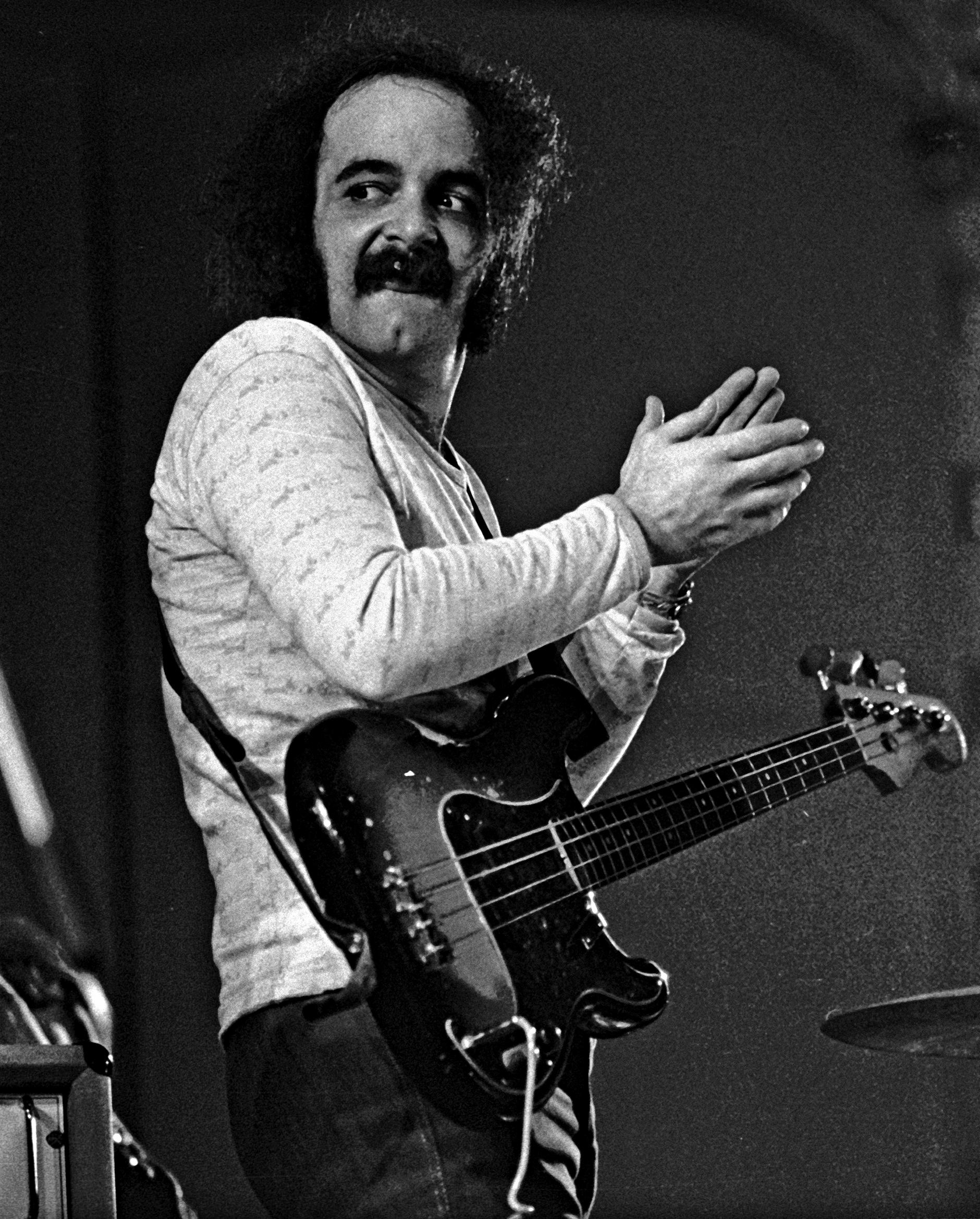
Larry Taylor; 19. August

- 19. August: Larry Taylor, US-amerikanischer Bassist (77)
- 20. August: Connie Lester, US-amerikanischer Jazzmusiker (88)
- 22. August: Hubert Arnold, US-amerikanischer Jazzmusiker (74)
- 22. August: Jochen Pützenbacher, deutscher Hörfunkmoderator (80)
- 23. August: Mario Davidovsky, argentinischer Komponist (85)
- 23. August: Shirley Hart, britische Sängerin und Songwriterin (86)
- 23. August: Gretl Komposch, österreichische Komponistin und Chorleiterin (96)
- 24. August: Lutz-Michael Harder, deutscher Opernsänger (76)
- 25. August: Herbert Beattie, US-amerikanischer Opernsänger (93)
- 25. August: Clora Bryant, US-amerikanische Jazztrompeterin (92)
- 25. August: Jonathan Goldstein, britischer Komponist (50)
- 25. August: Anne Grete Preus, norwegische Sängerin und Songwriterin (62)
- 25. August: Lucie Robert-Diessel, französische Komponistin und Pianistin (82)
- 26. August: Neal Casal, US-amerikanischer Rockmusiker (50)
- 26. August: Hans Mittermüller, deutscher Off-, Hörspiel- und Werbesprecher sowie Jazzmusiker (75)
- 26. August: Franz Wall, österreichischer Violinist (90)
- 27. August: Donnie Fritts, US-amerikanischer Country-Musiker und -Songwriter (76)
- 27. August: Keiko Nosaka, japanische Musikerin (81)
- 28. August: Nancy Holloway, US-amerikanische Sängerin (86)
- 28. August: Charly Maucher, deutscher Rockmusiker (72)
- 29. August: Celia Mur, spanische Jazz-Sängerin und -Komponistin (49)
- 30. August: George Balint, rumänischer Komponist, Pianist und Dirigent (58)
- 30. August: Tom Pletcher, US-amerikanischer Jazzmusiker (83)
- 31. August: Wim Statius Muller, niederländischer Komponist (89)

### September
- 01. September: Adiss Harmandian, libanesisch-armenischer Popsänger, Songwriter und Komponist (74)
- 01. September: Joana Sainz García, spanische Sängerin und Tänzerin (30)
- 01. September: Gagik Howunz, armenisch-sowjetischer Komponist und Pädagoge (89)
- 01. September: Lew Williams, US-amerikanischer Rockabilly-Sänger (85)
- 01. September: Edo Zanki, deutscher Musiker und Musikproduzent (66)

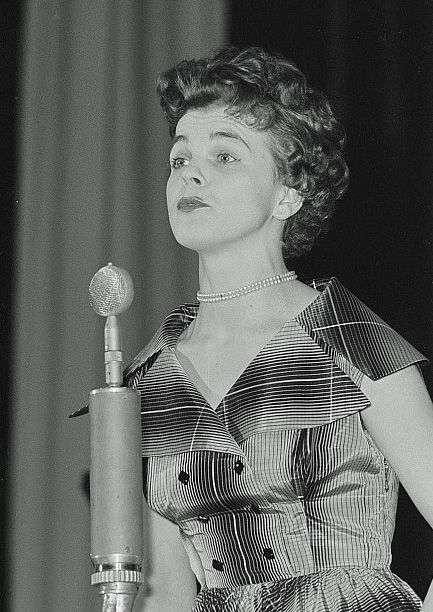
Brigitte Rabald; † 2. September

- 02. September: Brigitte Rabald, deutsche Schlagersängerin (85)
- 03. September: LaShawn Daniels, US-amerikanischer Songwriter und Musikproduzent (41)
- 03. September: Elton Medeiros, brasilianischer Samba-Sänger, -Komponist und Radiomoderator (89)
- 03. September: Eivin Sannes, norwegischer Jazz-Pianist und Organist (81)
- 03. September: Rita Steblin, kanadische Musikwissenschaftlerin (68)
- 04. September: Kylie Rae Harris, US-amerikanische Countrysängerin (30)
- 05. September: Jimmy Johnson, US-amerikanischer Gitarrist (76)
- 05. September: Iñigo Muguruza, spanischer Rockmusiker und -produzent (54)
- 06. September: Greg Kogan, US-amerikanischer Jazzmusiker (72)
- 06. September: Manfred Scheffner, deutscher Diskograf und Musikproduzent (79)
- 07. September: Roger Boutry, französischer Komponist, Dirigent und Pianist (87)
- 08. September: Werner Benz, deutscher Kirchenmusikdirektor und Landesposaunenwart (84)
- 08. September: Camilo Sesto, spanischer Sänger, Schauspieler, Musikproduzent und Komponist (72)
- 09. September: Lavrentis Machairitsas, griechischer Sänger und Komponist (62)
- 10. September: William „Bill“ Evans, US-amerikanischer Jazzmusiker (83)
- 10. September: Kurt Hofbauer, österreichischer Musikpädagoge (90)

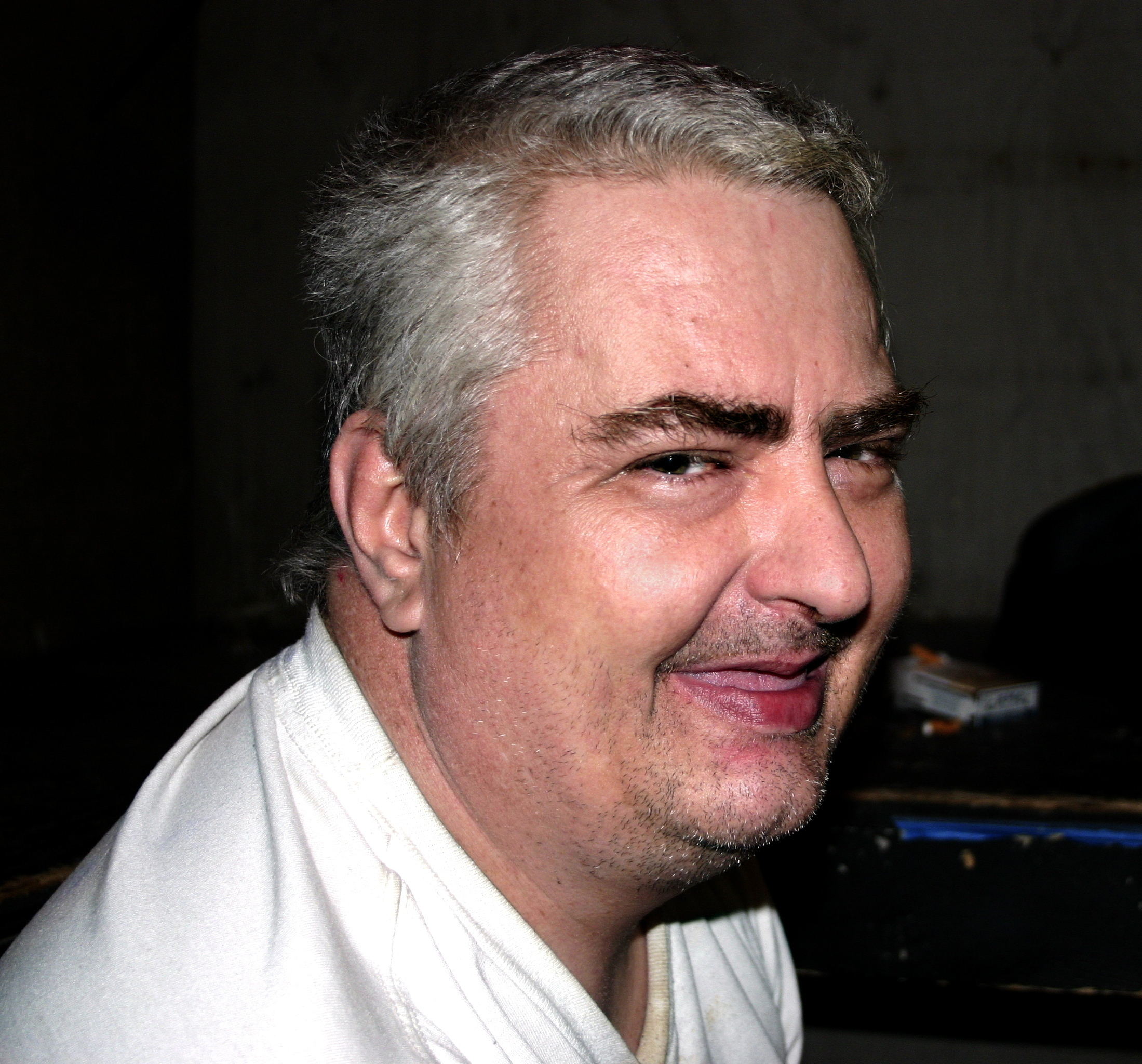
Daniel Johnston; † 10. September

- 10. September: Daniel Johnston, US-amerikanischer Sänger, Musiker und Künstler (58)
- 10. September: Hossam Ramzy, ägyptischer Perkussionist und Musikproduzent (65)
- 10. September: Torsten Schmidt, deutscher Rocksänger (72)
- 12. September: Bruce Yaw, US-amerikanischer Fusionmusiker (73)
- 13. September: Fabio Giongo, italienischer Opernsänger (91)
- 13. September: Eddie Money, US-amerikanischer Rocksänger (70)
- 14. September: Michael Berg, deutscher Cellist, Dirigent, Musikpädagoge und Musikwissenschaftler (80)
- 14. September: Erik Oña, argentinischer Komponist, Dirigent und Musikpädagoge (57)

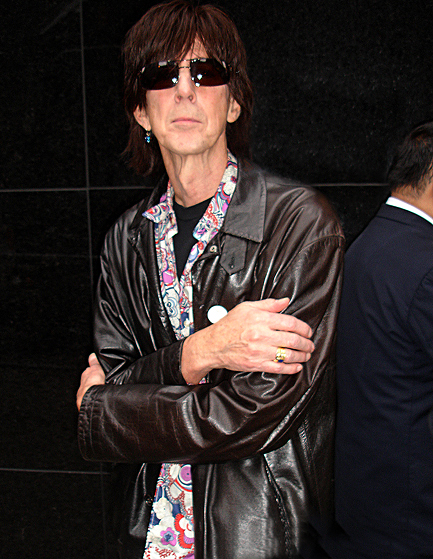
Ric Ocasek; † 15. September

- 15. September: Ric Ocasek, US-amerikanischer Musiker (75)
- 16. September: John Cohen, US-amerikanischer Folk-Musiker, Filmemacher und Musikwissenschaftler (87)
- 16. September: Péter Gallai, ungarischer Musiker (65)
- 16. September: Vic Vogel, kanadischer Jazzmusiker, Arrangeur, Komponist und Bandleader (84)
- 17. September: Harold Mabern, US-amerikanischer Jazzpianist (83)
- 17. September: Dina Ugorskaja, deutsche Pianistin (46)
- 17. September: Daniel Wayenberg, niederländischer Pianist und Komponist (89)
- 18. September: Lidija Walerianowna Aksjonowa, sowjetische und moldawische Dirigentin, Pädagogin, Theoretikerin der Dirigierkunst und Musikautorin (96)
- 18. September: Tony Mills, britischer Sänger (57)
- 18. September: Werner Sindemann, deutscher Opernsänger (86)
- 19. September: Jean Artur Becker, deutscher Karnevalist (87)
- 19. September: Irina Petrowna Bogatschowa, russische Opernsängerin (80)
- 19. September: Sandie Jones, irische Sängerin (68)
- 19. September: María Rivas, venezolanische Sängerin und Komponistin (59)
- 19. September: Larry Wallis, britischer Gitarrist, Songwriter und Musikproduzent (70)
- 20. September: Marçal Cervera, spanischer Cellist (91)
- 21. September: Leigh Harris, US-amerikanische Sängerin (65)
- 21. September: Anda Kûitse, grönländischer Trommeltänzer (68)
- 21. September: Christopher Rouse, US-amerikanischer Komponist (70)
- 22. September: George Fortune, US-amerikanischer Opernsänger (87)
- 23. September: Richard Brunelle, US-amerikanischer Gitarrist (55)
- 23. September: James John DeSalvo, US-amerikanischer Musikproduzent und Komponist (53)

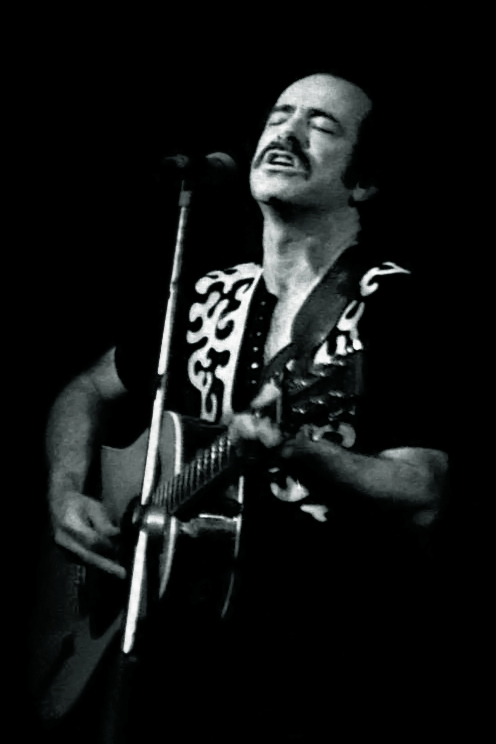
Robert Hunter; † 23. September

- 23. September: Robert Hunter, US-amerikanischer Lyriker, Poet und Singer-Songwriter (78)
- 23. September: Bob Kaye, US-amerikanischer Jazzmusiker (74)
- 24. September: Andreas Holschneider, deutscher Musikhistoriker (88)
- 25. September: Paul Badura-Skoda, österreichischer Pianist, Klavierpädagoge, Musikschriftsteller und Herausgeber (91)
- 25. September: Richard Wyands, US-amerikanischer Jazzpianist (91)
- 26. September: Myron Bloom, US-amerikanischer Hornist (93)
- 26. September: Francisco Casanova, dominikanischer Opernsänger (61)
- 26. September: Malwine Moeller, deutsche Opernsängerin und Schauspielerin (95)
- 26. September: Reinhard G. Pauly, deutsch-US-amerikanischer Musikwissenschaftler und Geiger (99)
- 26. September: Martin Wesley-Smith, australischer Komponist (74)
- 27. September: Herbert Martin, US-amerikanischer Songwriter (≈93)
- 27. September: Jimmy Spicer, US-amerikanischer Rapper (61)
- 28. September: José José, mexikanischer Sänger (71)
- 29. September: Busbee, US-amerikanischer Songwriter und Musikproduzent (43)
- 29. September: Rudolf Stephan, deutscher Musikwissenschaftler (94)
- 29. September: Larry Willis, US-amerikanischer Jazzpianist (76)
- 30. September: Gianni Lenoci, italienischer Jazzpianist (56)

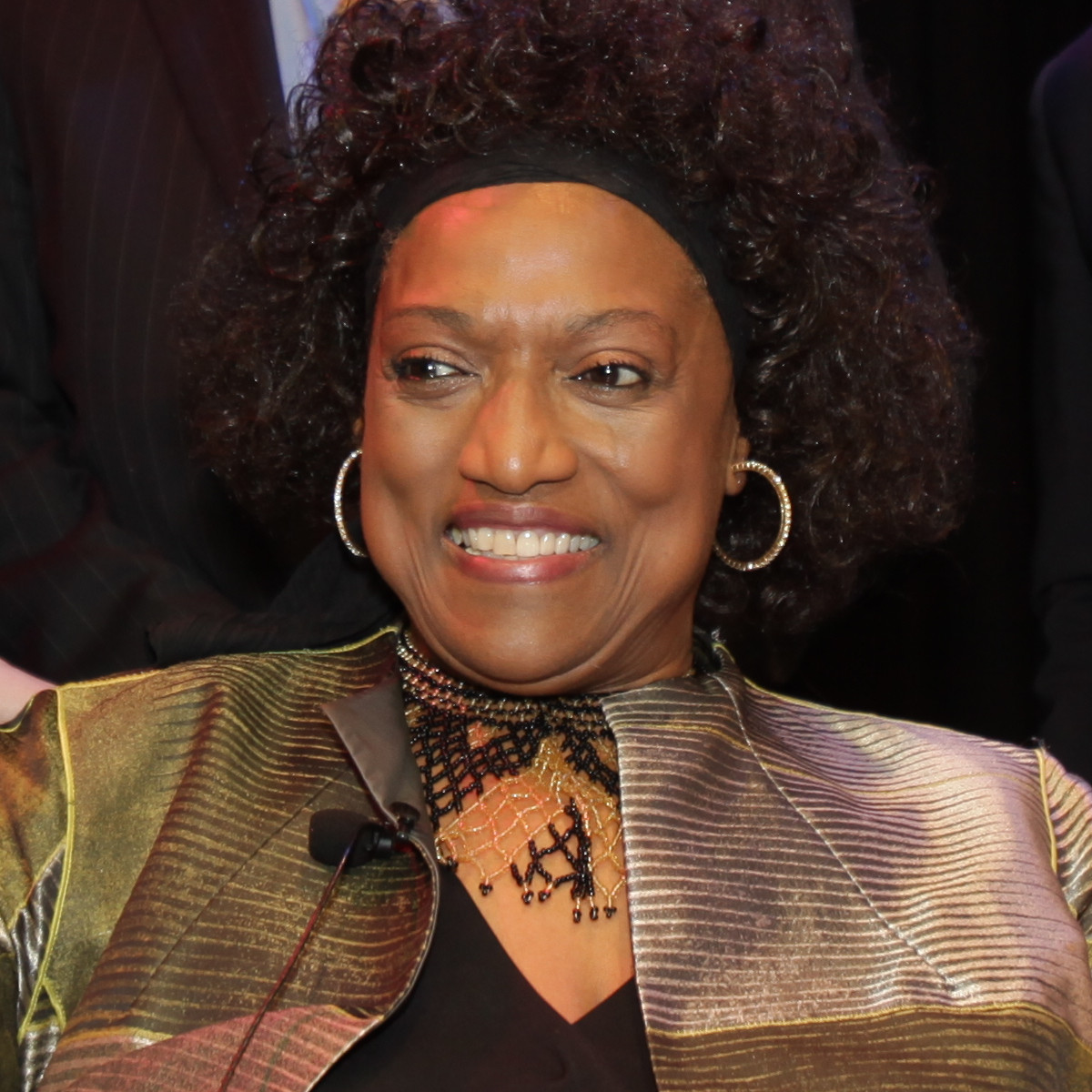
Jessye Norman; † 30. September

- 30. September: Jessye Norman, US-amerikanische Sängerin (74)
- 30. September: Christoph Oeding, deutscher Jazzmusiker (60)
- 30. September: Ronnie Peterson, deutsch-US-amerikanisch-israelischer Bluesmusiker (62)
- 00. September: José Anahory, portugiesischer Jazz- und Pop-Schlagzeuger (28)
- 00. September: Jerry Šenfluk, tschechischer Jazzmusiker (73)

### Oktober

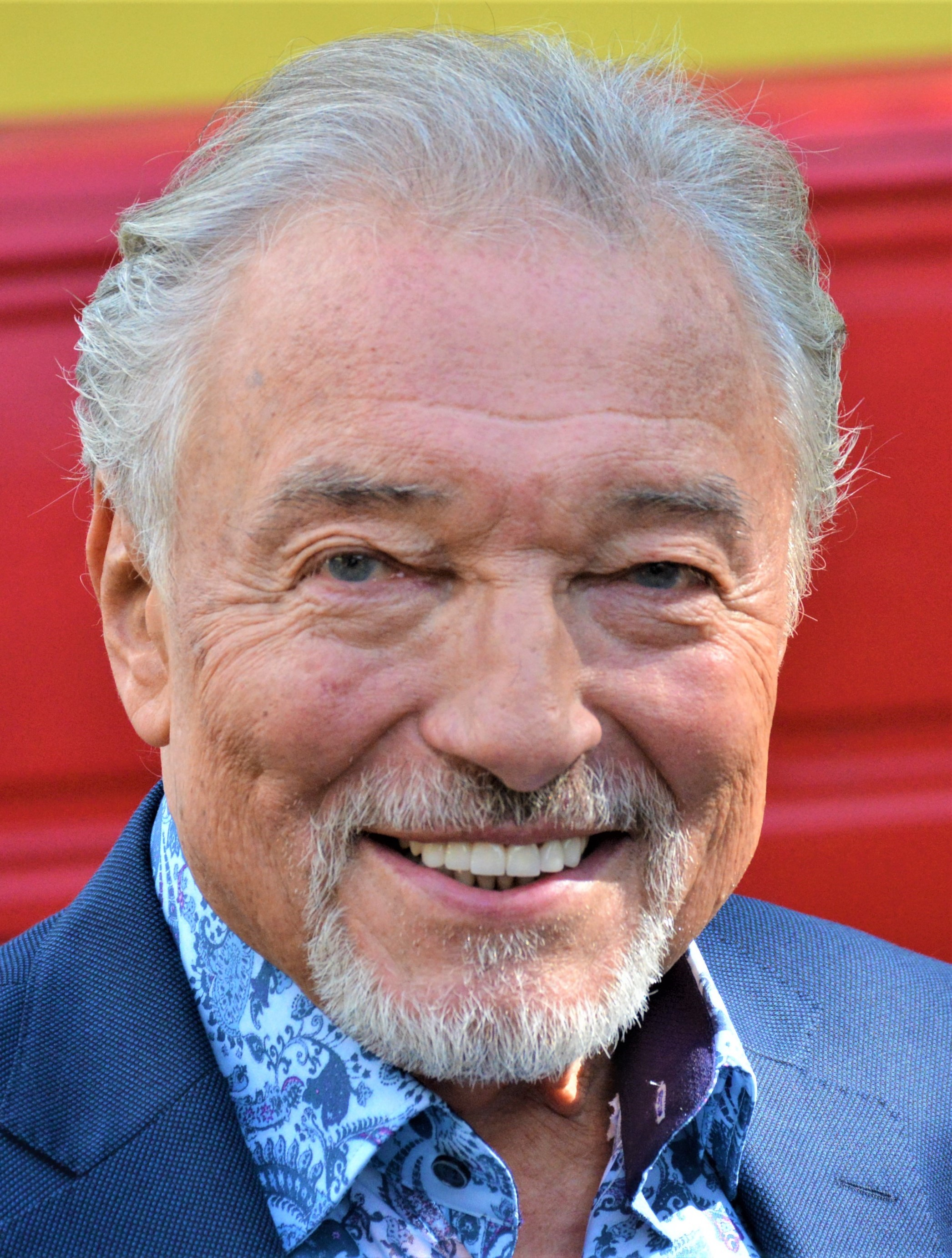
Karel Gott; † 1. Oktober

- 01. Oktober: Karel Gott, tschechischer Sänger (80)
- 01. Oktober: Barrie Masters, britischer Sänger (63)
- 01. Oktober: Beverly Watkins, US-amerikanische Blues-Gitarristin (80)
- 02. Oktober: Bill Folwell, US-amerikanischer Rock- und Jazzmusiker (80)
- 02. Oktober: Julie Gibson, US-amerikanische Schauspielerin und Sängerin (106)
- 02. Oktober: Gija Kantscheli, georgischer Komponist (84)
- 02. Oktober: Kim Shattuck, US-amerikanische Sängerin (56)
- 02. Oktober: Morten Stützer, dänischer Musiker (57)
- 03. Oktober: João Bá, brasilianischer Sänger, Komponist und Dichter (87)

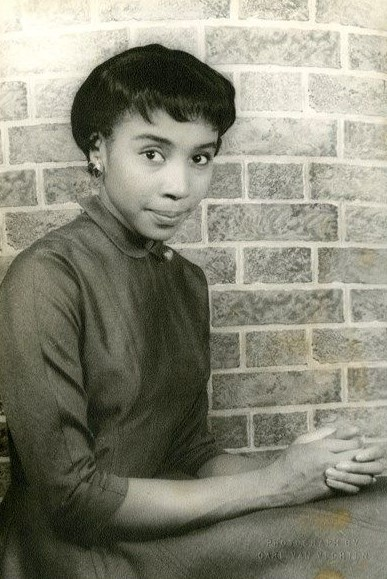
Diahann Carroll; † 4. Oktober

- 04. Oktober: Diahann Carroll, US-amerikanische Schauspielerin und Sängerin (84)
- 04. Oktober: Hugo Heredia, argentinischer Jazzmusiker (84)
- 04. Oktober: Ray Swinfield, australischer Jazzmusiker (79)
- 05. Oktober: Marcello Giordani, italienischer Opernsänger (56)
- 05. Oktober: Larry Junstrom, US-amerikanischer Bassist (70)
- 05. Oktober: Herbert Spitzenberger, deutscher Pianist (92)

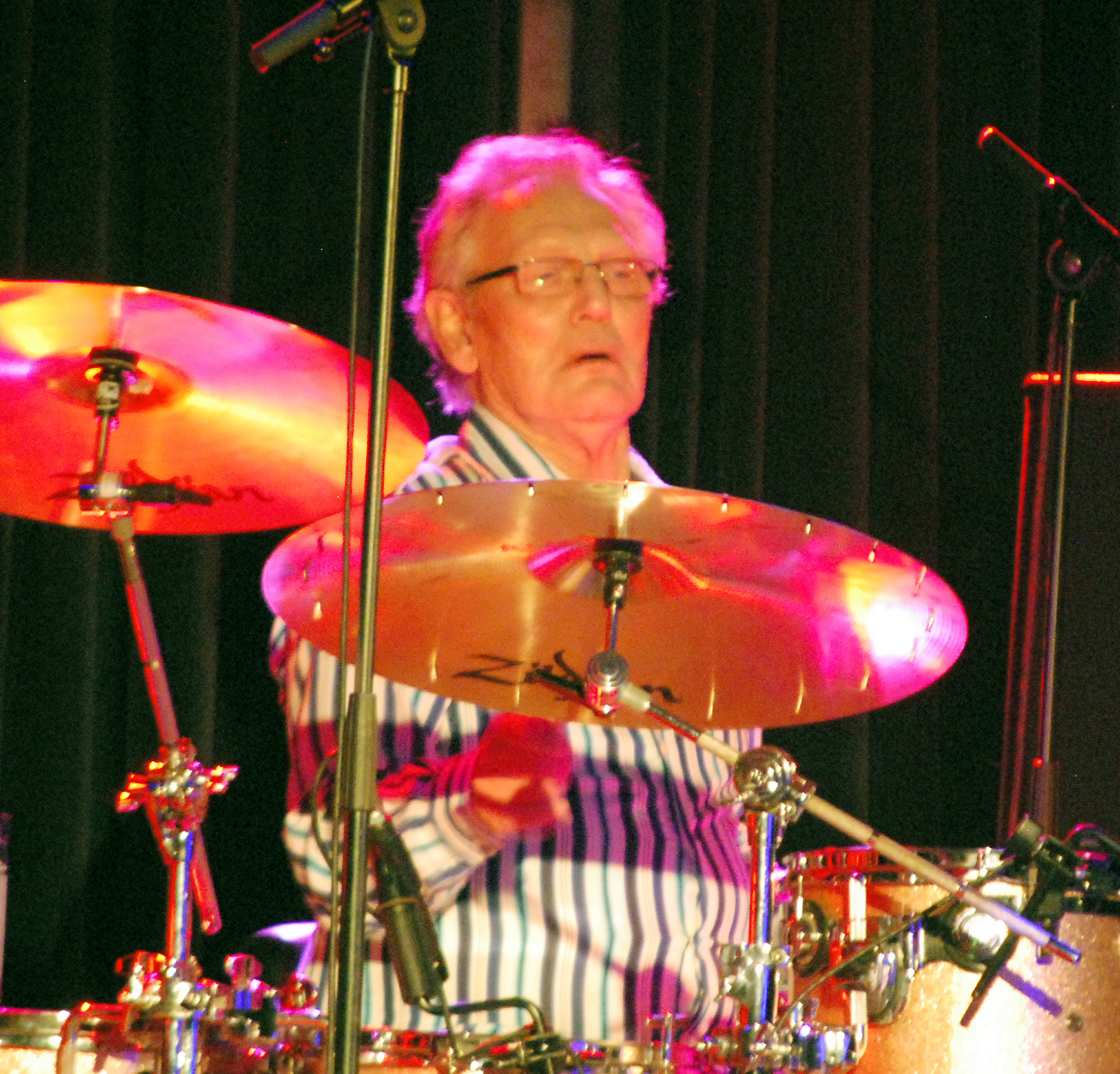
Ginger Baker; † 6. Oktober

- 06. Oktober: Ginger Baker, britischer Schlagzeuger (80)
- 06. Oktober: Martin Lauer, deutscher Leichtathlet und Schlagersänger (82)
- 08. Oktober: Molly Duncan, britischer Saxophonist (74)
- 10. Oktober: Aleksandar Đokić, jugoslawischer Opernsänger (85)
- 10. Oktober: Thomas Lück, deutscher Schlagersänger und Schauspieler (76)
- 10. Oktober: Erika Wien, österreichische Opernsängerin und Schauspielerin (91)
- 11. Oktober: Paul Bischoff, deutscher Komponist, Liedermacher und Chorleiter (84)
- 11. Oktober: Kadri Gopalnath, indischer Saxophonist (69)
- 11. Oktober: Sigrun Kiesewetter, deutsche Sängerin und Schriftstellerin (≈78)
- 12. Oktober: Jack Flanagan, US-amerikanischer Gitarrist (?)
- 12. Oktober: Milcho Leviev, bulgarisch-US-amerikanischer Jazzmusiker und Arrangeur (81)
- 12. Oktober: Alphonso Williams, US-amerikanischer Sänger (57)
- 14. Oktober: Leyna Gabriele, US-amerikanische Opernsängerin (95)
- 15. Oktober: Hossein Dehlavi, iranischer Musiker, Komponist und Dirigent (92)
- 16. Oktober: Gene Jefferson, US-amerikanischer Jazzmusiker (88)
- 16. Oktober: Kees Olthuis, niederländischer Fagottist, Pianist und Komponist (78)

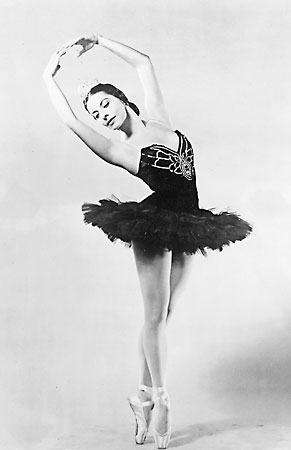
Alicia Alonso; † 17. Oktober

- 17. Oktober: Alicia Alonso, kubanische Tänzerin und Choreografin (98)
- 17. Oktober: Franz Jauch, Schweizer Radiomoderator (64)
- 17. Oktober: Márta Kurtág, ungarische Pianistin (92)
- 17. Oktober: Victor Mojica, US-amerikanischer Schauspieler und Sänger (86)
- 17. Oktober: Javier „Furia“ Pérez Grueso, spanischer Musiker und Schauspieler (63)
- 17. Oktober: Ray Santos, US-amerikanischer Jazzmusiker (90)
- 19. Oktober: Vitillo Ábalos, argentinischer Musiker (97)
- 20. Oktober: Romy Kalb-Gundermann, deutsche Sopranistin (85)
- 20. Oktober: Nick Tosches, US-amerikanischer Musikautor und Biograf (69)
- 21. Oktober: Peter Hobbs, australischer Musiker (58)
- 21. Oktober: Josef Maria Horváth, österreichischer Komponist und Pianist (88)
- 22. Oktober: John Jaider Fuentes Ramos, kolumbianischer Folkloremusiker (42)
- 22. Oktober: Raymond Leppard, britischer Dirigent, Komponist und Cembalist (92)
- 22. Oktober: George Masso, US-amerikanischer Jazzposaunist (92)
- 22. Oktober: H. Colin Slim, kanadischer Musikwissenschaftler (90)
- 22. Oktober: Ramon Zupko, US-amerikanischer Komponist (86)
- 23. Oktober: Stefan Amzoll, deutscher Musikwissenschaftler, Autor und Publizist (76)
- 23. Oktober: Gerhard Eßbach, deutscher Posaunist (77)
- 23. Oktober: Rolando Panerai, italienischer Opernsänger (95)
- 23. Oktober: Hansheinz Schneeberger, Schweizer Violinist (93)
- 23. Oktober: Hans Zender, deutscher Dirigent und Komponist (82)
- 24. Oktober: Walter Franco, brasilianischer Sänger und Komponist (74)
- 25. Oktober: Chou Wen-chung, chinesisch-US-amerikanischer Komponist (96)
- 26. Oktober: Paul Barrère, US-amerikanischer Rockgitarrist und -sänger (71)
- 26. Oktober: Gerhard Croll, deutsch-österreichischer Musikwissenschaftler (92)
- 25. Oktober: Joe Sun, US-amerikanischer Countrymusiker (75)
- 28. Oktober: Giuliana Castellani, Schweizer Opernsängerin (40)
- 28. Oktober: Jitka Šuranská, tschechische Geigerin und Sängerin (41)
- 28. Oktober: Jutta Zoff, deutsche Multiinstrumentalistin (91)
- 30. Oktober: Barbara Sutton Curtis, US-amerikanische Jazzpianistin (89)
- 30. Oktober: Krzysztof Wiernicki, polnischer Musik- und Kulturwissenschaftler, Journalist, Autor (72)
- 31. Oktober: Gerry Teekens, niederländischer Musikproduzent (83)
- 00. Oktober: Dieter Hoff, deutscher Musiker, Komponist, Musik-Produzent, Verleger und Texter (66)
- 00. Oktober: Sulli, südkoreanische Sängerin und Schauspielerin (25)

### November
- 01. November: Pierre Gabaye, französischer Komponist (89)
- 02. November: Atilla Engin, türkischer Schlagzeuger (73)

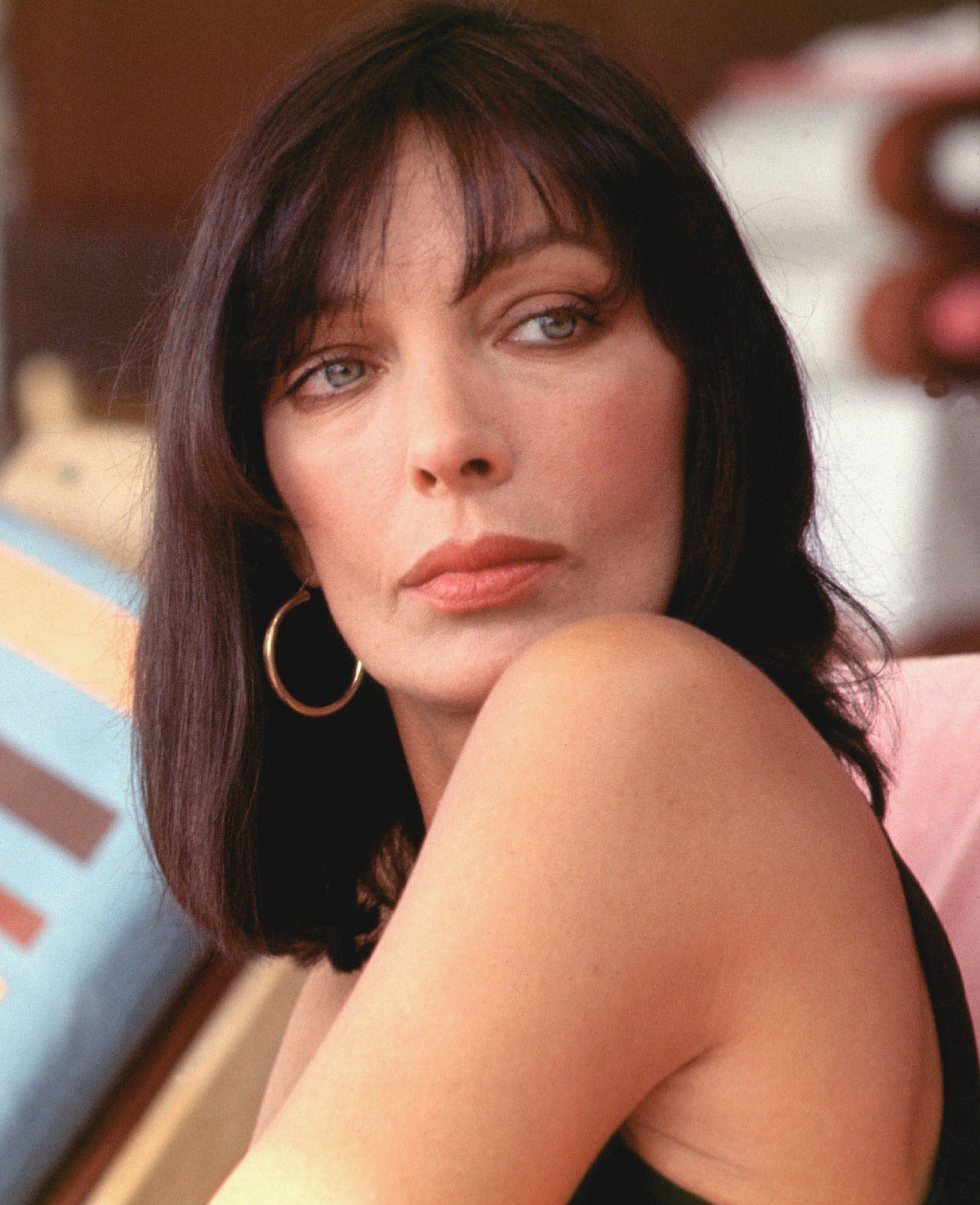
Marie Laforêt; † 2. November

- 02. November: Marie Laforêt, französisch-schweizerische Sängerin und Schauspielerin (80)
- 02. November: Barbara Spieß, deutsche Sängerin und Gesangspädagogin (57)
- 03. November: Friedemann Layer, österreichischer Dirigent (78)
- 04. November: Vaughn Benjamin, antiguanischer Reggae-Sänger (50)
- 04. November: Timi Hansen, dänischer Bassist (61)
- 04. November: Audrey Motaung, deutsch-südafrikanische Musikerin (67)
- 05. November: Jan Erik Kongshaug, norwegischer Toningenieur und Jazzgitarrist (75)
- 05. November: Gustav Arne Kramer, norwegischer Drehbuchautor, Jazzautor und Hörfunkmoderator (85)
- 06. November: Walter Hedemann, deutscher Liedermacher und Kabarettist (87)
- 06. November: Teddy Martin, französischer Jazzmusiker (Schlagzeug, Geige) (96)
- 08. November: Fred Bongusto, italienischer Sänger und Komponist (84)
- 08. November: Jackie Moore, US-amerikanische Soul- und Disco-Sängerin (73)
- 09. November: Elio Boncompagni, italienischer Dirigent und Orchesterleiter (86)
- 09. November: Claus Haake, deutscher Musikwissenschaftler (90)
- 09. November: Bob Szajner, US-amerikanischer Jazzpianist (81)
- 09. November: Mayra Caridad Valdés, kubanische Sängerin (63)
- 10. November: Werner Andreas Albert, deutscher Dirigent (84)
- 10. November: Jan Byrczek, polnisch-amerikanischer Jazzmusiker, Verleger und Autor (83)
- 10. November: Heinz Roy, deutscher Komponist (91)
- 11. November: Bad Azz, US-amerikanischer Rapper (43)
- 11. November: Lisa Kindred, US-amerikanische Folk- und Bluessängerin (79)
- 12. November: Zoran Hristić, jugoslawischer bzw. serbischer Komponist (81)
- 12. November: Meg Myles, US-amerikanische Schauspielerin, Sängerin und Pin-up-Girl (84)
- 13. November: Djaduk Ferianto, indonesischer Schauspieler, Regisseur und Musiker (55)
- 14. November: Ernst Fern, deutscher Tanzlehrer (85)
- 14. November: Mary Ann Topper, US-amerikanische Musikmanagerin (79)
- 14. November: Alain Weber, französischer Komponist (88)
- 15. November: Josef Hála, tschechischer Pianist, Cembalist und Musikpädagoge (91)
- 16. November: Tony Speranza, US-amerikanischer Jazzmusiker (49)
- 18. November: Argentina Santos, portugiesische Fadosängerin (95)
- 19. November: Johannes Baumann, deutscher Kirchenmusikdirektor (94)
- 19. November: José Mário Branco, portugiesischer Musiker, Produzent und Komponist (77)
- 19. November: Roc LaRue, US-amerikanischer Musiker (80)
- 20. November: Doug Lubahn, US-amerikanischer Rock- und Jazzbassist (71)
- 21. November: Robert Christian Bachmann, Schweizer Dirigent, Komponist und Verleger (75)
- 21. November: Cecilia Seghizzi, italienische Komponistin (111)

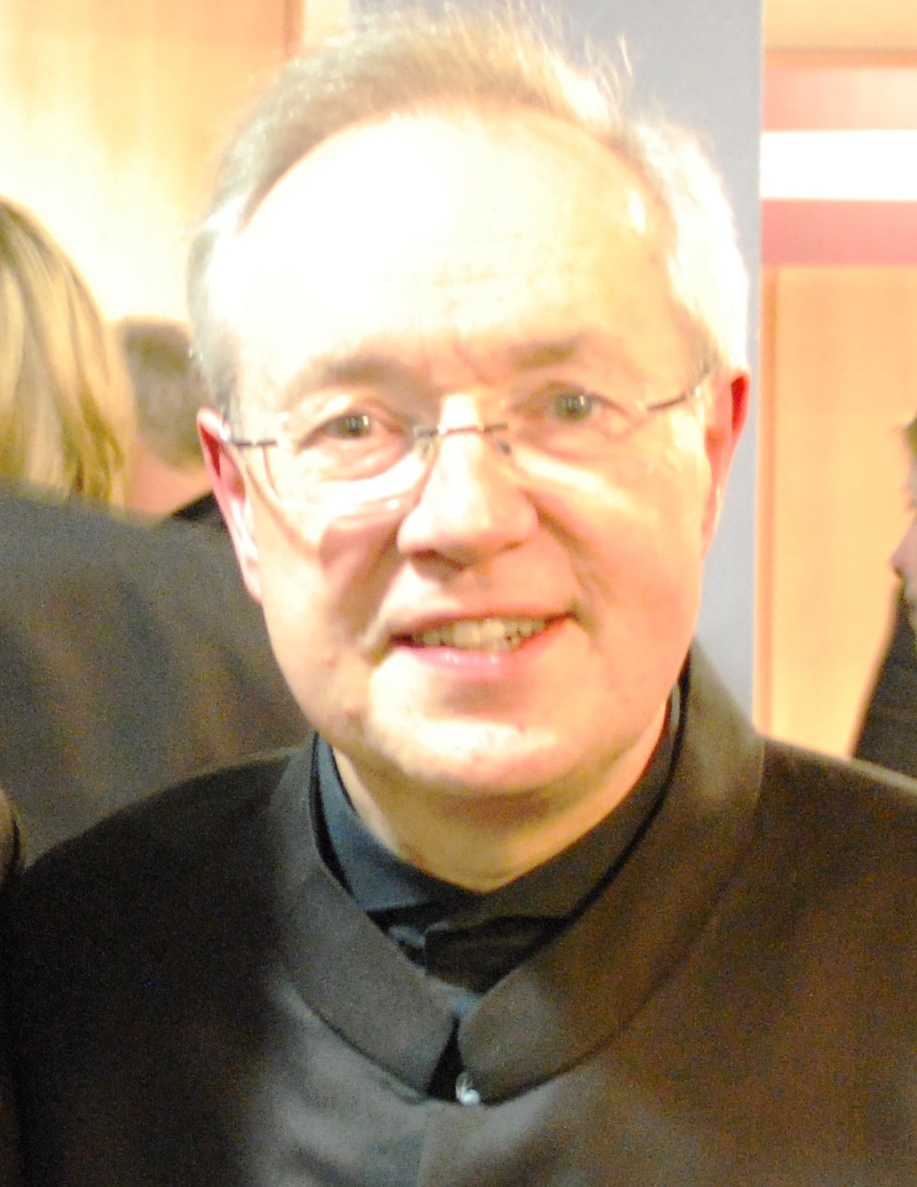
Stephen Cleobury; † 22. November

- 22. November: Stephen Cleobury, britischer Chorleiter (70)
- 22. November: Eddie Duran, US-amerikanischer Jazzgitarrist (94)
- 22. November: Martin Geck, deutscher Musikwissenschaftler (83)
- 22. November: Tomás Loiseau, argentinischer Punksänger und -gitarrist (43)
- 22. November: Eduardo Nascimento, angolanischer Sänger (76)
- 22. November: Hans Rudolf Zeller, deutscher Musikwissenschaftler (85)
- 24. November: Joachim Angerer, österreichischer Geistlicher und Musikwissenschaftler (85)

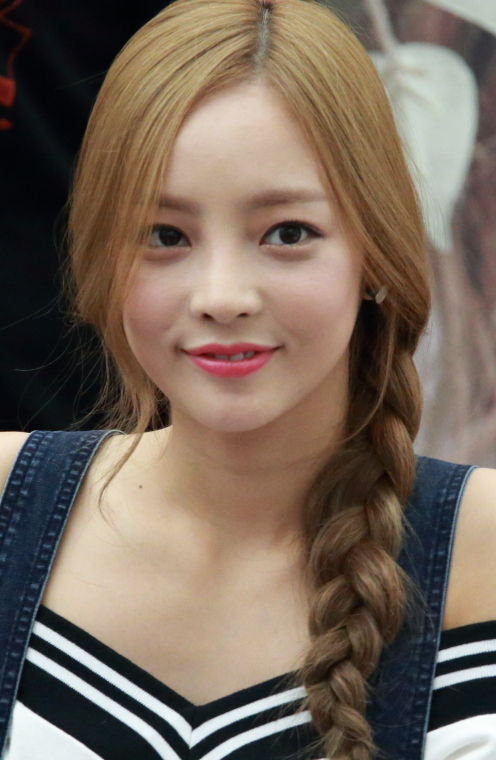
Gu Hara; † 24. November

- 24. November: Gu Hara, südkoreanische Popsängerin (28)
- 24. November: Daniel Heartz, US-amerikanischer Musikwissenschaftler (91)
- 24. November: Colin Mawby, britischer Organist, Chorleiter und Komponist (83)
- 24. November: Juan Orrego-Salas, chilenischer Komponist und Musikpädagoge (100)
- 24. November: Pepe Parra, ecuadorianischer Sänger (74)
- 25. November: Zé Galdino, brasilianischer Sänger und Dichter (69)
- 25. November: Nonito Pereira, spanischer Musikjournalist, -produzent und -förderer (76)
- 25. November: Andy Scherrer, Schweizer Jazz-Saxofonist und -Pianist (73)
- 25. November: Iain Sutherland, britischer Musiker (71)
- 25. November: Roy Willox, britischer Jazzmusiker (90)
- 26. November: Alberto „El Original“ Cortez, peruanischer Sänger (90)
- 26. November: Rudy Grayzell, US-amerikanischer Rockabilly-Musiker (86)

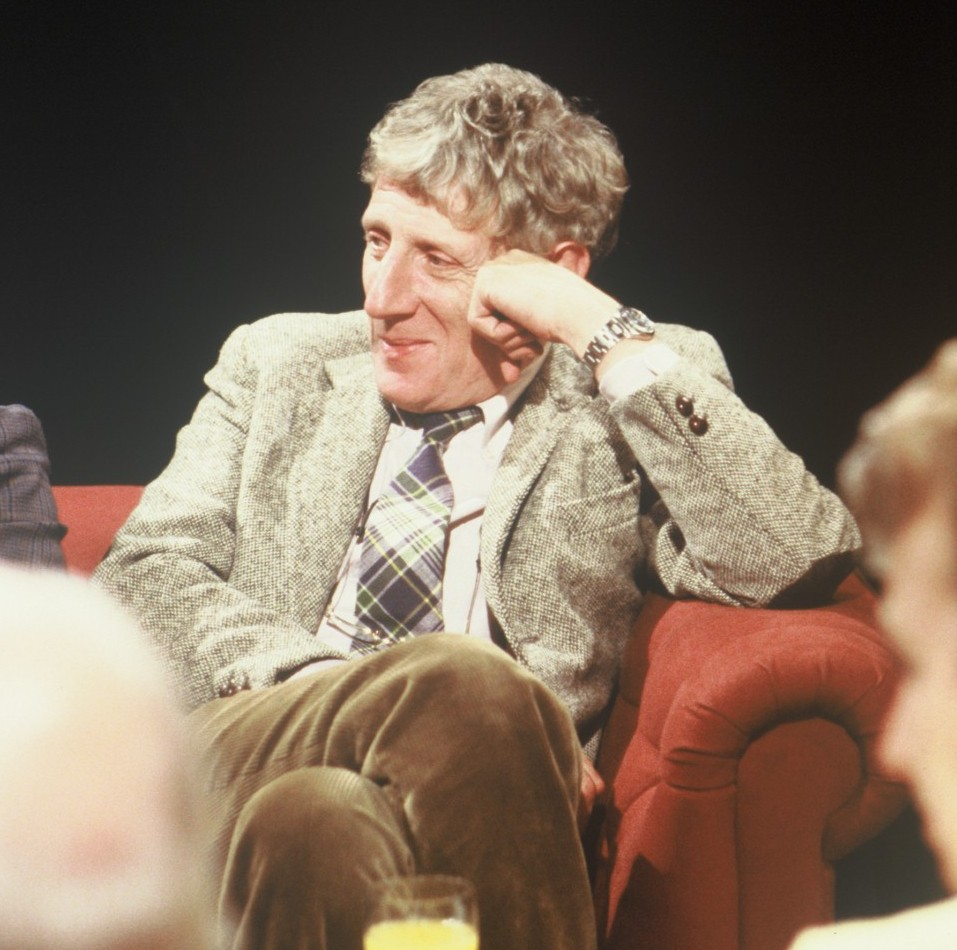
Jonathan Miller; † 27. November

- 27. November: Jonathan Miller, britischer Theater- und Opernregisseur sowie Autor (85)
- 28. November: Juan Chabaya Lampe, arubanischer Komponist, Musiker und Dichter (99)
- 29. November: Ruth Anderson, US-amerikanische Komponistin (91)
- 29. November: Lord Burgess, US-amerikanischer Komponist (95)
- 29. November: Armando Gatto, italienischer Pianist und Dirigent (90)
- 29. November: Buddy Terry, US-amerikanischer Jazzmusiker (78)

### Dezember
- 01. Dezember: Matthew Chipchase, britischer Sänger und Gitarrist (35)
- 01. Dezember: Mariss Jansons, lettischer Dirigent (76)
- 01. Dezember: Marcus Schloussen, deutscher Rockbassist (65)
- 02. Dezember: Jacques Morgantini, französischer Aufnahmeleiter, Promoter und Musikhistoriker (95)
- 02. Dezember: Hans Pfeifer, deutscher Klarinettist (85)
- 02. Dezember: Andrew „Greedy“ Smith, australischer Musiker und Sänger (63)

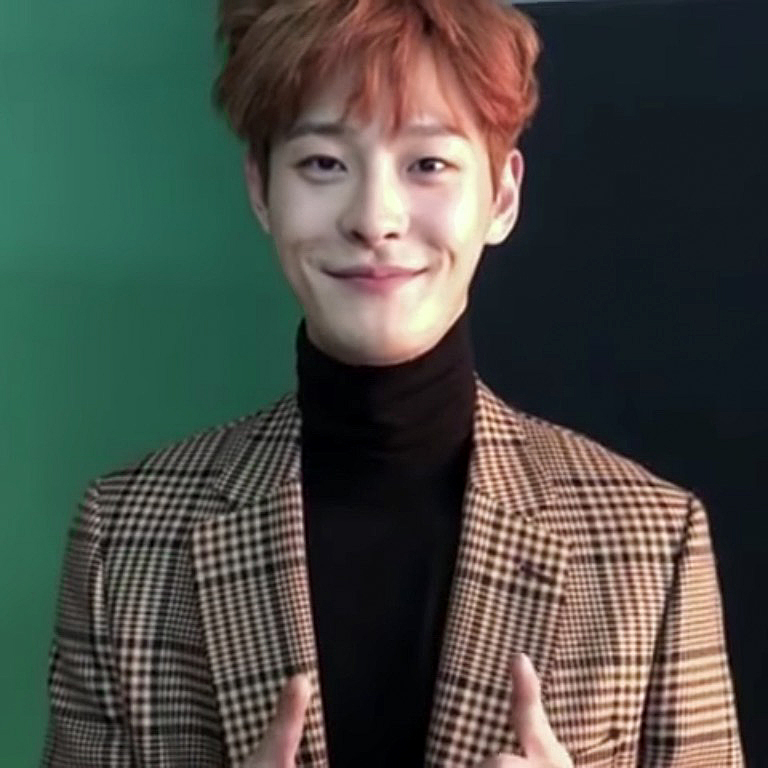
Cha In-ha; † 3. Dezember

- 03. Dezember: Cha In-ha, südkoreanischer Schauspieler und Popsänger (27)
- 03. Dezember: Hans Thomas, deutscher Jazzmusiker und Musikredakteur (82)

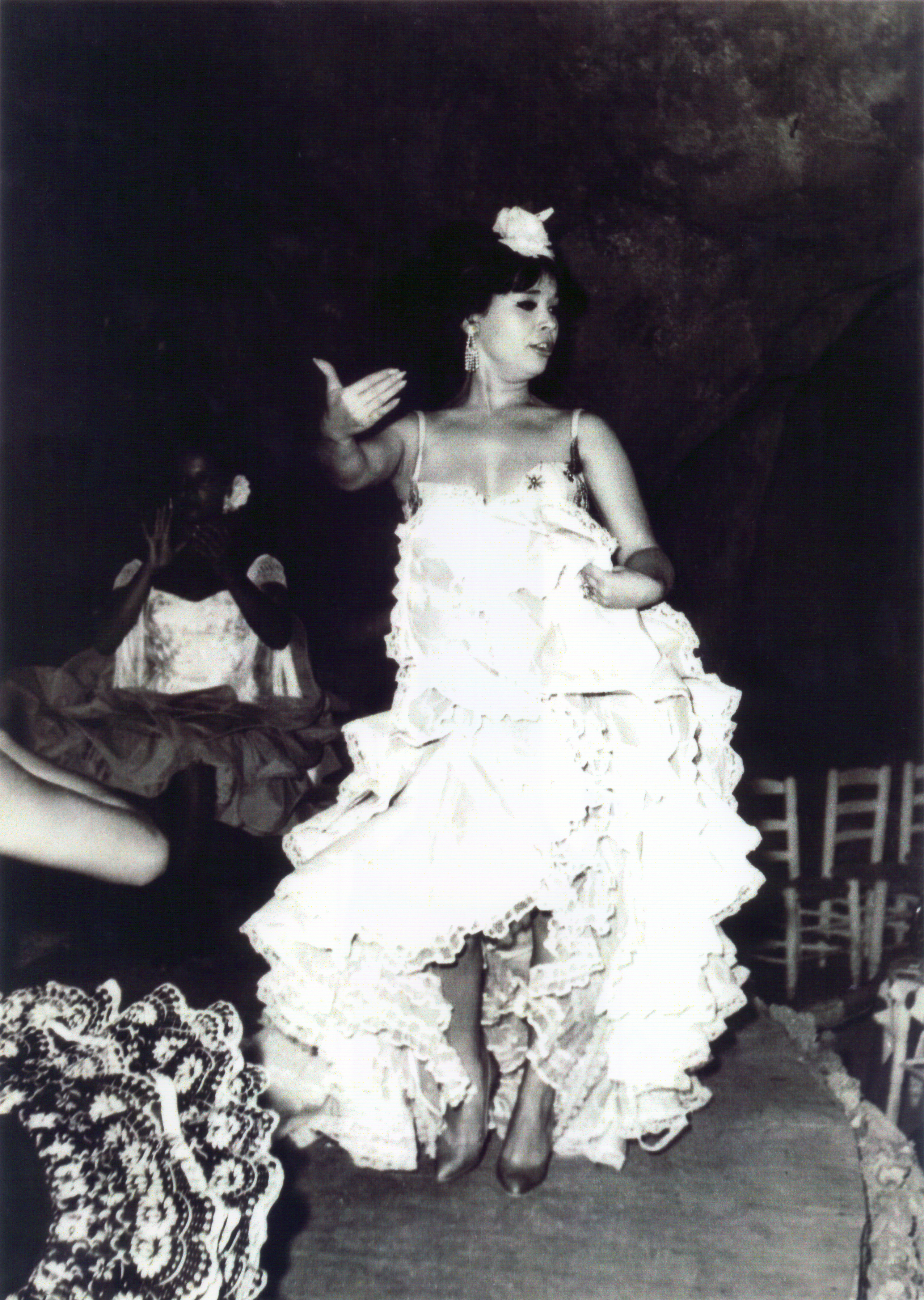
Rosa Morena; † 4. Dezember

- 04. Dezember: Rosa Morena, spanische Flamenco-Pop-Sängerin und Schauspielerin (78)
- 04. Dezember: Bodo Staiger, deutscher Musiker und Produzent (70)
- 05. Dezember: Lidija Franklin, russische Tänzerin, Tanzpädagogin und Choreografin (102)
- 06. Dezember: Winifred Hyson, US-amerikanische Komponistin und Musikpädagogin (94)
- 07. Dezember: Herbert Joos, deutscher Jazzmusiker (79)
- 07. Dezember: Jerry Jumonville, US-amerikanischer Saxophonist (78)

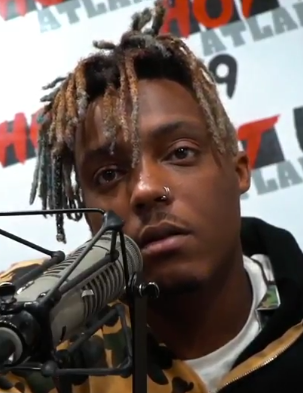
Juice Wrld; † 8. Dezember

- 08. Dezember: Juice Wrld, US-amerikanischer Rapper (21)
- 09. Dezember: Gert Bahner, deutscher Generalmusikdirektor und Dirigent (89)

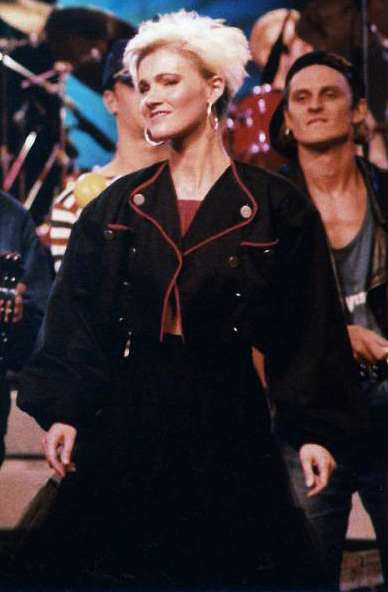
Marie Fredriksson; † 9. Dezember

- 09. Dezember: Marie Fredriksson, schwedische Sängerin (61)
- 10. Dezember: Gershon Kingsley, deutsch-US-amerikanischer Komponist (97)
- 10. Dezember: Don McDonagh, US-amerikanischer Tanzkritiker und Buchautor (87)
- 10. Dezember: Rudolf Rieser, österreichischer Buchbinder und Künstler (80)
- 11. Dezember: Jiří Jirmal, tschechischer Gitarrist, Jazzkomponist und Musikpädagoge (94)
- 12. Dezember: Dalton Baldwin, US-amerikanischer Pianist (87)
- 12. Dezember: Jack Scott, kanadischer Musiker (83)

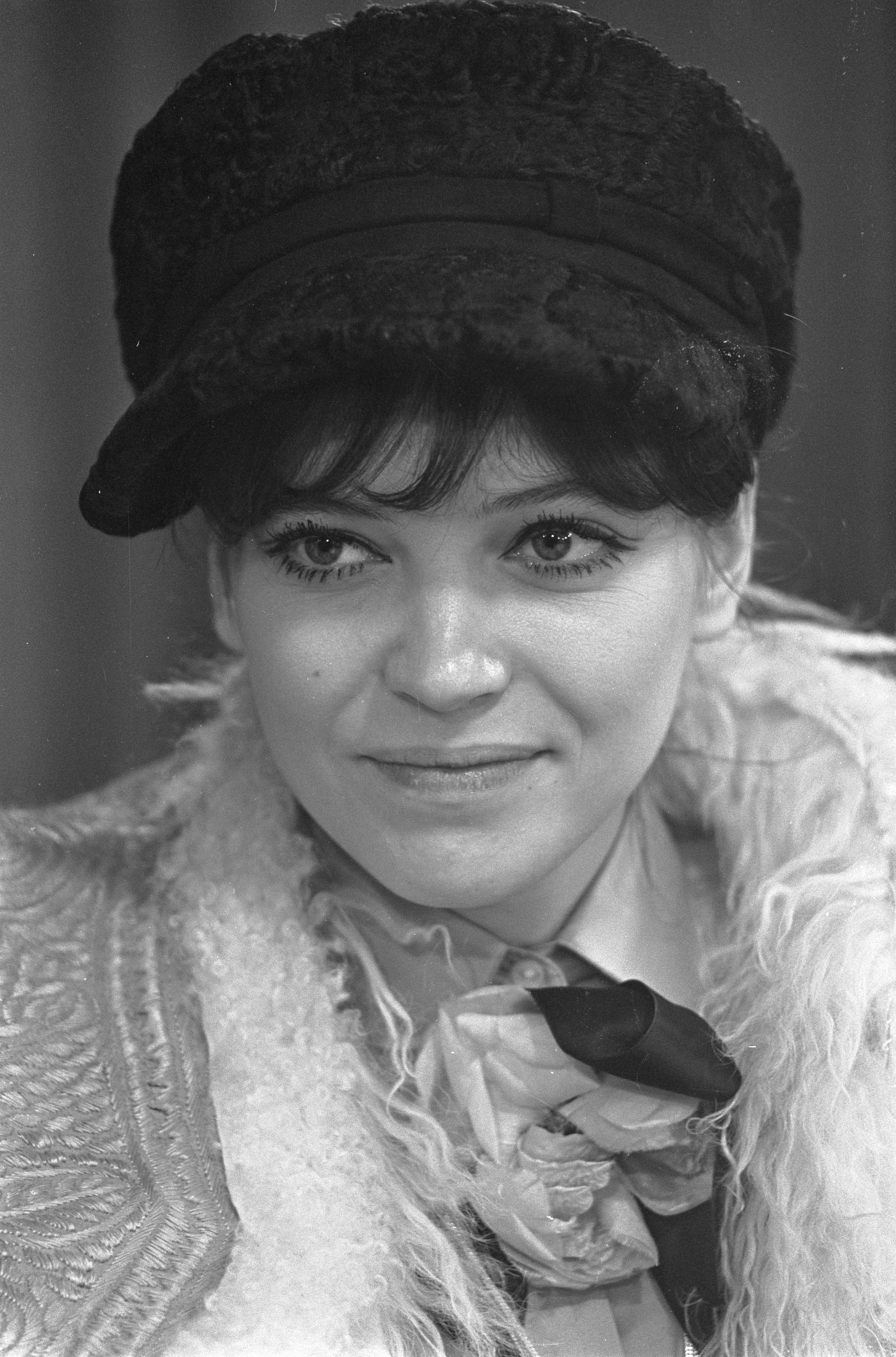
Anna Karina; † 14. Dezember

- 14. Dezember: Anna Karina, dänisch-französische Schauspielerin und Sängerin (79)
- 14. Dezember: Emil Richards, US-amerikanischer Perkussionist (87)
- 14. Dezember: Irv Williams, US-amerikanischer Jazzmusiker (100)
- 15. Dezember: Dániel Benkő, ungarischer Lautenist, Gitarrist und Hochschullehrer (72)
- 15. Dezember: Monique Leyrac, kanadische Sängerin und Schauspielerin (91)
- 15. Dezember: Christoph Mudrich, deutscher Jazzmusiker (59)
- 15. Dezember: Reto Parolari, Schweizer Dirigent (67)
- 16. Dezember: Martjo Brongers, niederländischer Musiker (61)
- 16. Dezember: Hermann Rumpf, österreichischer Musiker (79)
- 17. Dezember: László Heltay, ungarisch-britischer Chorleiter und Dirigent (89)
- 17. Dezember: Nils Kjellström, schwedischer Musiker und Komponist (76)
- 18. Dezember: Patxi Andión, spanischer Singer-Songwriter, Musiker und Schauspieler (72)
- 18. Dezember: Alain Barrière, französischer Sänger (84)
- 18. Dezember: Kenny Lynch, britischer Sänger und Schauspieler (81)
- 18. Dezember: Abbey Simon, US-amerikanischer Pianist (99)
- 19. Dezember: En Davy, philippinische Popsängerin (71)
- 19. Dezember: Alexander Wagner, deutscher Komponist und Chorpädagoge (93)
- 20. Dezember: Robert Creech, kanadischer Hornist (91)
- 20. Dezember: Klaus Uwe Ludwig, deutscher Kirchenmusiker und Komponist (76)
- 21. Dezember: Carlos Barruso, spanischer Jazz-Saxofonist (58)
- 22. Dezember: Walter Hojsa, österreichischer Volksmusiksänger (95)
- 23. Dezember: Rafael Amor, argentinischer Liedermacher (71)
- 23. Dezember: Willy Bischof, Schweizer Radiojournalist und Jazzmusiker (74)
- 23. Dezember: Joël Vandroogenbroeck, belgischer Musiker (81)
- 23. Dezember: Werner Wolf, deutscher Musikwissenschaftler (94)
- 24. Dezember: Gary Barone, US-amerikanischer Jazzmusiker (78)
- 24. Dezember: Kelly Fraser, kanadische Inuit-Sängerin (26)
- 24. Dezember: Herbert Hildebrandt, deutscher Kirchenmusiker (84)
- 24. Dezember: Allee Willis, US-amerikanische Songwriterin (72)
- 25. Dezember: Ethella Chupryk, ukrainische Pianistin (55)

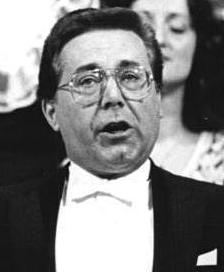
Peter Schreier; † 25. Dezember

- 25. Dezember: Peter Schreier, deutscher Sänger und Dirigent (84)
- 26. Dezember: Jerry Herman, US-amerikanischer Komponist (88)
- 26. Dezember: Robert Kohnen, belgischer Cembalist und Organist (87)
- 26. Dezember: Sleepy LaBeef, US-amerikanischer Rockabillymusiker (84)
- 27. Dezember: Mike Bundt, deutscher Musiker, Komponist, Produzent und Musikmanager (70)
- 27. Dezember: Garrett List, US-amerikanischer Posaunist und Komponist (76)
- 27. Dezember: Paul Munnery, britischer Jazzposaunist (77)
- 27. Dezember: Jack Sheldon, US-amerikanischer Schauspieler, Sänger und Jazz-Trompeter (88)
- 27. Dezember: Hugh „Peanuts“ Whalum, US-amerikanischer Jazzmusiker (91)
- 28. Dezember: Thanos Mikroutsikos, griechischer Komponist und Politiker (72)
- 28. Dezember: Milan Šamko, deutscher Pianist und Keyboarder (73)
- 28. Dezember: Erzsébet Szőnyi, ungarische Komponistin und Musikpädagogin (95)
- 29. Dezember: Neil Innes, britischer Comedian, Musiker und Komponist (75)
- 29. Dezember: Norma Tanega, US-amerikanische Musikerin (80)
- 30. Dezember: Harry Kupfer, deutscher Opernregisseur (84)
- 30. Dezember: Tony Mola, brasilianischer Perkussionist (?)
- 31. Dezember: Juliano Cezar, brasilianischer Sänger (59)
- 31. Dezember: Albert Cohen, US-amerikanischer Musikwissenschaftler (90)
- 31. Dezember: Vic Juris, US-amerikanischer Jazzgitarrist (66)
- 31. Dezember: Christian Kellens, belgischer Jazzmusiker (94)
- 31. Dezember: Bálint András Varga, ungarischer Publizist und Schriftsteller (78)
- 00. Dezember: Zeke Mullins, US-amerikanischer Jazzmusiker (94)

### Genaues Todesdatum unbekannt
- Ariel Martínez, uruguayisch-argentinischer Komponist und Bandoneonist (≈79)